# 富山駅
富山駅（とやまえき）は、富山県富山市明輪町にある、西日本旅客鉄道（JR西日本）・あいの風とやま鉄道の駅である。
なお、本稿では当駅に隣接する富山地方鉄道の以下の駅および停留場についても詳述する。
- 電鉄富山駅（でんてつとやまえき）
- 電鉄富山駅・エスタ前停留場（でんてつとやまえき・えすたまえていりゅうじょう）
- 富山駅停留場（とやまえきていりゅうじょう）

## 概要

各駅・停留場の位置関係

当駅は富山県の県庁所在地である富山市の代表駅である。
JR西日本・あいの風とやま鉄道の富山駅は、JR西日本の北陸新幹線および在来線の高山本線、あいの風とやま鉄道のあいの風とやま鉄道線が乗り入れている。あいの風とやま鉄道線は元々は当駅の所属線であった北陸本線の一部であったが、2015年（平成27年）3月14日の北陸新幹線長野駅 - 金沢駅間延伸開業に伴い、あいの風とやま鉄道へ移管された。これに伴い、在来線構内はJR西日本の在来線である高山本線も含め、あいの風とやま鉄道の管轄となった。
富山地方鉄道の電鉄富山駅は本線の単独駅であるが、隣の稲荷町駅で分岐する不二越線 の列車も乗り入れており、事実上2方向の列車が利用できる。
JR西日本・あいの風とやま鉄道の高架下には富山地方鉄道の富山駅停留場が設けられており、富山軌道線・富山港線が乗り入れる。富山軌道線・富山港線には6つの運転系統が存在するが、富山駅停留場にはその全てが発着する。
富山軌道線にはこのほか、駅南側の道路上に電鉄富山駅・エスタ前停留場が設けられている。この停留場は2015年（平成27年）3月14日に富山駅停留場が開業するまでは富山駅前停留場を名乗っており、富山駅の最寄り停留場であった。
富山港線は2006年（平成18年）2月28日まではJR西日本の運営で、同社の富山駅に乗り入れていた。その後富山ライトレールに移管されるとともに富山駅付近の線路が道路上に移設され、2006年（平成18年）4月29日から2020年（令和2年）3月20日までは駅北口に設けられた富山駅北停留場に発着していた。富山地方鉄道に経営統合された後、2020年（令和2年）3月21日に線路を高架下に延長、富山駅北停留場は富山駅停留場に統合され廃止となった。

## 歴史

### 富山駅

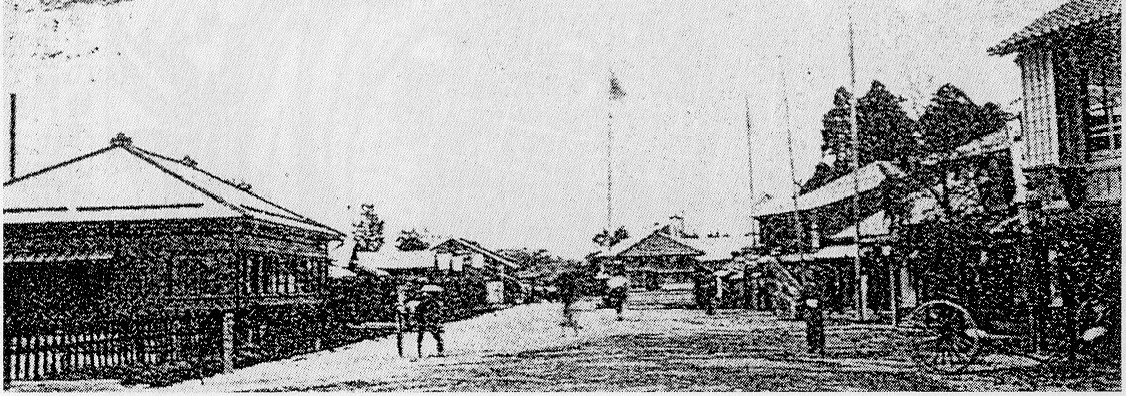
1908年（明治41年）11月に現在地に移転するまで田苅屋にあった富山駅の仮駅舎。

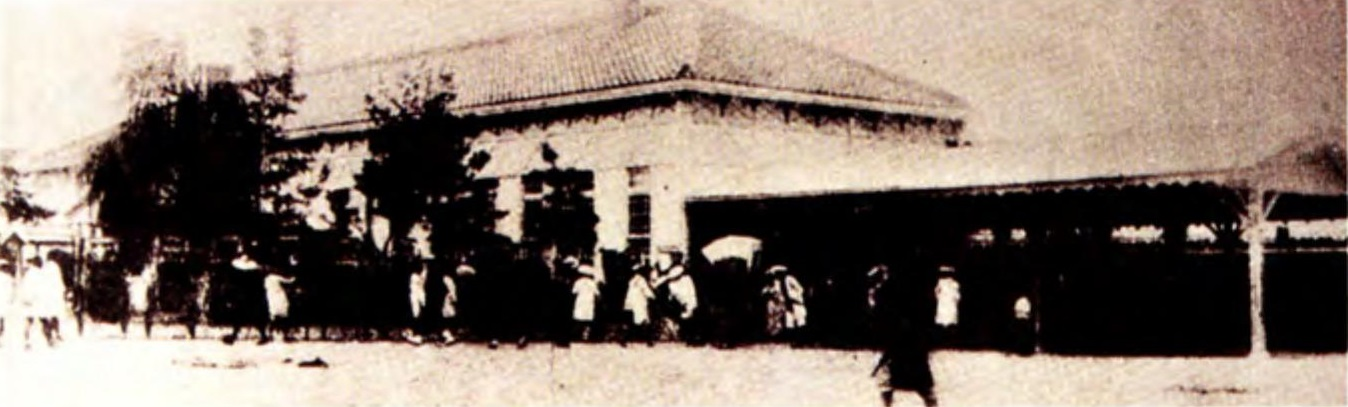
1908年（明治41年）11月に現在地に移転するまで田苅屋にあった富山駅の仮駅舎。

1901年（明治34年）当時の富山市区域拡張予測図。図中、「馳越水路」とあるのは河流改修事業後の神通川、「仮停車場」とあるは1908年（明治41年）移転以前の富山駅、「将来之停車場」とあるは当時における富山駅建設予定地、「県庁」とあるは現在の富山城址公園を示す。

- 1893年（明治26年）2月10日：帝国議会第一回鉄道会議に「敦賀ヨリ福井金沢ヲ経テ富山ニ至ル百二十三哩五十七鎖余」に係る「線路ノ形勢設計ノ概況」が提出され、「富山市船頭町裏字牛島」に当駅の開設が予定される[2]。
- 1899年（明治32年）3月20日：官設鉄道北陸線の高岡駅 - 当駅間の延伸に伴い、一般駅として富山駅が開業する[1][官報 1]。開始と同時に小荷物の取り扱いを行う[官報 1]。当時構想されていた神通川改良工事の影響を受けない婦負郡桜谷村（現在の神通川西岸、富山市田刈屋及び駒見）に設置された[3]。また同日、同駅において芳川顕正逓信大臣をはじめ、各県両院議員等が参列して開通式を催行する[4]。駅舎、機関車庫、客車庫、転車台及び石炭台等の建造物は、将来の移転計画を見越して仮設工事であった[2]。
- 1901年（明治34年）3月16日：構内に富山電信取扱所を設置し、公衆電報の取り扱いを開始する[5][官報 2]。
- 1906年（明治39年）12月1日：富山郵便局の電話交換業務開始により[官報 3]、当駅に公衆電話を設置する[5]。
- 1907年（明治40年）1月24日：富山市が当駅敷地として婦負郡愛宕、牛島両町内の地所27017坪を寄附した[4]。この頃の当該敷地は神通川馳越線（はせこしせん）と本流との間に挟まれた中州のようなところであったが、富山市や商工会の推薦により現位置に決定したという[6]。

- 1908年（明治41年）

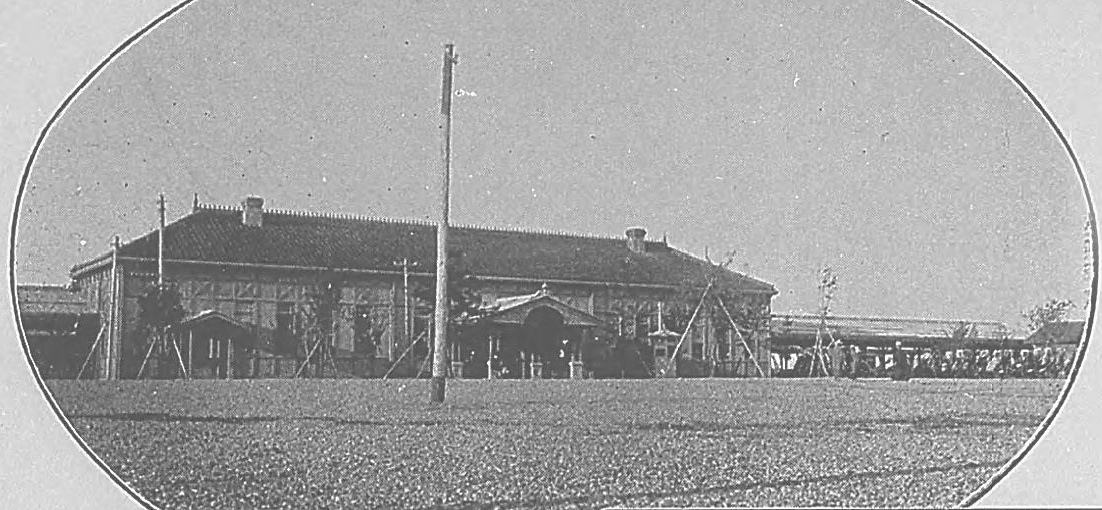
1909年（明治42年）当時の富山駅。

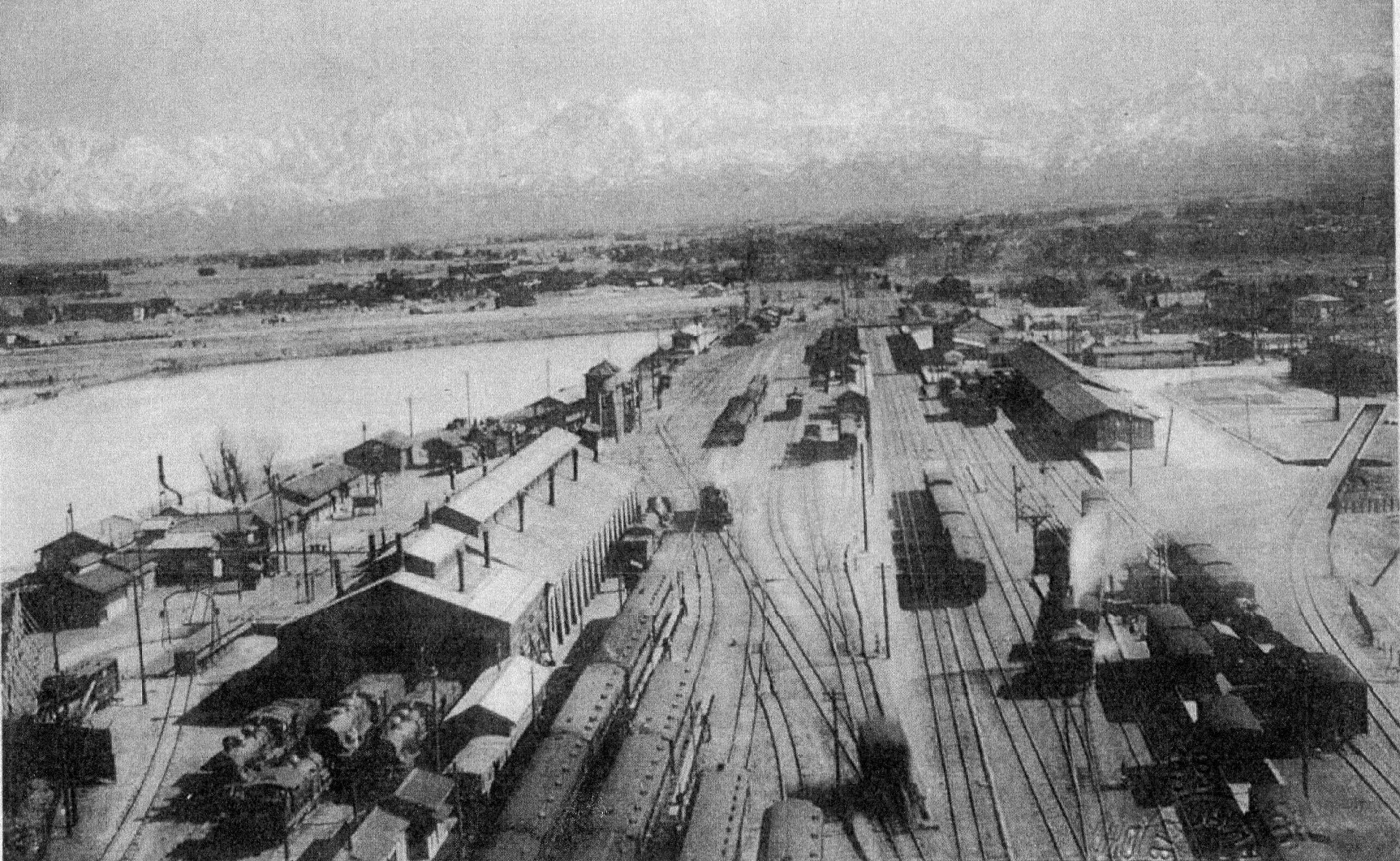
1932年（昭和7年）頃の富山駅構内

  - 11月3日：当駅 - 小杉駅間に呉羽駅が開業する[官報 4]。
  - 11月16日：神通川改良（馳越線）工事の完成（1903年（明治36年））を受け、北陸線の経路を呉羽丘陵西側から変更するとともに馳越線への架橋（現在の高山本線新神通川橋梁）工事を行い、当駅を現在地に移転する[官報 4]。併せて官設鉄道富山線の当駅 - 魚津駅間が開業する[官報 4]。また同日より許可を得て源 (食品製造会社)が、当駅構内営業人となり駅弁の販売を開始する[7]。のちに旧駅の跡地は金沢の工兵第九大隊の演習廠舎が設置された[8]。
- 1909年（明治42年）
  - 9月29日：皇太子嘉仁親王（後の大正天皇）が行啓のため当駅に着御する[9]。
  - 10月12日：国有鉄道線路名称制定に伴い、北陸本線所属駅となる[官報 5]。
- 1912年（明治45年）4月30日：停車場掲示電報を掲示する停車場に指定される[官報 6][注 2]。
- 1913年（大正2年）4月1日：当駅 - 直江津駅間竣工につき当駅より臨時列車を出し、関係者を招待して試乗させた[4] が、諒闇中であったので祝賀会は行われなかった[10]。
- 1923年（大正12年）9月4日：関東大震災避難者保護のため、当駅駅前に救護所を設ける[5]。
- 1924年（大正13年）11月10日：皇太子裕仁親王（後の昭和天皇）が行啓のため当駅に着御する[11]。
- 1927年（昭和2年）
  - 9月1日：飛越線（後の高山本線）の当駅 - 越中八尾駅間が開業する[官報 7]。また同日、当駅 - 呉羽駅間に田苅屋信号場が開業する[1]。ただし、神通川を渡る当駅 - 田苅屋信号場間は北陸本線と線路を共用する[12]。

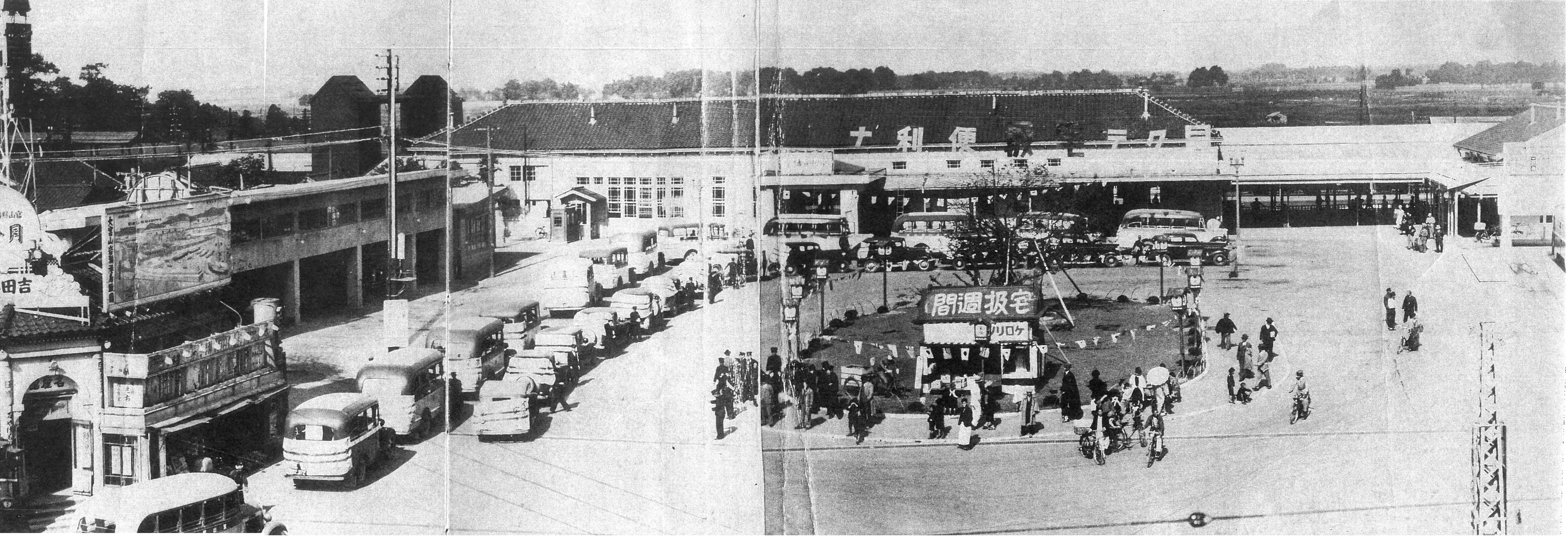
1934年（昭和9年）頃の富山駅前。駅舎左にはコンクリート製の省営バス笹津線の車庫、右端には駅構内に乗入れている市電の姿が確認できる。

- - 12月15日：富岩鉄道の貨物支線として富山駅 - 富山口駅間が開通し、同社の富山駅が開業する[官報 8]。同日より国有鉄道富山駅の共同使用を開始する[13]。ただし、当時は貨物中継のみ[官報 8]。当初から電化されており、架線電圧は直流600Vだった[14]。
- 1928年（昭和3年）
  - 6月25日：電動ジブクレーンを設置する[15]。
  - 7月11日：富岩鉄道富山駅 - 富山口駅間において旅客運輸営業を開始し、同日より旅客も国有鉄道富山駅との共同使用を開始する[13][官報 9]。
- 1933年（昭和8年）3月31日：当駅 - 笹津駅間において省営自動車笹津線の営業を開始し、当駅においては一般運輸営業を開始する[官報 10]。
- 1934年（昭和9年）10月25日：線路名称を改定し、飛越線が高山本線に編入される[官報 11]。
- 1935年（昭和10年）1月17日：富山商工会議所が富山都市計画の完成及び当駅の拡張に関する建議書を、鉄道大臣、名古屋鉄道局長及び金沢運輸事務所長に提出する[5]。
- 1936年（昭和11年）10月1日：富山市西町の宮市大丸百貨店内に当駅派出鉄道案内所を設置する[16]。
- 1937年（昭和12年）10月1日：構内に富山鉄道郵便局を開設する[17]。
- 1938年（昭和13年）
  - 5月26日：富山市が当駅 - 日曹工場前駅間の鉄道敷設免許を取得する[18]。
  - 8月24日：富山市営鉄道運河線（貨物線）の富山駅 - 日曹工場前駅（後の奥田駅）間が開業し、富岩鉄道がこれを借受する[19][官報 12]。
- 1940年（昭和15年）5月6日：当駅 - 日曹工場前駅間の電化が認可される[18]。
- 1941年（昭和16年）12月1日：会社合併に伴い富岩鉄道線を富山電気鉄道が譲受し、また富山市営鉄道運河線を同社が借受して、合せて同社の富岩線とする[20]。
- 1942年（昭和17年）12月7日：1938年（昭和13年）8月富山市に対して免許され、富岩鉄道（後に富山電気鉄道）が借受していた富山市営鉄道運河線（貨物線）の富山駅 - 日曹工場前駅間が、富山電気鉄道に対して譲受される[官報 13]。
- 1943年（昭和18年）
  - 2月28日：同日限りを以て省営自動車笹津線を廃止する[官報 14]。
  - 6月1日：富山地方鉄道（旧・富山電気鉄道）富岩線が国有化され、国有鉄道富山港線となる[官報 15]。
- 1944年（昭和19年）5月1日：富山鉄道郵便局を新潟鉄道郵便局に吸収し、その事業を同局に移管する[官報 16]。

- 1945年（昭和20年）

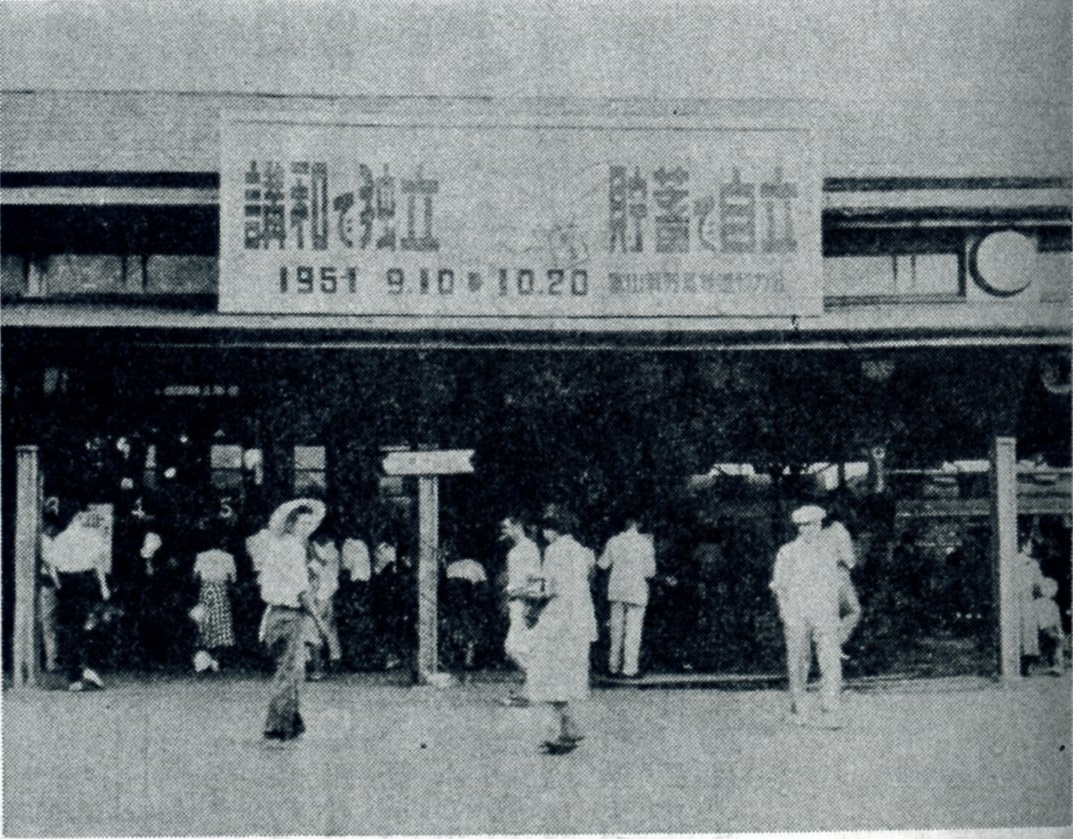
空襲後にバラック建築となった富山駅

  - 3月12日：太平洋戦争下の日本本土空襲激化により、当駅構内に緊急疎開相談所を設置する[5]。
  - 8月1日：富山大空襲により駅舎が全焼する[新聞 1]。同年8月3日午前に乗り入れが再開するまで北陸本線上りは東岩瀬駅、下りは呉羽駅にて折返し運転を行う[21]。
  - 12月29日：金沢鉄道管理局が、機関車の石炭不足を理由に各駅に切符の発売制限枚数の厳守を通達。富山駅の発売枚数の上限は1,920枚/日[22]。
- 1946年（昭和21年）
  - 8月5日：当駅における闇米取締を発端として朝鮮人による騒擾事件が起る（富山駅前派出所襲撃事件）[23]。
  - 9月15日：同年8月5日の富山駅前派出所襲撃事件等朝鮮人による狼藉に鑑み、同日当駅においてその大々的取締を行う[23]。
  - 10月8日：再び当駅にて闇米の取締を行い、約120石を摘発する[5]。
- 1947年（昭和22年）
  - 2月25日：この日の市会で富山駅の移転（現位置より東寄り）問題は三千万円の工費を要するもので、戦災復興に手一杯の市としてはこれに応ずることが出来ないとして移転運動を中止することに満場一致を以て決議した[24]。
  - 11月2日：昭和天皇が同日午前7時50分、当駅より越中八尾駅・猪谷駅方面に向け発車する[25]。
- 1948年（昭和23年）2月13日：当駅 - 呉羽駅間の田苅屋信号場を「田刈屋信号場」と改める[1]。
- 1949年（昭和24年）
  - 3月5日：先年12月より着工の待合室が竣工したので落成式を挙行し、同待合室において同月8日まで生花展覧会を行う[21]。
  - 6月1日：日本国有鉄道法施行に伴い、日本国有鉄道（国鉄）に継承[官報 17]。
  - 7月4日：当駅にて国鉄行政整理反対闘争警戒中の警察官が1名負傷、4名を検挙する[21]。

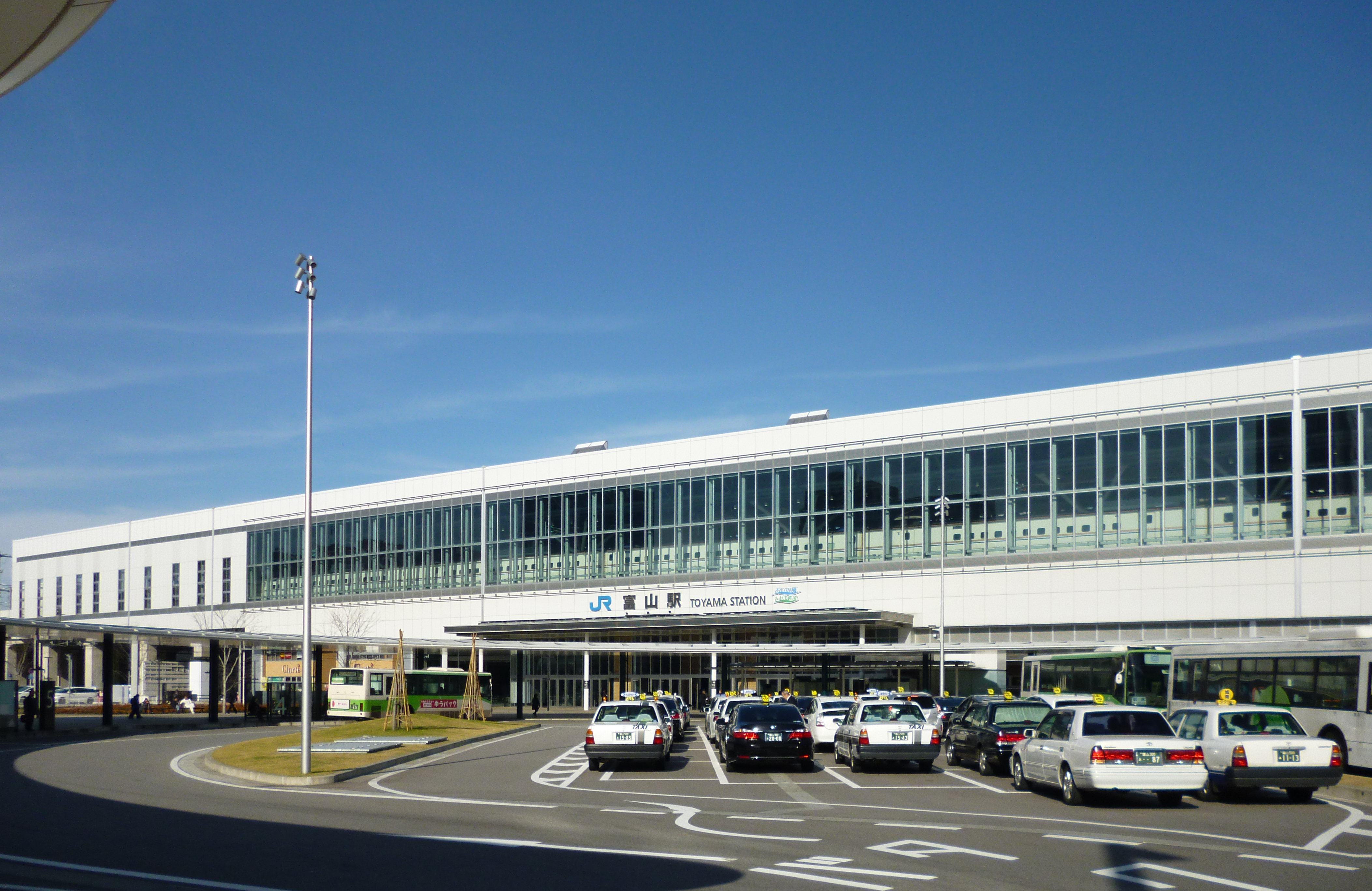
1953年（昭和28年）建替後の富山駅駅舎

- 1950年（昭和25年）2月21日：金沢鉄道郵便局富山分局を当駅構内に開設する[官報 18]。
- 1952年（昭和27年）
  - 1月26日：空襲以来バラック建てであった駅舎を本建築とするため着工し起工式を行う[21]。
  - 10月30日：駅舎の第一期工事を完了し、11月1日より新駅舎において駅務を開始する[21]。2階には「まると百貨店」（富山ステーションデパート）が開業し、3階には物産観光陳列場が開設される[21][26]。いわゆる民衆駅の方針をとって、民間の利用を広く受け容れた[27]。
  - 12月1日：当駅構内の無線基地局に対して無線局免許状が与えられる（呼出符号：JRG-71）[官報 19]。
- 1953年（昭和28年）
  - 10月10日：同月9日に駅舎の第二期工事が完了したので、国鉄及び富山市主催の落成式を挙行する[21]。第一期及び第二期工事の総工費は1億4千万円であった[21]。施工者は岐阜工事事務所[28]。
  - この年、富山駅前にてロータリー交通方式が採用された[29]。
- 1954年（昭和29年）
  - 1月28日：旧計量法第173条に基き、当駅を計量器使用事業場に指定する[官報 20]。
  - 7月22日：旧計量法第173条に基き、当駅構内の金沢鉄道郵便局富山分局を計量器使用事業場に指定する[官報 21]。
  - 4月20日：同年2月4日より着工の当駅跨線橋が完成する[21]。総工費は376万4千円であった[21]。
- 1955年（昭和30年）10月1日：当駅 - 東富山駅間に所在の富山操車場の一部使用を開始する[1][21]。
- 1956年（昭和31年）
  - 11月10日：当駅 - 東富山駅間の富山操車場の第一期工事を完了し[21]、当駅 - 富山操車場（現在の富山貨物駅）間が複線化する[30]。同日午前9時35分上り青森発大阪行機関車先頭に「祝富山操車場完成」の紀念幕を掲げて新線を走らせた[21]。
  - 11月19日：当駅 - 呉羽駅間の田刈屋信号場を廃止する[1]。
- 1958年（昭和33年）
  - 3月1日：高山本線において準急「ひだ号」の運転を開始し、当駅 - 名古屋駅間を約5時間で結ぶこととなった[21]。
  - 10月16日：当駅北口が完成し、同日より出改札の業務を開始する[21]。
  - 10月18日：昭和天皇が第13回国民体育大会親臨のため、香淳皇后と共に当駅に着御する[31]。
- 1959年（昭和34年）
  - 4月17日：同日午前9時30分富山駅着下り直江津駅行において当駅 - 金沢駅間に初めてディーゼル機関車の試運転を行い、同日より当駅 - 大阪駅間を1日2往復することとなった[21]。
  - 5月13日：新神通川橋梁建設工事のため、材料運搬線を構内に敷設し試運転を行う[新聞 2]。
  - 11月16日：当駅 - 呉羽駅間に北陸本線専用の新神通川橋梁が完成し、(旧)新神通川橋梁は高山本線専用となる[32][33]。
- 1960年（昭和35年）
  - 2月24日：当駅 - 奥田駅間の電気運転を廃止する[6]。
  - 5月25日：同日午前1時40分頃、当駅前百貨店中の食料品店より出火があり、須田ビルはじめ軒並みの商店等14戸3棟を全焼、7戸3棟を半焼する[34]。
  - 5月31日：当駅 - 呉羽駅間が複線化される[30]。
  - 7月1日：当駅待合室内に観光案内所を設置する[34]。
  - 8月6日：当駅改良工事を完了し、同日より新設のホーム等の使用を開始する[34]。
  - 11月4日：新しいホームの屋根が完成する[新聞 3]。
  - 11月19日：地下道幅員拡張工事が完了し、荷物用跨線橋及びエレベーターが竣工する[32]。
  - 12月27日：輸送本部室の新庁舎建設工事を開始する[新聞 4]。
- 1961年（昭和36年）
  - 2月27日：自動信号への改良工事が完了し、継電連動装置を導入する[新聞 5]。
  - 5月18日：輸送本部室が完成し、旧輸送本部室跡地は庭園となる[新聞 4]。
  - 10月18日：第20回全日本産業安全大会への台臨のため行啓中の皇太子明仁親王及び皇太子妃美智子が、当駅より特別急行「白鳥」にて東京へ還啓する[35]。
- 1962年（昭和37年）4月7日：貨物ホームが完成する[新聞 6]。
- 1964年（昭和39年）
  - 10月1日：北陸本線のうち、当駅を含む金沢駅 - 富山操車場間が電化（交流20,000V・60Hz）、当駅 - 大阪駅間の電化が成る[34]。
  - 12月25日：北陸・関西間の特別急行「雷鳥」及び北陸・中京間の特別急行「しらさぎ」の営業運転を開始し、同日午後当駅において発車式を行う[34]。
- 1965年（昭和40年）
  - 7月30日：当駅 - 東富山駅間の複線化工事を完了し、同日午前9時40分より開通する[34]。
  - 9月24日：みどりの窓口を開設する[32]。
- 1966年（昭和41年）
  - 7月1日：富山ステーションデパート新装開店[新聞 7]。
  - 10月6日：神岡線開通、当駅 - 神岡駅間が全通する[34]。
- 1967年（昭和42年）3月30日：富山港線の架線電圧を直流1,500Vに昇圧する[36]。
- 1969年（昭和44年）5月27日：第二十回全国植樹祭親臨のため富山県行幸中の昭和天皇が当駅に着御する[31]。
- 1970年（昭和45年）
  - 3月26日：当駅前南口地下道完成、市長、駅長等出席して開通式を行う[37]。
  - 6月5日：当駅にて貨車入替作業に用いていた蒸気機関車が引退するに伴い、その「お別れ式」を行う[新聞 8]。
  - 7月15日：当駅構内配線を変更し、国鉄列車急行「立山」及び急行「むろどう」、また名古屋鉄道急行「北アルプス」の富山地方鉄道線乗入れを開始する[18][38]。
- 1971年（昭和46年）4月26日：当駅 - 福井間に特別快速列車が設定される[37]。
- 1972年（昭和47年）
  - 1月28日：当駅と岡山駅が姉妹駅となり、同日その調印式を行う[37]。
  - 5月22日：地下歩道の工事が始まる[39]。
- 1973年（昭和48年）：駅北口と正面を繋ぐ地下歩道（同年より建設[37]）が開通[40]。
- 1974年（昭和49年）10月1日：営業範囲を改正し、旅客、荷物及び貨物を扱うものとする[官報 22]。

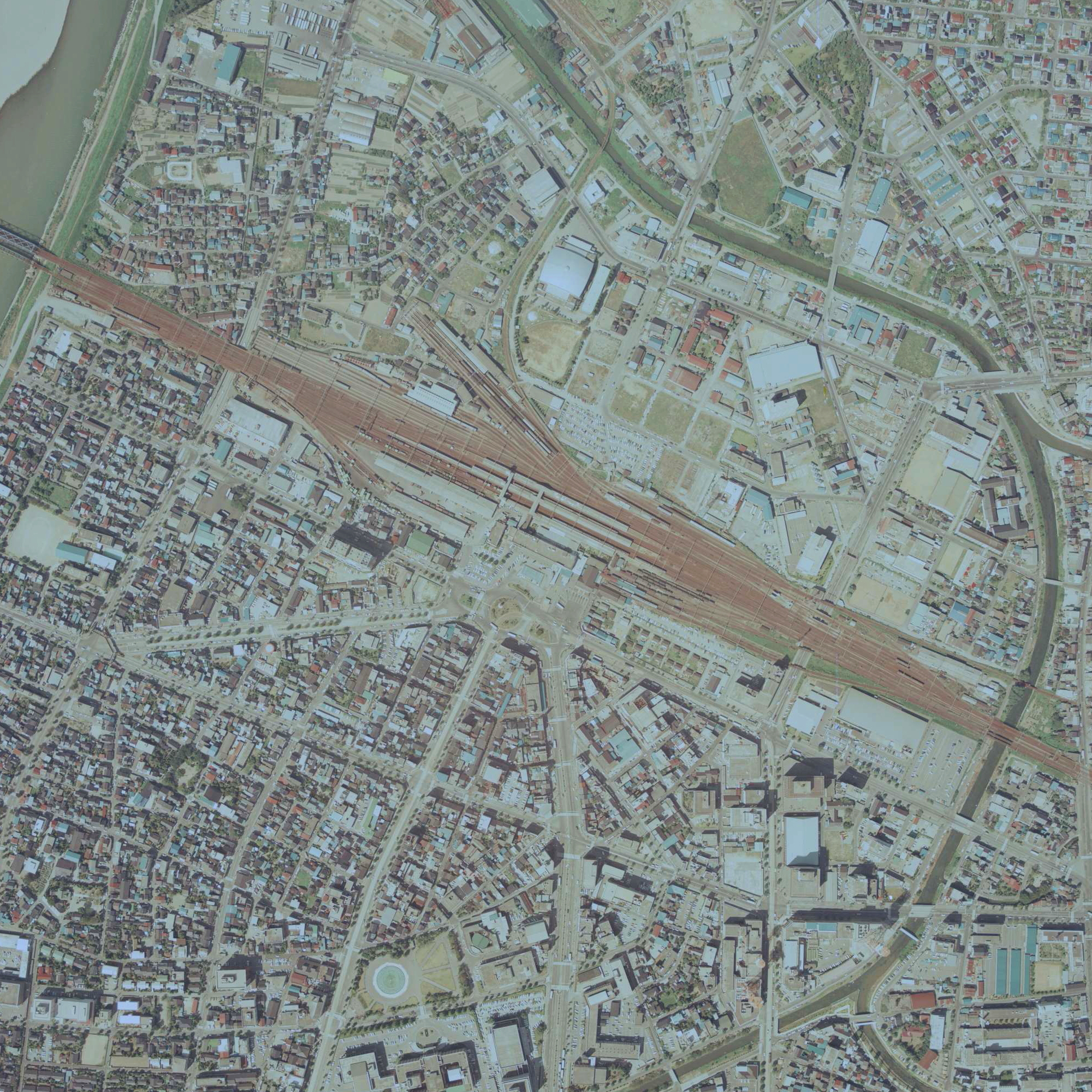
富山駅周辺の空中写真（1975年9月撮影）

- 1975年（昭和50年）：富山市が富山駅周辺整備基本計画を策定。この計画では新駅舎は地上5階地下1階建て、ターミナルビルは地上7階地下1階建てで、地下に地鉄コンコース、1階にバス発着場、2階に在来線と地鉄のコンコース、5階に北陸新幹線ホームを置き、さらに新幹線ホームの屋上に駐車場を完備するという大掛かりなものであった[41]。
- 1976年（昭和51年）2月13日：第31回国民体育大会冬季大会への台臨のため、皇太子明仁親王及び皇太子妃美智子が当駅に着御する[35]。
- 1979年（昭和54年）3月10日：当駅駅舎本屋改築工事が完了する[32]。
- 1982年（昭和57年）
  - 3月30日：日本鉄道建設公団富山新幹線準備事務所が富山県内の新幹線通過ルートおよび停車駅を黒部、富山、高岡にすることを発表[新聞 9]。
  - 11月7日：商業ビル建設のため、当駅東側の国鉄宿舎を撤去する[新聞 10]。
- 1984年（昭和59年）2月1日
  - 当駅構内の金沢鉄道郵便局富山分局を廃止する[官報 23]。
  - 当駅 - 奥田駅間を廃止する[官報 24]。
- 1985年（昭和60年）
  - 3月14日：従前の立山駅終着を改め、新たに新名古屋駅発名古屋鉄道特別急行「北アルプス」が当駅への乗入れを開始する[6]。
  - 8月1日：当駅構内において国鉄直営販売店「さんくす」の営業を開始する[42]。
  - 11月28日：当駅駅前に立体駐車場が完成する[新聞 11]。
- 1986年（昭和61年）
  - 3月16日：当駅において北陸新幹線周辺環境整備事業の起工式を挙行する[新聞 12]。
  - 11月1日：営業範囲を改正し、荷物（新聞紙を除く）の取り扱いを廃止する[官報 25]。
- 1987年（昭和62年）
  - 3月14日：当駅駅舎2階待合室が完成する[32][新聞 13]。
  - 3月31日：営業範囲を改正し、取扱荷物を「荷物（新聞紙に限る）」から「荷物（特約荷物に限る）」に改める[官報 26]。
  - 4月1日：国鉄分割民営化に伴い、西日本旅客鉄道（JR西日本）・日本貨物鉄道（JR貨物）に継承される[1][6]。日本貨物鉄道（JR貨物）の駅は、車扱貨物及びコンテナ貨物を取り扱う[1]。
  - 9月12日：富山ターミナルビル「マリエとやま」が開業する[43]。
  - 12月25日：富山駅前のロータリー交通方式を廃止し、同日より三点交差式に変更された[29]。
- 1988年（昭和63年）
  - 2月5日：駅長室を改装する[32]。
  - 3月17日：便所を移転し、改装する[32]。
  - 7月10日：駅舎外壁を改修する[6][新聞 14]。
  - 7月15日：コンコース及び待合室を改装する[32]。
  - 7月16日：富山ステーションデパートが改装開店する[32][新聞 15]。
- 1989年（平成元年）
  - 2月2日：当駅北口再開発事業「とやま都市MIRAI事業」に必要な旧国鉄用地の商業施設化が、日本国有鉄道清算事業団新潟資産管理部の諒承を受ける[新聞 16]。
  - 6月22日：JR富山駅と電鉄富山駅の間を結ぶ連結アーケード（全長49.5m、幅3.1m、ライトグレー色。1989年3月末からJR西日本、富山地方鉄道、富山ターミナルビルが共同で建設していた）が完成[44]。
  - 10月14日：発車ベルの騒音による近隣住民の苦情を受け、地元民謡の『こきりこ節』のピアノ伴奏を用いた発車メロディー・列車到着メロディの運用を開始するが、駅利用者からは不評だった[45][新聞 17]。
  - 12月20日：当駅駅前に自転車駐輪場を設置する[新聞 18]。
- 1990年（平成2年）
  - 3月10日：富山貨物駅に貨物駅の業務を移管し、JR貨物の駅（当駅での貨物の取り扱い）が廃止される[1][6]。
  - 4月10日：JR西日本子会社たるハートアンドアクションフーズがハチバンとフランチャイズ契約を締結し、当駅構内に飲食店を開業する[新聞 19]。
  - 7月21日：JR西日本が富山地方鉄道線直通特別急行「リゾート立山」の運転を開始し、再び当駅構内に連絡線を敷設する[新聞 20]。大阪駅発午前8時25分富山駅着午後0時6分特別急行「雷鳥15号」及び富山駅発午後3時大阪駅着午後7時8分の「雷鳥38号」にキハ65形気動車を2輌連結し、富山地方鉄道線内においてはキハ65形気動車が自走する[新聞 20]。
  - 8月12日：富山市が富山駅を南北に結ぶ<地下通路と地下歩道の建設方針を固める。この時点の駅南北地下道の幅員は6～4mであった[46]。
- 1991年（平成3年）12月27日：当駅より当駅駅前再開発ビル（現：富山ステーションフロントCiC）を連絡する地下道を、当駅北口連絡地下道と接続し使用を開始する[新聞 21]。
- 1992年（平成4年）3月24日：日本国有鉄道清算事業団の用地整備事業のため、旧富山港線ホームを解体し、新富山港線ホームの使用を開始する[47]。
- 1994年（平成6年）10月28日：当駅構内にコンビニエンスストアハートインが開業する[32][新聞 22]。
- 1995年（平成7年）
  - 4月20日：特別急行「サンダーバード」の運行を開始し、始発駅たる当駅においてその記念式典を行う[新聞 23]。
  - 4月21日：運輸省（現・国土交通省）が北陸新幹線富山駅暫定整備計画を決定し、日本鉄道建設公団にその建設を指示する[新聞 24]。
  - 4月28日：運輸省が日本鉄道建設公団の当駅駅舎工事実施計画を認可する[48]。
  - 5月25日：日本鉄道建設公団が北陸新幹線富山駅の測量及び設計を開始し、北陸新幹線整備調整事業起工式を挙行する[新聞 25]。
  - 8月24日：日本鉄道建設公団、北陸新幹線富山駅建設に向け地質調査に着手する[新聞 26]。
- 1996年（平成8年）7月1日：当駅北側の「アーバンプレイス」ビルが開業する[新聞 27]。
- 1997年（平成9年）
  - 2月28日：当駅を高架化して南北を一体化し、地上及び地下の歩道により連絡できるように「複断面方式」とする基本計画を、第三回富山駅周辺地区南北一体的なまちづくり基本計画策定調査委員会が決定する[新聞 28]。
  - 3月：名古屋鉄道の直通特急「北アルプス」の乗り入れを中止する[6]。
  - 10月1日：当駅北口にみどりの窓口を開設する[32]。
- 1998年（平成10年）12月19日：当駅南口駅舎2階にレンタルビデオ店が開業する[新聞 29]。
- 1999年（平成11年）
  - 4月10日：当駅開業100周年紀念式典を挙行する[49]。
  - 12月4日：同年7月より第55回国民体育大会に向けて建設中であった当駅北口駅舎が新築竣工する[50]。
- 2000年（平成12年）
  - 1月12日：列車の発車時刻等を表示する電光掲示板を設置する[51]。
  - 1月22日：同年2月8日からの北陸本線列車集中制御装置導入に伴い、『こきりこ節』の列車到着・発車メロディーの使用を取りやめ、試験的にこれを電子メロディへ変更する[新聞 30]。
  - 1月30日：第55回国民体育大会に向け、当駅南口駅舎待合室を改装する[新聞 31]。改札室をホーム側に移設新築し、1階西側の待合室を400m2に広げ、8つの店舗を1箇所に集約した[51]。
  - 2月8日：北陸本線列車集中制御装置導入に伴い、正式に北陸本線標準電子メロディを発車合図として使用開始する[新聞 30]。
  - 2月11日：富山ステーションデパートをとやま駅特選館に名称変更し、改装開店する[新聞 32]。
  - 4月28日：北口に黒川雅之がデザインした『風と光の塔』（高さ21m）が完成[52]。
  - 7月26日：北口の地下道および地下広場が完成[53]。
- 2001年（平成13年）5月27日：当駅南口広場にて北陸新幹線上越 - 富山間の起工式を挙行する[新聞 33]。
- 2002年（平成14年）1月2日：在来線高架化を連続立体交差とする方針を固める[54]。
- 2005年（平成17年）
  - 3月8日：富山市が高架化工事完成後の当駅の完成予想図を示す[新聞 34]。
  - 6月27日：富山駅周辺立体交叉事業が国土交通省によって認可される[新聞 35]。
  - 10月6日：北陸新幹線の着工に伴う高架化工事が開始される[6]。
- 2006年（平成18年）3月1日：JR西日本が富山港線を廃止し[19]、再開業まで廃止代替バスが運行される[55]。
- 2007年（平成19年）

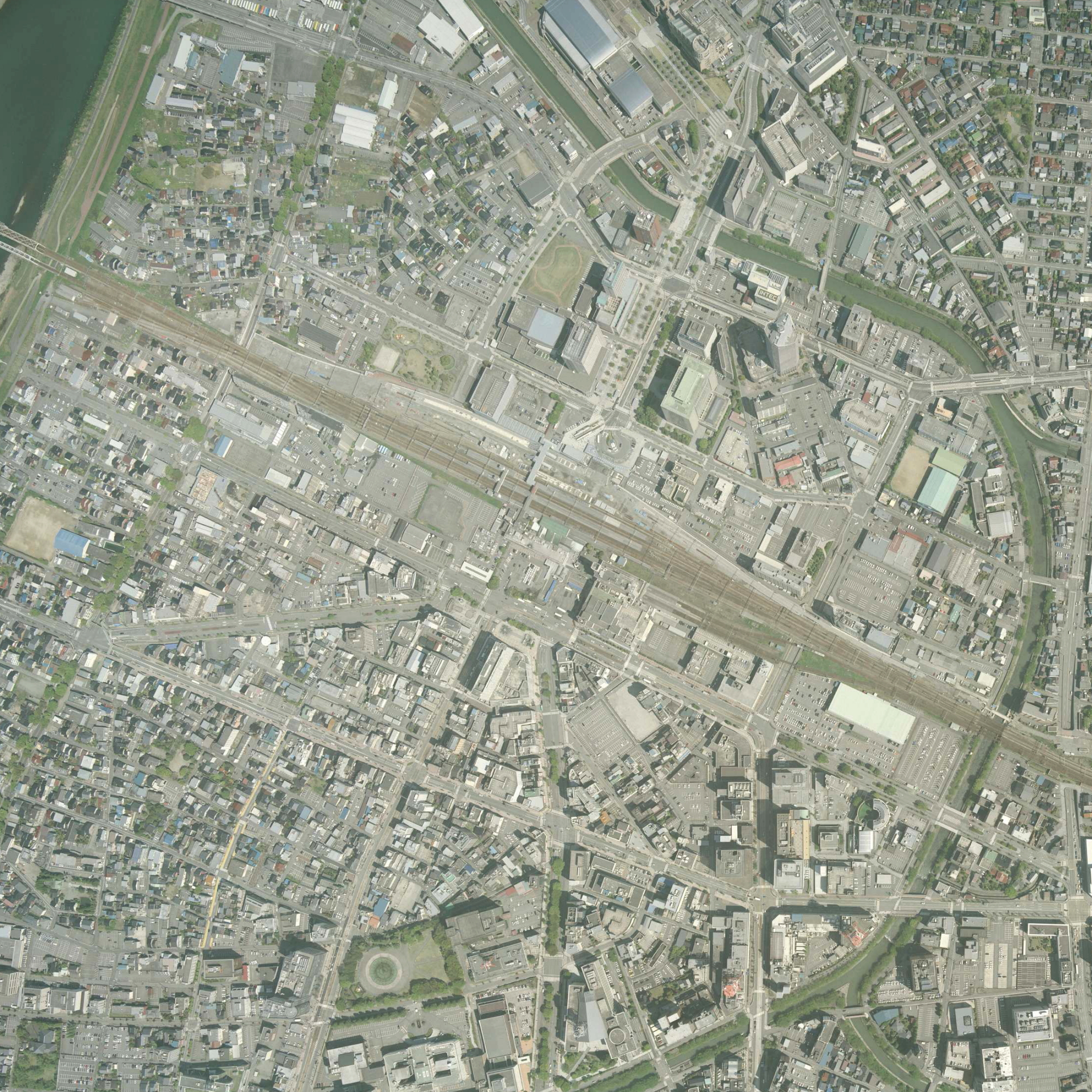
富山駅周辺の空中写真（2007年4月撮影）

- - 3月18日：北口仮駅舎の使用を開始する[新聞 36]。
  - 10月11日：当駅構内にインターネットカフェ「＠カフェサンダーバード」が開業する[新聞 37]。
- 2008年（平成20年）10月20日：JRの下りホームが仮設ホームに切り替えられ、同時に地下通路が廃止される[新聞 38]。
- 2010年（平成22年）
  - 4月19日：JRの上りホームが仮設ホームに切り替えられ、南口仮駅舎での営業を開始する[新聞 39]。
  - 5月30日：北陸新幹線富山駅の駅舎建設に着工し安全祈願祭を挙行する[新聞 40]。

- 2011年（平成23年）

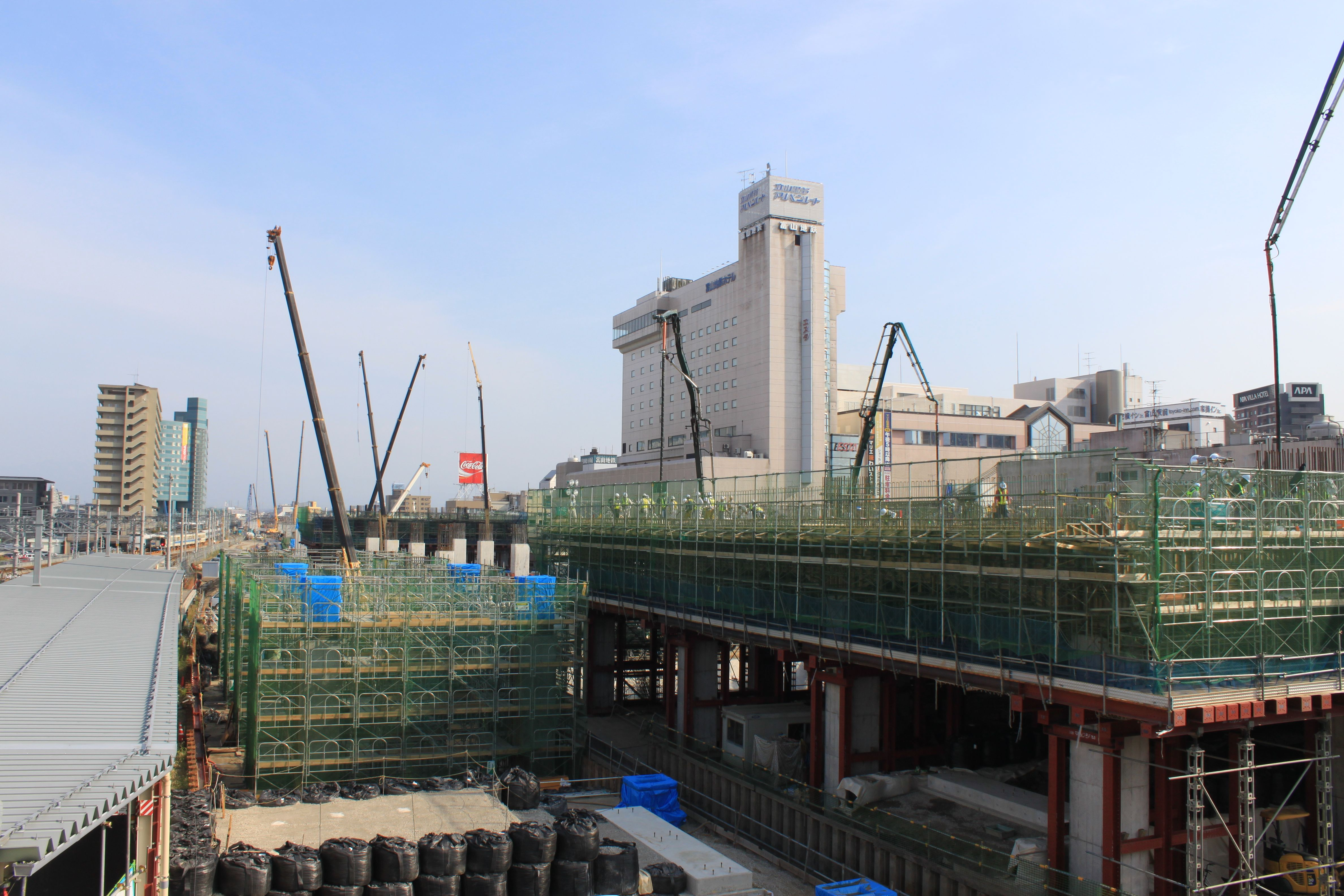
建設の進む高架ホーム

  - 5月22日：富山駅付近連続立体交叉事業に係る起工式及び安全祈願祭を挙行する[新聞 41]。
  - 11月30日：旧駅舎構内において営業していたとやま駅特選館等の商業施設が閉店する[新聞 42]。
  - 12月8日：同日よりとやま駅特選館が南口仮駅舎横の仮店舗にて営業を開始する[新聞 42]。

- 2012年（平成24年）

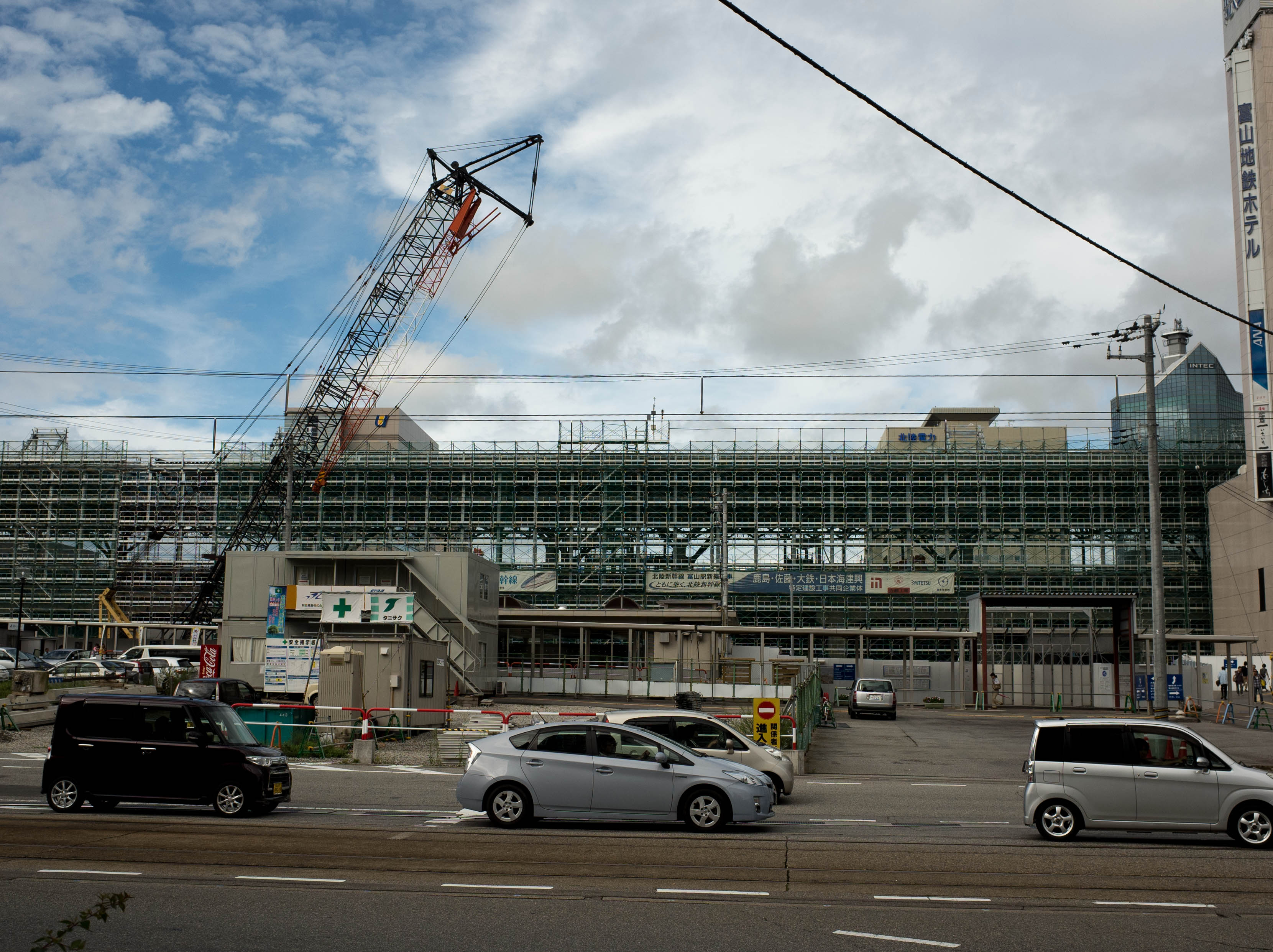
建設中の新駅舎

  - 5月14日：旧南口駅舎の解体に着手する[新聞 43]。
  - 11月17日：北陸新幹線開業後に使用される新駅舎の着工を開始[56][新聞 44]。
- 2015年（平成27年）
  - 3月13日：とやま駅特選館が閉店する[新聞 45]。
  - 3月14日：北陸新幹線の長野駅 - 金沢駅間延伸開業に伴い、新幹線富山駅が開業[57][58]。また北陸本線のあいの風とやま鉄道への移管に伴い、在来線富山駅を同社へ移管[59]。同日より南口仮駅舎を閉鎖し、新駅舎の使用を開始する[新聞 46]。これに伴い、構内の郵便差出箱を撤去し、郵便差出箱上に設置されていた売薬像を富山県薬業会館に移設する[新聞 47]。また、当駅構内に商業施設「とやマルシェ」及び「クラルテ」が開業する[60]。
  - 3月26日：あいの風とやま鉄道の駅でICカード「ICOCA」の利用が可能となる[61]。
  - 4月20日：あいの風とやま鉄道上り線とJR高山本線ホーム（1 - 3番）が、高架に切り替えられると共に、2階（中2階）改札口（新幹線連絡口）が使用を開始[新聞 48]。
  - 10月25日：天皇が第35回全国豊かな海づくり大会出席のため、皇后と共に富山駅を着御する[新聞 49]。
- 2016年（平成28年）
  - 2月19日：北口にみどりの券売機が設置される[62]。
  - 2月27日：ICOCA定期券の販売また利用を開始する[新聞 50]。
- 2017年（平成29年）3月13日：あいの風とやま鉄道線ホームにおいて、『ふるさとの空』を接近メロディ、『四季』を発車メロディとして導入[63][64][65]。
- 2019年（平成31年・令和元年）
  - 3月4日：あいの風とやま鉄道線下り線ホームの高架化が完了し、南北別々にあった改札口を駅構内の新設の改札口に一本化する[66][新聞 51]。
  - 4月21日：駅の南北を繋ぐ仮設の自由通路を設置[67][新聞 52]。
  - 10月上旬：南北自由通路を拡大[67]。
- 2020年（令和2年）3月21日：路面電車の南北接続および、自由通路完成[新聞 53]。
- 2022年（令和4年）3月18日：商業施設「MAROOT」が開業[68][69][新聞 54]。

### 電鉄富山駅
- 1914年（大正3年）

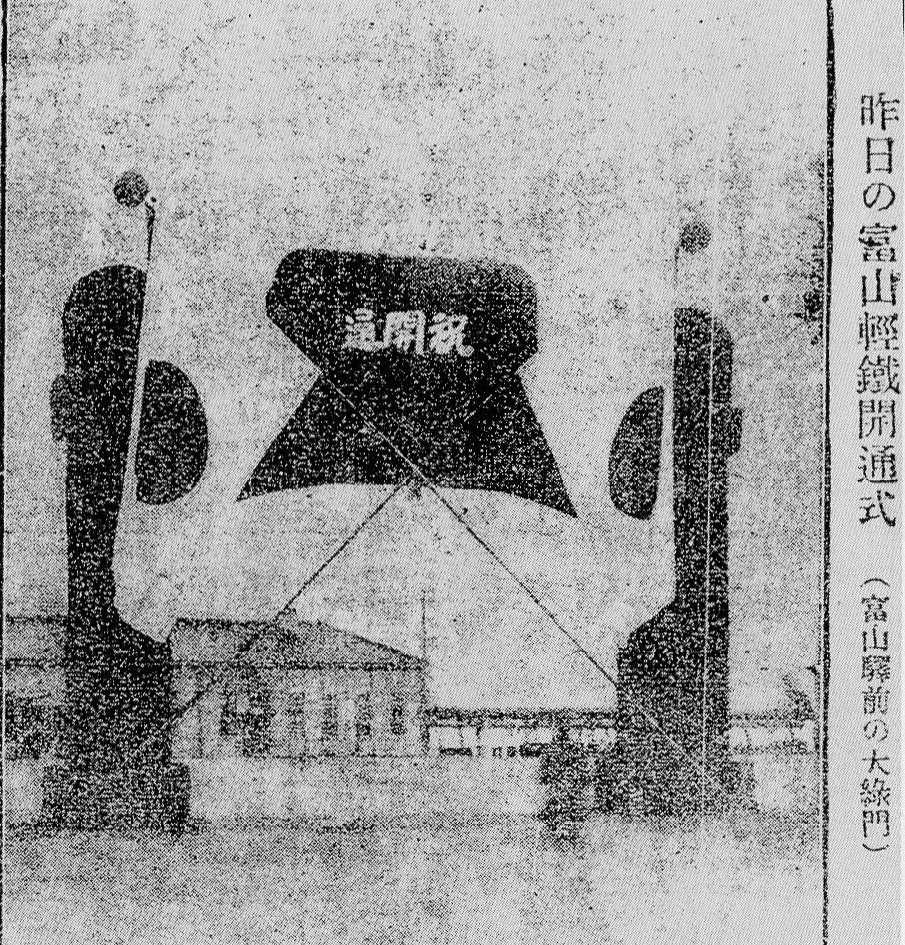
富山駅前において行われた富山軽便鉄道開通式

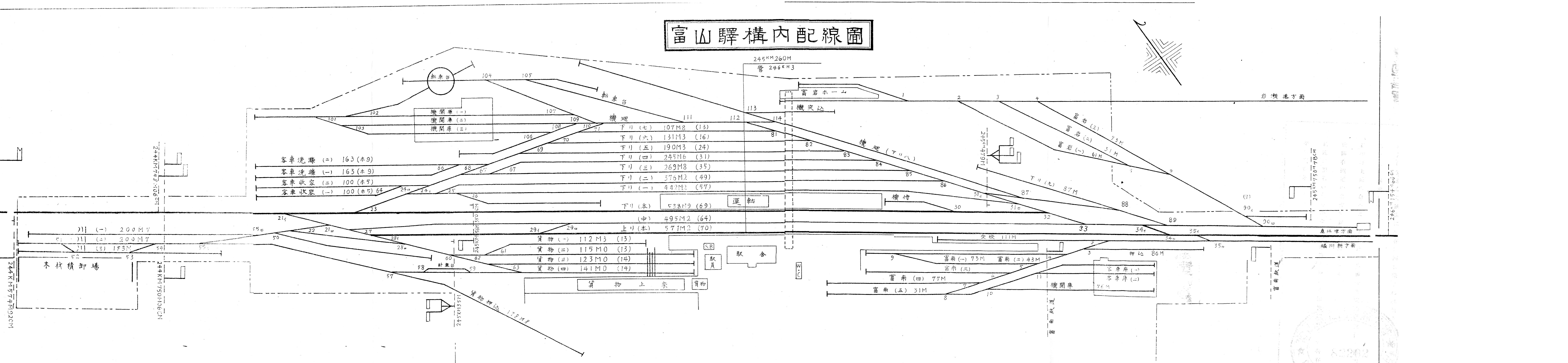
1933年（昭和8年）当時の「富山駅構内配線図」。富南鉄道と富岩鉄道が富山駅に乗入れている。

  - 12月6日：富山軽便鉄道の富山駅 - 笹津駅間の開通と同時に、富山軽便鉄道の富山駅が開業する[官報 27]。軌間1,067mm、動力は蒸気[14]。
  - 12月28日：富山軽便鉄道が国有鉄道富山駅の共同使用を開始する[13]。
- 1915年（大正4年）10月24日：富山軽便鉄道が富山鉄道に社名を変更する[20]。
- 1930年（昭和5年）3月5日：富山鉄道が飛越線（現・高山線）開業に伴う経営悪化によって富山駅-笹津駅間の廃止申請を行う[20]。政府はこれを認めず、飛越線開業に伴う赤字補填方針を打出し、昭和6年度より予算7万円を計上する[20]。

- 1931年（昭和6年）

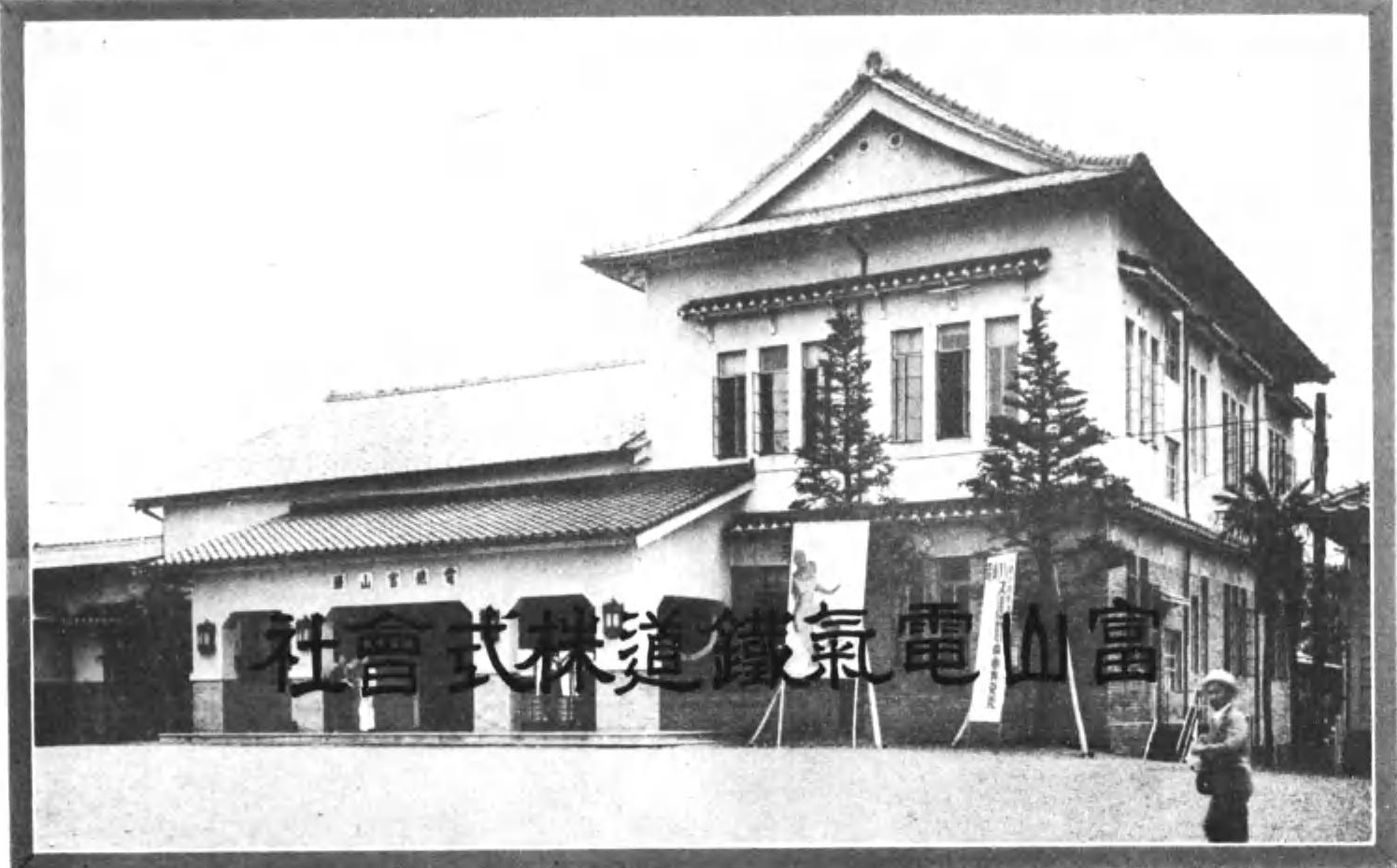
戦前の電鉄富山駅。富山電気鉄道株式会社の本社でもあった。

  - 6月24日：富山電気鉄道の富山駅 - 上市駅間の鉄道敷設工事施行が認可される[18]。
  - 9月25日：当駅 - 富山田地方駅間が竣工する[18]。
  - 10月3日：富山電気鉄道の当駅 - 富山田地方駅間が開通し[官報 28]、電鉄富山駅が開業する[14]。軌間1,067mm、電化（直流1,500V）[14]。
  - 11月7日：当駅 - 滑川駅間において直通運転を開始する[18]。
- 1933年（昭和8年）
  - 3月17日：富山鉄道が富山駅-堀川新駅間の富南鉄道に対する譲渡申請を行う[18]。
  - 3月31日：富山鉄道が富山駅-堀川新駅間の譲渡契約を富南鉄道との間に締結する[18]。
  - 4月20日：富山鉄道が解散し、富山駅 - 堀川新駅間を富南鉄道に譲渡する[20]。
- 1937年（昭和12年）4月16日：富南鉄道が富山電気鉄道の傘下に入り、同社社長に佐伯宗義が就任する[18]。
- 1941年（昭和16年）12月1日：富山電気鉄道が富南鉄道を合併[注 3]。富山駅 - 南富山駅間は同社富南線所属となる[70]。
- 1943年（昭和18年）1月1日：富山電気鉄道が富山県内の鉄道会社を合併し、富山地方鉄道に社名を変更する[18]。路線名が整理され、電鉄富山駅 - 西三日市駅間が本線、電鉄富山駅 - 粟巣野駅間が立山線となる[70]（電鉄富山駅 - 稲荷町駅間は電化された本線と非電化の立山線との単線並列[71]）[注 4]。
- 1945年（昭和20年）8月2日：富山大空襲により当駅が罹災する[18]。

- 1946年（昭和21年）

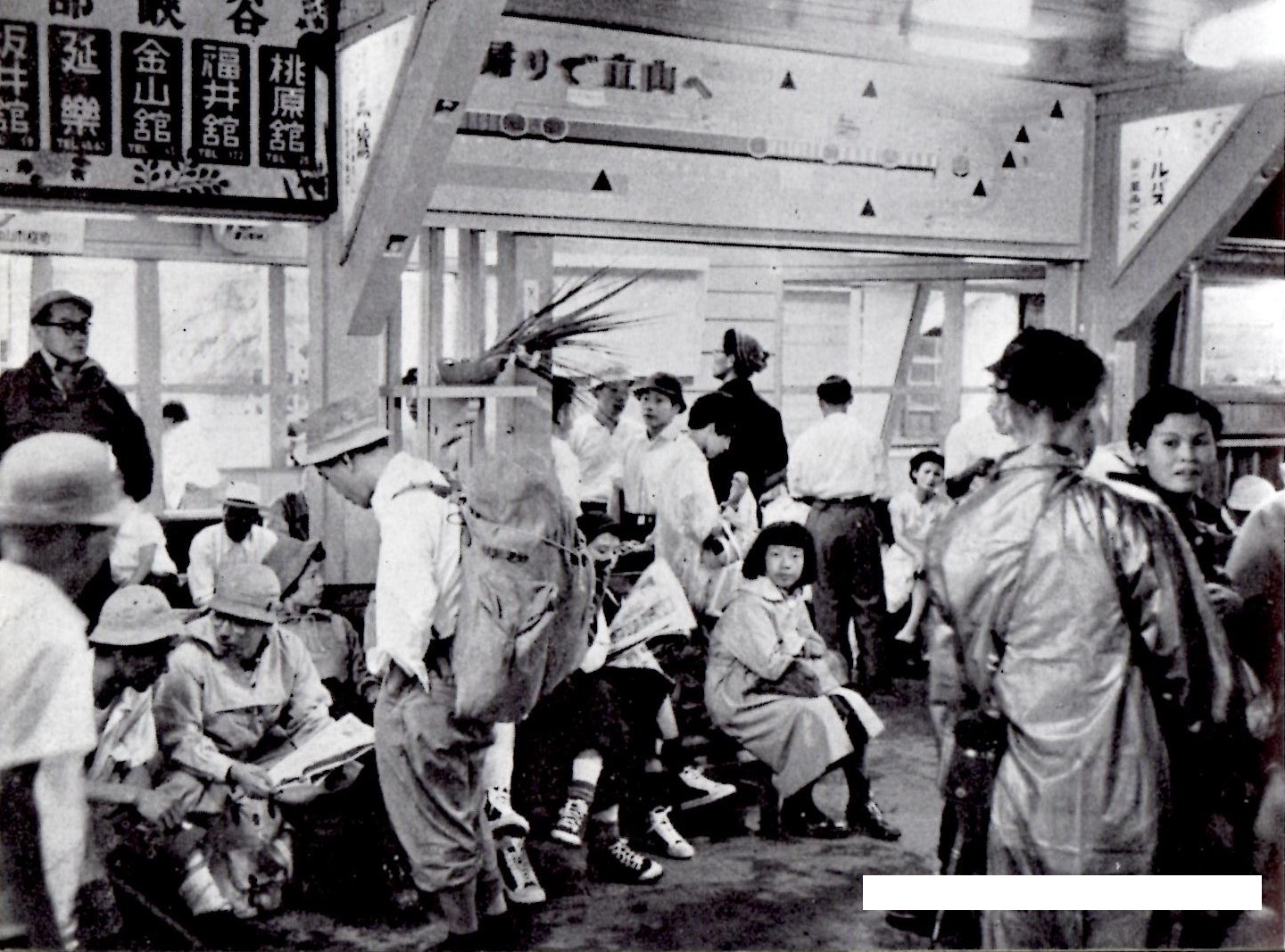
電鉄富山駅の待合室に集まる人々（1956年（昭和31年））

  - 6月1日：電鉄富山駅（富山駅） - 稲荷町駅間のうち旧富南鉄道線の軌道（富南線）が電化され、立山線粟巣野駅までの直通運転を開始[72]。
  - 10月31日：富山大空襲による戦災により焼失した駅舎を復旧する[18]。
- 1957年（昭和32年）9月1日：地鉄の駅で初めて自動券売機を設置する[18]。
- 1960年（昭和35年）1月7日：自動券売機を増設する[18]。
- 1961年（昭和36年）10月15日：第20回全日本産業安全大会への台臨のため行啓中の明仁親王及び美智子皇太子妃が、当駅より電鉄魚津駅に向け出御する[35]。
- 1964年（昭和39年）4月10日：当駅 - 宇奈月駅間に途中停車なしの特別急行列車の運行を開始する[18]。
- 1967年（昭和42年）11月30日：本線の当駅 - 電鉄桜井駅（現・電鉄黒部駅）間がCTC化する[18]。
- 1968年（昭和43年）6月11日：当駅 - 宇奈月駅間の途中停車なしの特別急行列車の運行を休止する[18]。
- 1969年（昭和44年）
  - 4月1日：当駅 - 宇奈月駅（現・宇奈月温泉駅）間を本線に改称する[18]。
  - 5月28日：昭和天皇及び香淳皇后が当駅を利用する[18]。
- 1970年（昭和45年）5月10日：当駅 - 宇奈月駅間及び当駅 - 千寿ヶ原駅間に特別急行列車の運行を開始する[18]。
- 1971年（昭和46年）1月1日：定期券専用自動改札機の使用を開始する[73]。
- 1981年（昭和56年）4月1日：自動改札機を廃止する[74]。
- 1985年（昭和60年）
  - 5月5日：当駅構内改築工事を開始する[75]。
  - 7月17日：富山ターミナルビル及び富山地方鉄道が、建設中の「富山ターミナルビル」及び「電鉄富山駅ビル」の計画概要を公表する[新聞 55]。
  - 11月24日：当駅構内改築工事を完了する[75]。
  - 11月28日：富山駅前立体駐車場が完成し、電鉄富山駅の乗務区施設を移転する[新聞 11]。
- 1986年（昭和61年）
  - 5月21日：電鉄富山駅舎の仮駅舎（プレパブ平屋建て、駅プラットホーム北側に建設）を建設（6月21日まで）。その後6月25日までに旧駅舎の解体を実施[76]。
  - 6月28日：電鉄富山駅ビル起工式[76]。
  - 11月1日：当駅駅ビル竣工により、ホームを移設する[77]。これにより路線は、0.1粁短縮される[77]。
- 1987年（昭和62年）12月5日：電鉄富山駅ビル「エスタ」が開業する[75]。
- 1992年（平成4年）11月25日：各駅においてヤマト運輸宅急便の受付を開始する[75]。
- 1996年（平成8年）8月12日：エスタ1階に「ちてつベストツアーセンター」がオープン[78]。
- 2010年（平成22年）3月14日：駅構内の乗車券センターに、富山軌道線に導入されたIC乗車券「ecomyca」（えこまいか）の自動チャージ機（積み増し機）を設置する[79]。
- 2012年（平成24年）3月17日：当駅をはじめ鉄道路線の17駅にecomyca対応の自動改札機が設置され、使用を開始する[新聞 56]。
- 2023年（令和5年）5月20日：当駅より東側約700mの高架化工事の起工式を挙行。富山県はこの時点で2026年度末までの完成を目指すとしていたが、資材価格の高騰などを受け見直しを検討していた[新聞 57]。最終的には2年遅れの2028年度となることが同年6月23日に判明した[新聞 58]。

### 電鉄富山駅・エスタ前停留場

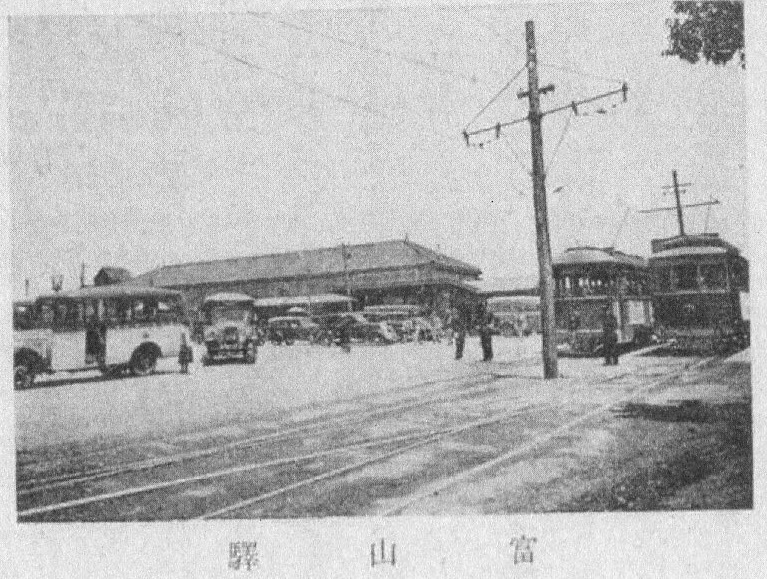
富山駅構内に乗入れた戦前の富山駅前停留場

昭和30年代の富山駅前停留場

- 1913年（大正2年）9月1日：富山電気軌道本線の富山駅前 - 共進会場前（現在の堀川小泉）間および支線の富山駅前 - 総曲輪（現在の丸の内） - 西町間が開業[80] に伴い、同社の富山駅前停留場として開業する[14]。軌間1,067mm、電化（直流600V）[14]。
- 1920年（大正9年）
  - 7月7日：富山電気軌道が富山市に対し当該路線の軌道敷設免許及び事業経営権を譲渡する許可を受ける[18]。
  - 7月1日：富山市に富山市電軌課が発足。富山電気軌道が市に譲渡され、富山市営軌道となる[新聞 59]。
- 1921年（大正10年）8月4日：富山駅前 - 西町間の複線化が完了する[18]。
- 1922年（大正11年）
  - 7月7日：富山市営軌道が富山駅乗入軌道の免許を取得する[18]。
  - 10月13日：富山駅構内への乗入れを開始する[18]。
- 1934年（昭和9年）頃：桜橋 - 富山駅前 - 総曲輪間のルートを変更する[81]。変更前の富山駅前停留場の位置は現在の富山駅停留場付近（富山駅構内）にあったが、ルート変更で現在地付近（富山駅構外）へ移設された[82]。
- 1936年（昭和11年）10月13日：富山駅構内乗入線が開通により当停留場を移設し、富山駅構内に再度乗入れる[83]。
- 1943年（昭和18年）
  - 1月1日：路線譲渡により富山地方鉄道の停留場となる[84]。
  - 11月29日：富山駅構内乗入線を廃止し、路盤を撤去する[85]。
- 1945年（昭和20年）
  - 8月2日：富山大空襲の戦災により休止する[72]。車輌及び軌道は全滅した[86]。
  - 9月16日：富山駅前 - 南富山駅間に代行バスの運行を開始する[18]。
- 1946年（昭和21年）1月14日：南富山駅前 - 富山駅前間復旧に伴い営業を再開する[87]。午前7時より午後6時まで4車輌で15分間隔の運行であった[21]。
- 1949年（昭和24年）3月15日：富山駅前 - 旅篭町間復旧に伴い総曲輪方面の営業を再開する[87]。
- 1954年（昭和29年）4月1日：笹津線の富山駅前乗入れを開始する[18]。
- 1967年（昭和42年）10月10日：笹津線の富山駅前乗入れを廃止する[18]。
- 1970年（昭和45年）4月8日：富山駅前-南富山駅間のワンマン運転化を実施する[37]。
- 1988年（昭和63年）5月1日：接近表示装置を設置する[75]。
- 1997年（平成9年）8月12日：南富山駅行富山駅前停留場の拡幅を行う[75]。
- 2015年（平成27年）3月14日：富山軌道線の富山駅 - 電鉄富山駅・エスタ前間開通。富山駅停留場との混同を避けるため電鉄富山駅・エスタ前停留場（でんてつとやまえき・エスタまえていりゅうじょう）に改称する[新聞 60][88]。

### 富山駅停留場
- 2015年（平成27年）3月14日：富山地方鉄道富山軌道線の富山駅 - 電鉄富山・エスタ前間開通に伴い、富山駅停留場が開業する[新聞 60]。
- 2020年（令和2年）3月21日：富山地方鉄道富山港線と接続し、相互直通運転を開始[新聞 61][新聞 62]。

### 富山駅北停留場（廃止）

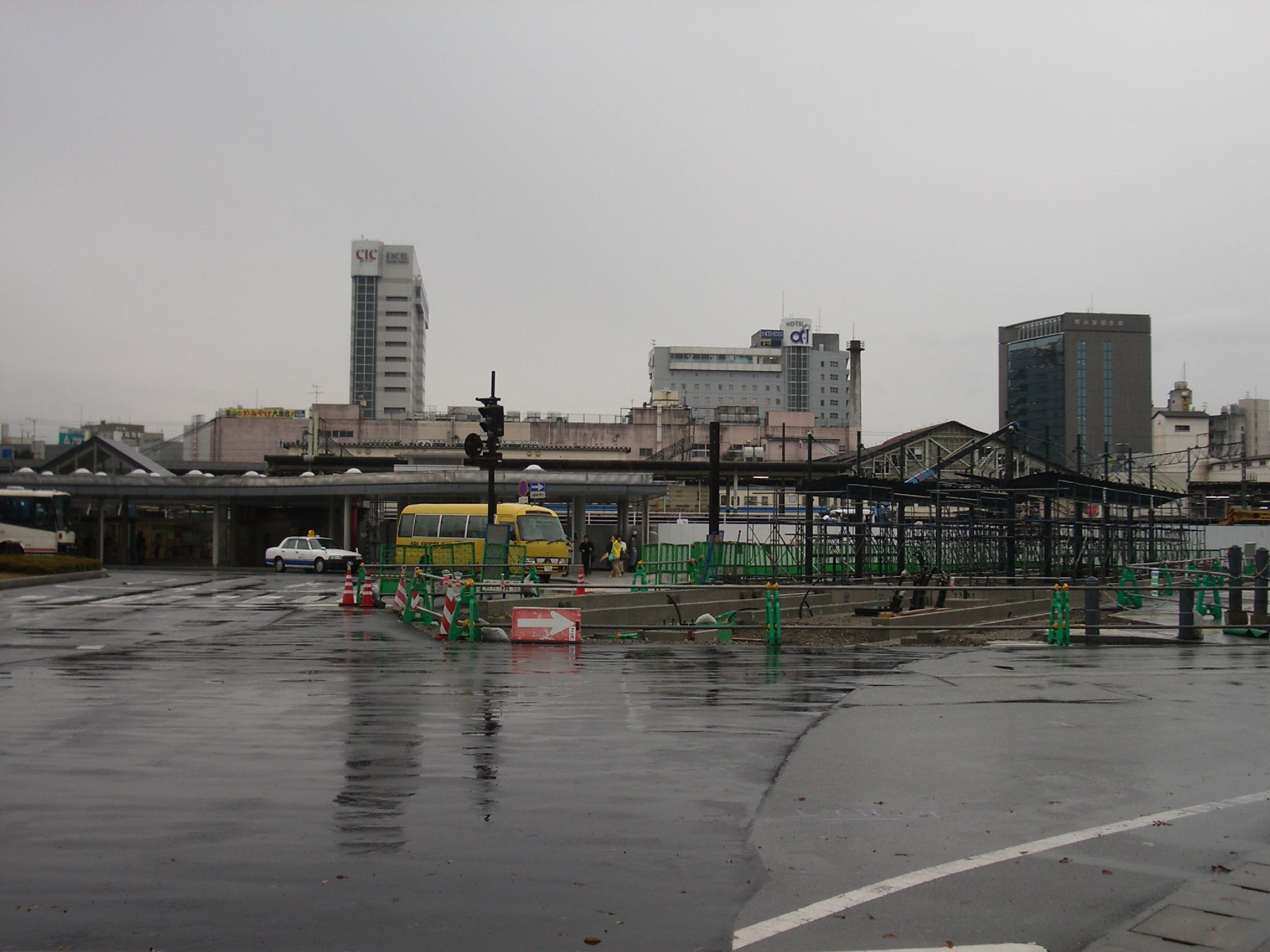
建設中の富山駅北停留場

- 2006年（平成18年）4月29日：富山港線が富山ライトレールに移管され、再開業する[89]（富山地方鉄道富山港線）。架線電圧を直流600Vに降圧する。富山駅北停留場開業[6]。
- 2010年（平成22年）3月14日：チャージ（入金）機において、富山地方鉄道のIC乗車券「ecomyca」との相互利用を開始する[新聞 63]。
- 2019年（平成31年・令和元年）
  - 3月2日：富山駅北口駅舎の閉鎖により、富山ライトレールの窓口を移転する[90]。
  - 8月4日：富山地方鉄道富山軌道線と富山ライトレール富山港線の接続に伴う工事のため、当停留場を約50メートル北側へ移設する[新聞 64]。
- 2020年（令和2年）
  - 2月22日：富山ライトレールが富山地方鉄道に吸収合併されることに伴い、当停留場は富山地方鉄道の停留場となる[新聞 53][新聞 65][新聞 66]。
  - 3月21日：富山地方鉄道富山軌道線との接続開始に伴い廃止[新聞 67]。

## 高架化と周辺整備事業

### 富山駅周辺連続立体交差事業の概要

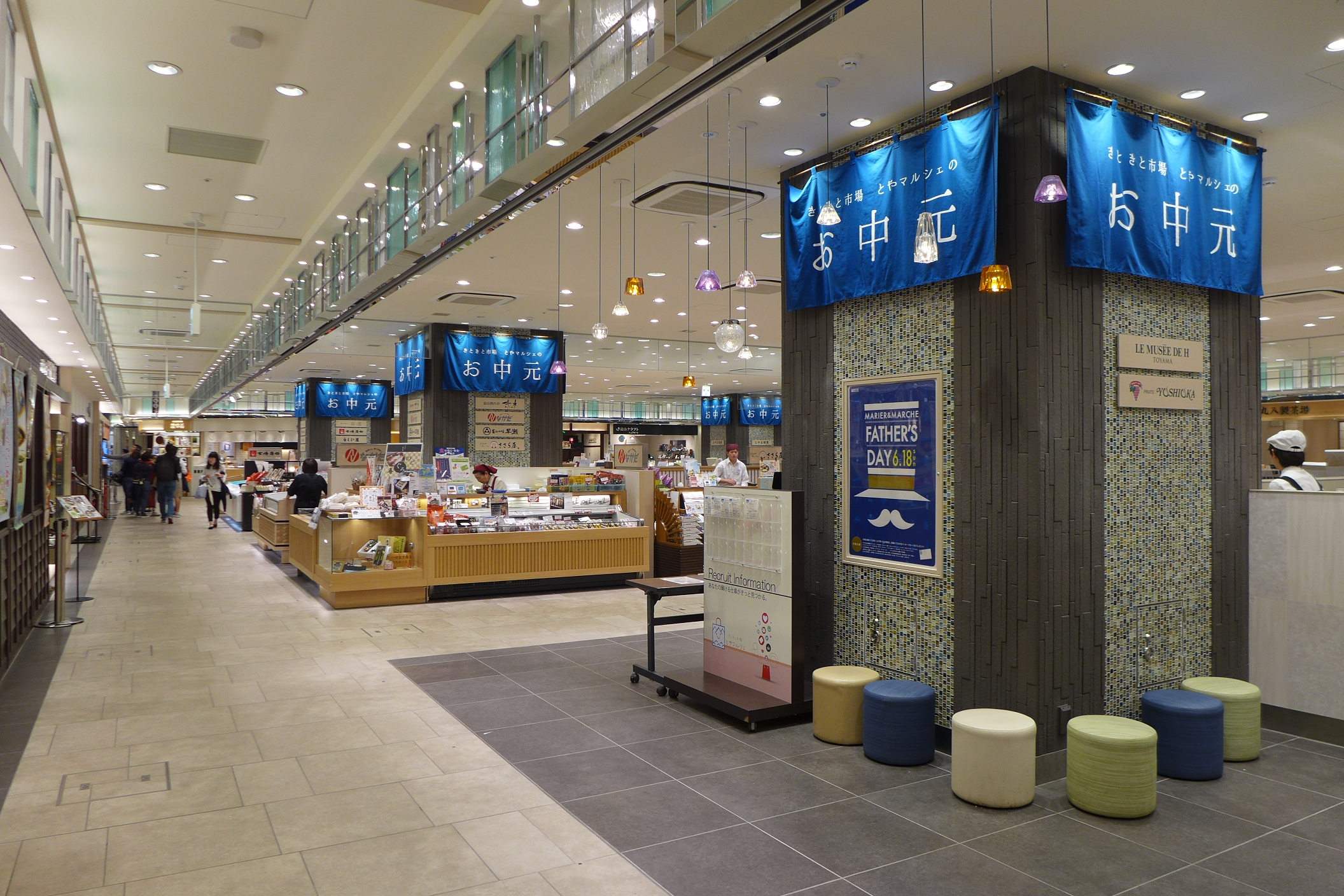
きときと市場とやマルシェ

北陸新幹線関連工事に合わせ、富山駅においては周辺1.8 kmにわたり連続立体交差事業が行われている。この事業は、在来線によって南北に分断された富山駅周辺の土地利用や道路交通の障碍を鉄道の高架化による道路の新設や拡幅によって克服し、合わせて歩行者用の南北自由通路の整備や富山地方鉄道富山軌道線と富山ライトレール富山港線の接続によって南北一体のまちづくりを推進することを目途として行われているものであって、まずJR在来線を一旦北側に移設し、高架化する工事が2005年（平成17年）10月6日より開始された。2007年（平成19年）3月18日からは北口、2010年（平成22年）4月19日からは南口が工事の影響によって仮駅舎となり、2008年（平成20年）10月20日からは下りホーム、2010年（平成22年）4月19日からは上りホームが仮ホームに切り替えられている。
新幹線の高架ホーム（2面4線）は2015年（平成27年）3月14日より供用が開始され、同時に富山地方鉄道富山軌道線の富山駅停留場が新幹線高架下に開業した。続いて同年4月20日からはあいの風とやま鉄道線上り方面と高山本線の在来線ホームが高架ホームに切り換えられ、2019年（平成31年）3月4日には、あいの風とやま鉄道線下り方面についても高架ホームへの切り換えが完了した。これにより富山駅の在来線ホームは高架上に2面5線（うち1線は切欠きホーム）が整備された。
引き続き在来線の地上ホームの撤去や南北自由通路の整備等の工事が行われ、2020年（令和2年）3月21日に富山地方鉄道富山軌道線と富山地方鉄道富山港線が接続された。加えて富山地方鉄道本線1.0 kmも高架化され、電鉄富山駅のホームは2面2線となる予定であり、これについては2019年（平成31年）度より事業に着手する方針が示されている。なおかつて北陸本線と富山地方鉄道線を接続していた当駅構内の連絡線は、一連の事業に係る工事によって廃止されており、この連絡線が高架化工事後に復活する予定は立っていない。
2017年（平成29年）には周辺の再整備が評価されグッドデザイン賞を受賞した。

地上駅・仮駅時代の富山駅
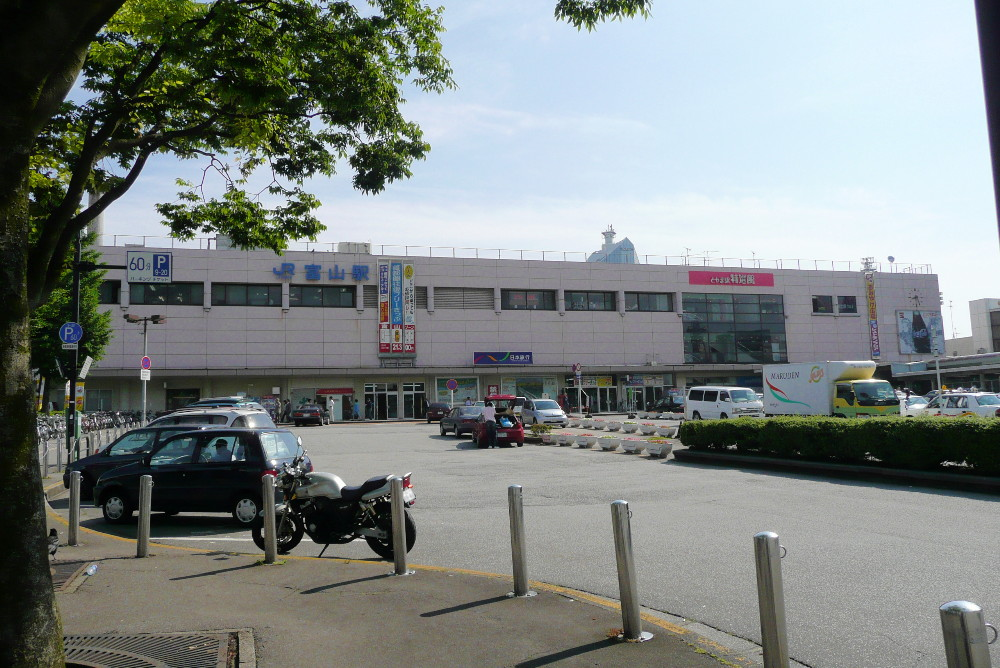
新幹線開業前の正面口駅舎 （南口広場拡張のため解体）
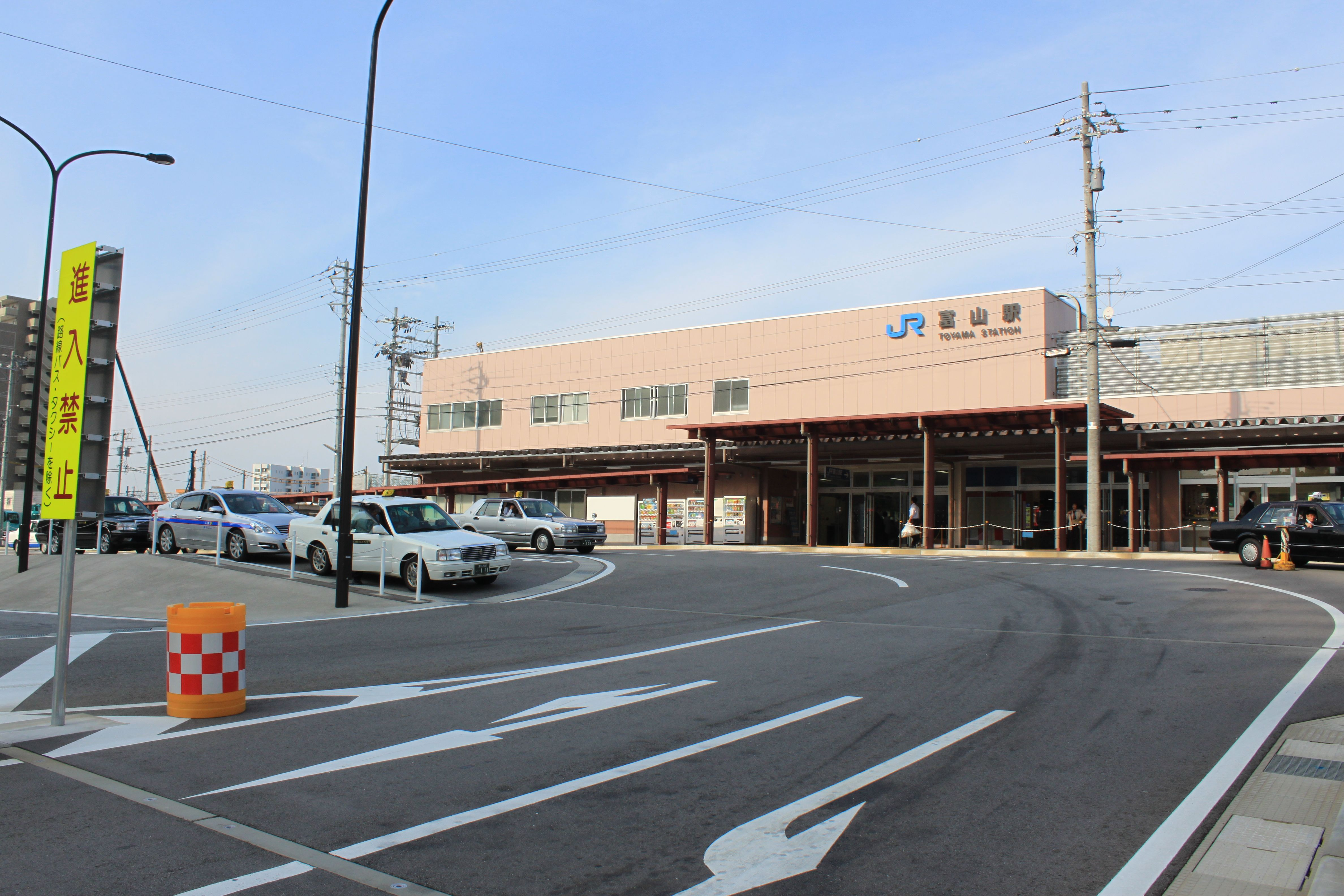
新幹線建設時に西隣りに建てられた仮駅舎と仮設広場 （新幹線開業前日まで使用）
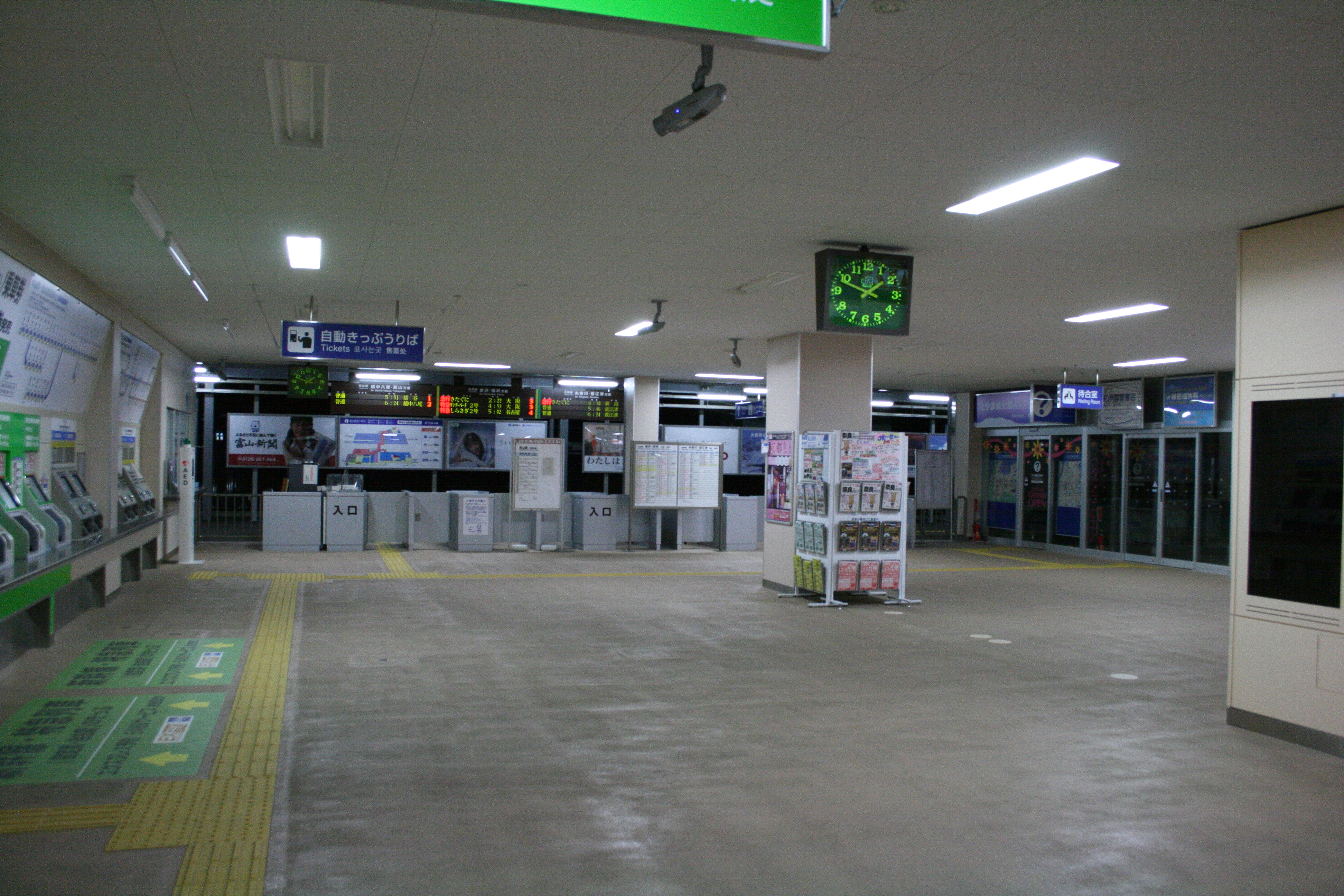
富山駅仮駅舎コンコース
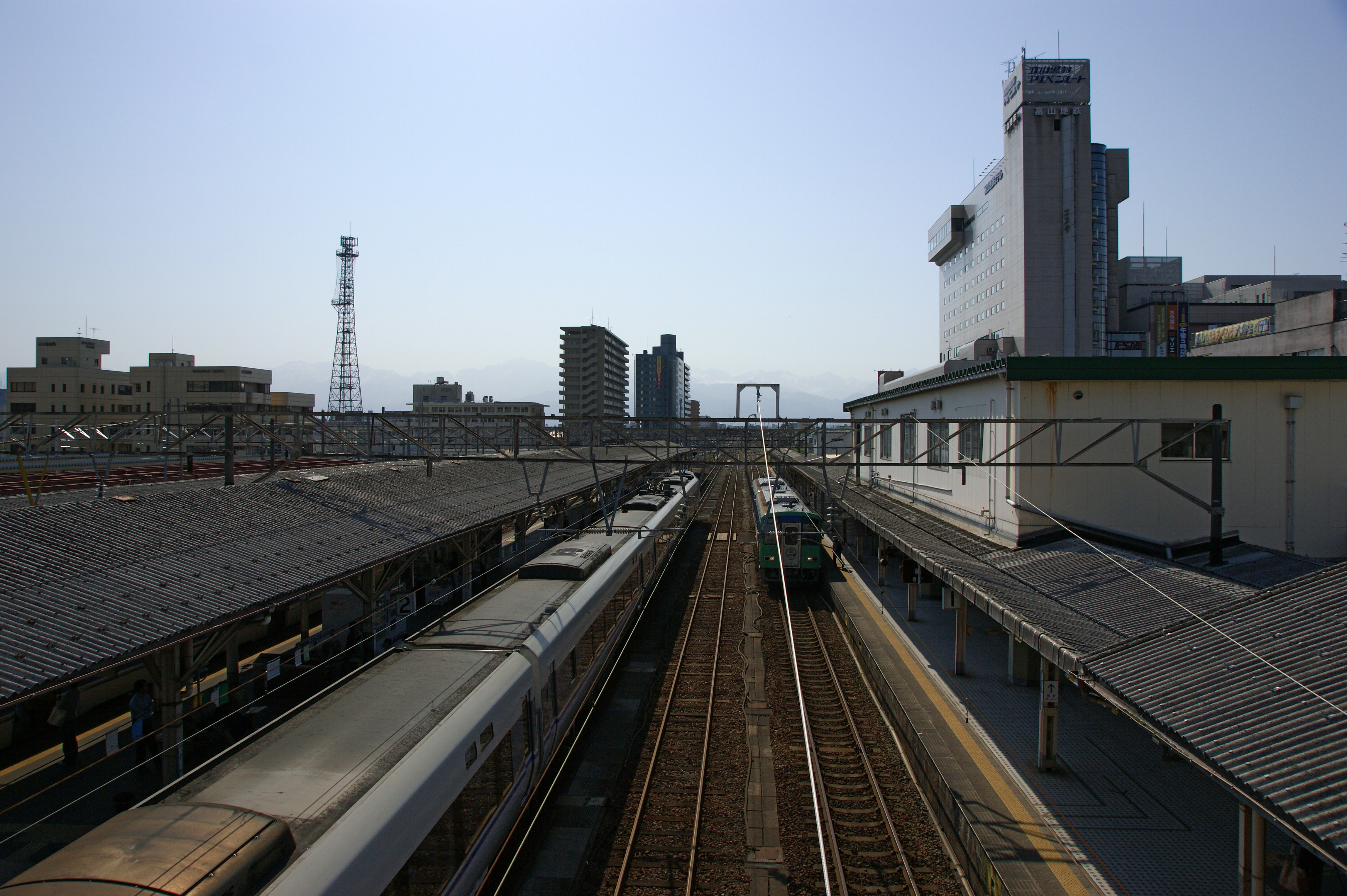
富山駅橋上より
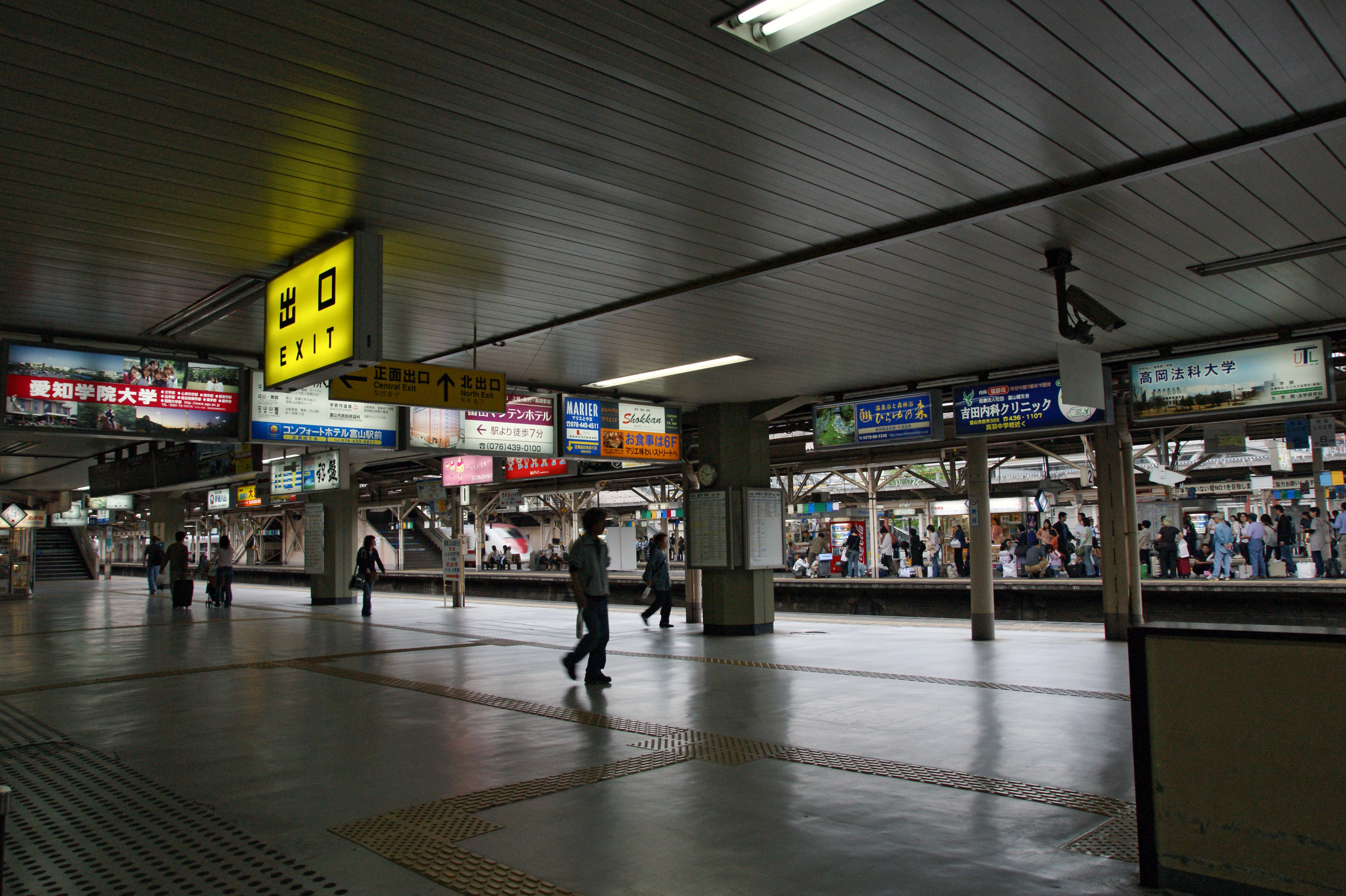
旧1番のりば
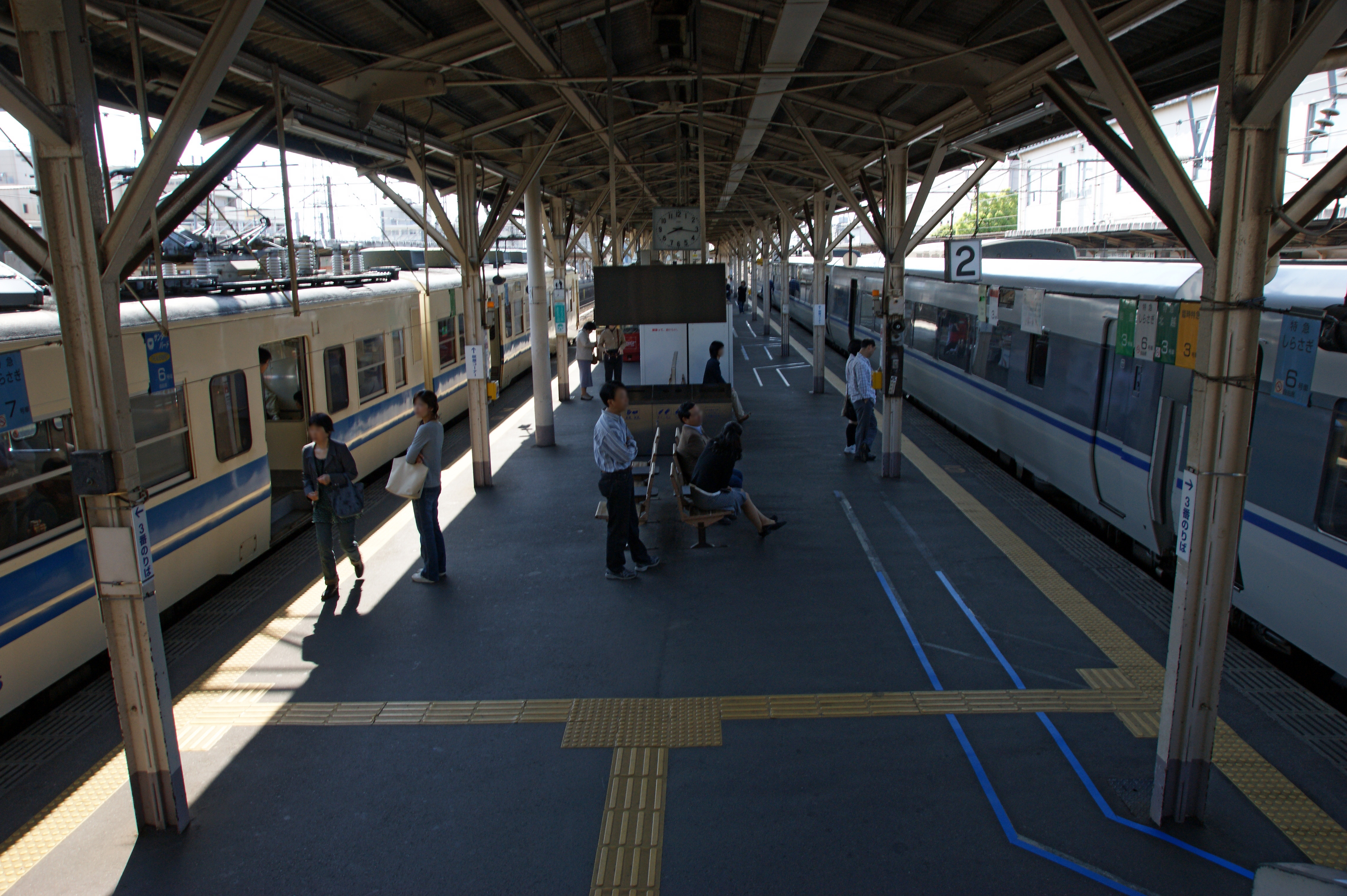
右より旧2番・4番のりば
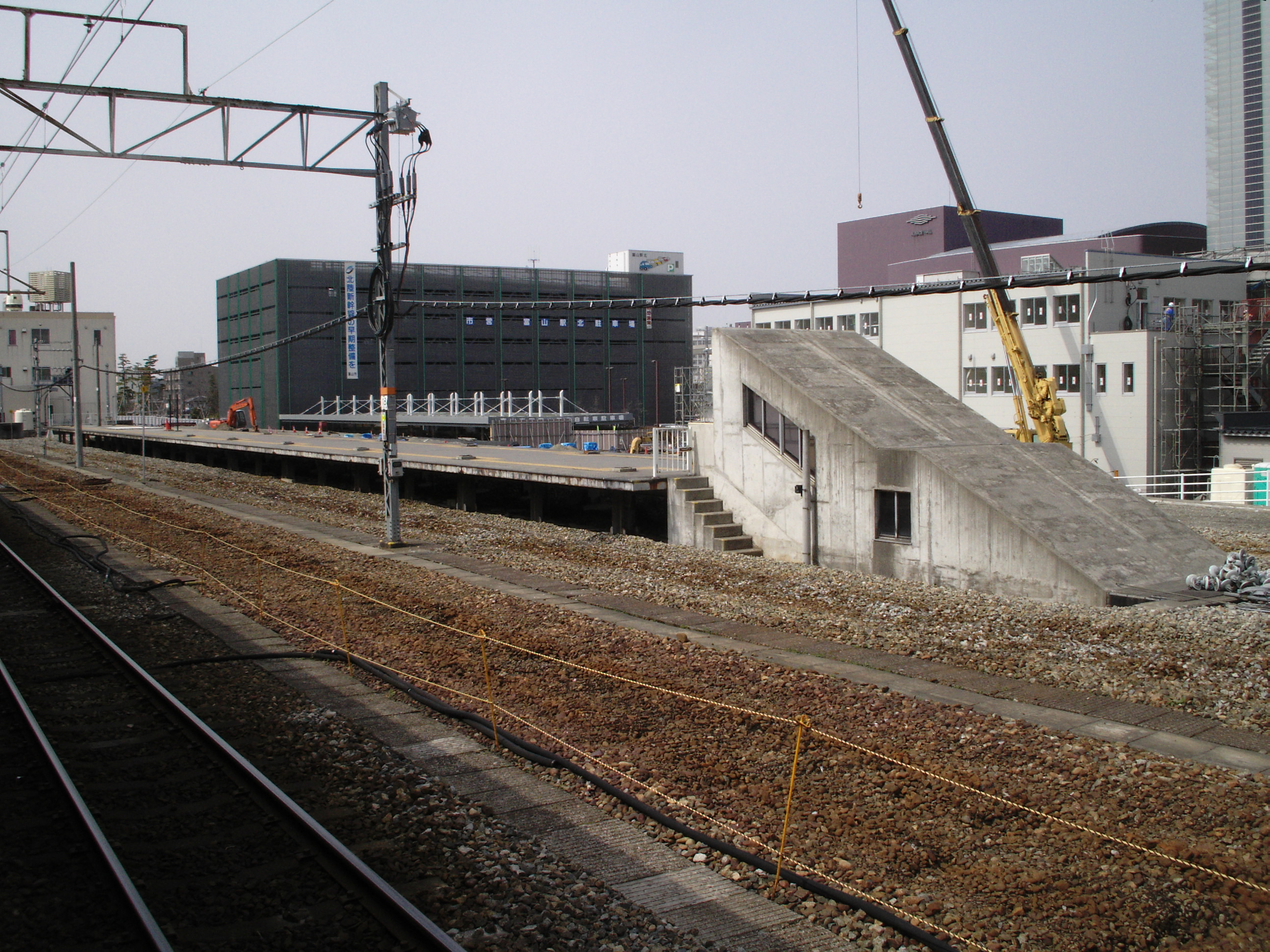
解体工事中の7・8番のりばホーム（2006年4月）

### 軌道線の富山駅高架下乗り入れ
前述のように富山駅の周辺連続立体交差事業においては、かねてより軌道線の高架下への乗り入れが計画されていた。この事業のために整備される富山駅南北接続線（富山駅停留場 - 富山地方鉄道富山軌道線支線接続点間）については富山市が軌道を保有し、富山地方鉄道が車輌の運行を行う上下分離方式によることが2013年（平成25年）2月4日に発表され、同年4月26日にその旨国土交通省より特許が与えられた。そして2014年（平成26年）6月2日に富山地方鉄道は富山駅の高架下に新設する新停留場の名称を、「富山駅停留場」とすることを正式決定し発表した。この富山駅南北接続線は2015年（平成27年）3月14日より運輸営業を開始し、富山駅停留場は同日に開業した。同時に既存の富山駅前停留場と、新設の富山駅停留場とを乗客が混同する恐れが生ずる可能性に鑑み、富山地方鉄道と富山市は富山駅前停留場の改称を発表し、同年3月14日よりこれを「電鉄富山駅・エスタ前停留場」に改称した。
2020年（令和2年）3月21日に富山駅南北接続線が富山地方鉄道富山港線と接続された。

### 高架化工事に伴う北口の変遷
富山駅においては1958年（昭和33年）10月16日にかつて牛島のどぶが広がっていた場所に初めて北口改札が開設され、その後1999年（平成11年）12月4日に北口駅舎の改築が竣工したが、それまでの駅舎と地上ホームを撤去して駅を高架化することを目指す富山駅の連続立体交差事業のため、2007年（平成19年）3月18日より北口においては仮駅舎を使用することとなった。この仮駅舎は、従来の駅舎の東隣に設けられ、一階にはミニコンビニや富山ライトレールの乗車券販売所が入居し、2階及び3階を社員事務所として用いていた。
2015年（平成27年）3月14日よりあいの風とやま鉄道が開業し、在来線の富山駅が同社に移管されると、北口もまた同社の管轄下となり、出改札はJR時代に引き続きJR西日本金沢メンテックに業務委託されたものの、1997年（平成9年）10月1日以来開設されていたみどりの窓口やJR線に係る券売機は撤去された。この措置に伴って利用者から不満の声が上がった結果、西日本旅客鉄道は富山県からの要望に応じて、2016年（平成28年）2月19日にみどりの券売機を再設置した。また、2015年（平成27年）4月20日からは北陸新幹線利用者のために専用の通行券を発行し、富山駅に下車し北口へ向かう旅客または富山駅北口より北陸新幹線に乗車する旅客へあいの風とやま鉄道富山駅の構内を通過することを可能とする措置をとっていた。
しかし、前述の北陸新幹線開業に伴う富山駅の連続立体交差事業の進捗によって2019年（平成31年）3月4日に北口駅舎は閉鎖され、南北の改札は統合された。これにより新幹線利用者のために行われていた、あいの風とやま鉄道富山駅構内の通り抜け措置も終了した。新たな富山駅北口の整備事業は2019年（平成31年）末に着工され、2022年（令和4年）3月31日に完成し、同年4月1日から共用を開始した。

仮駅舎時代の富山駅北口
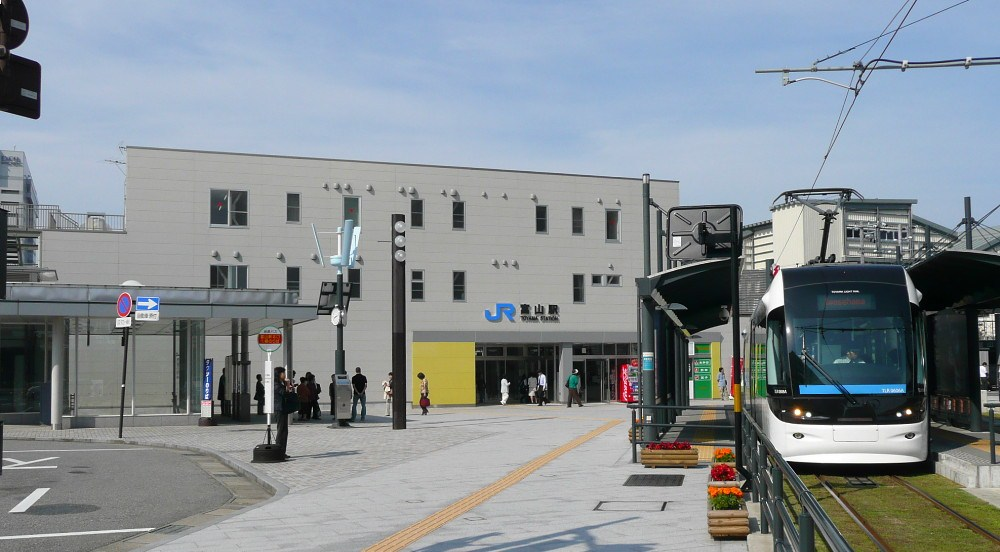
かつての富山駅北口駅舎
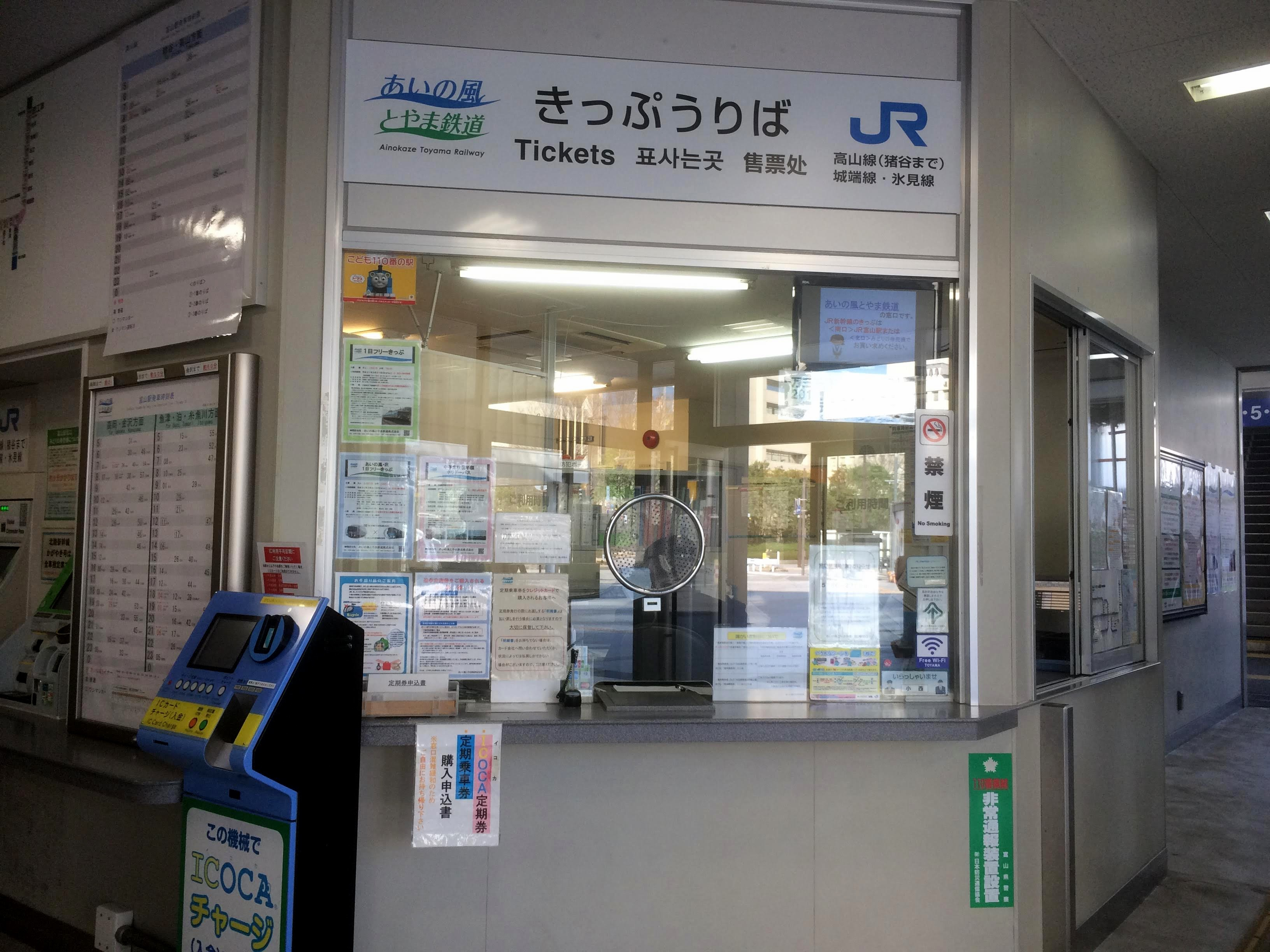
北口の出札口
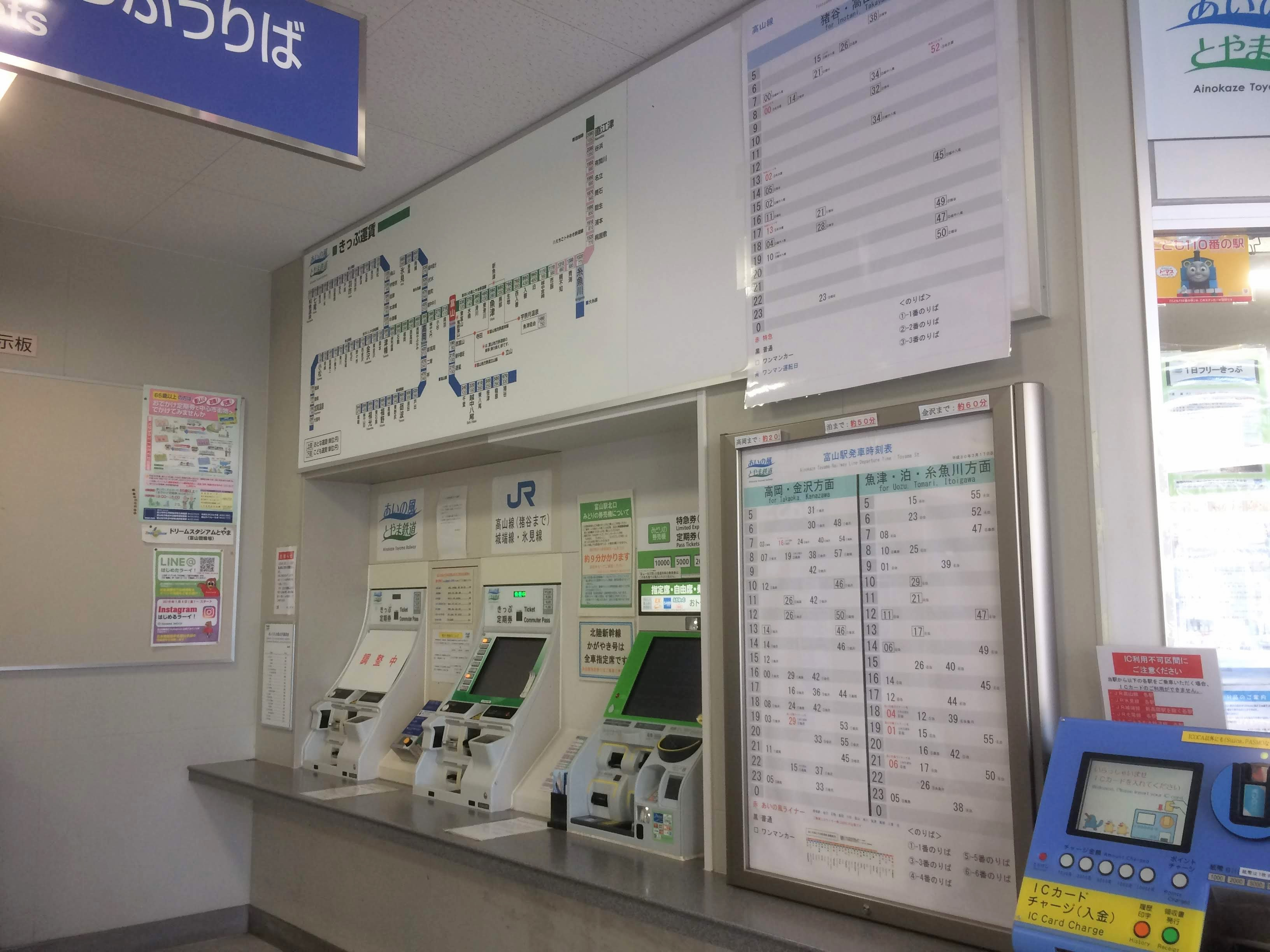
北口のみどりの券売機
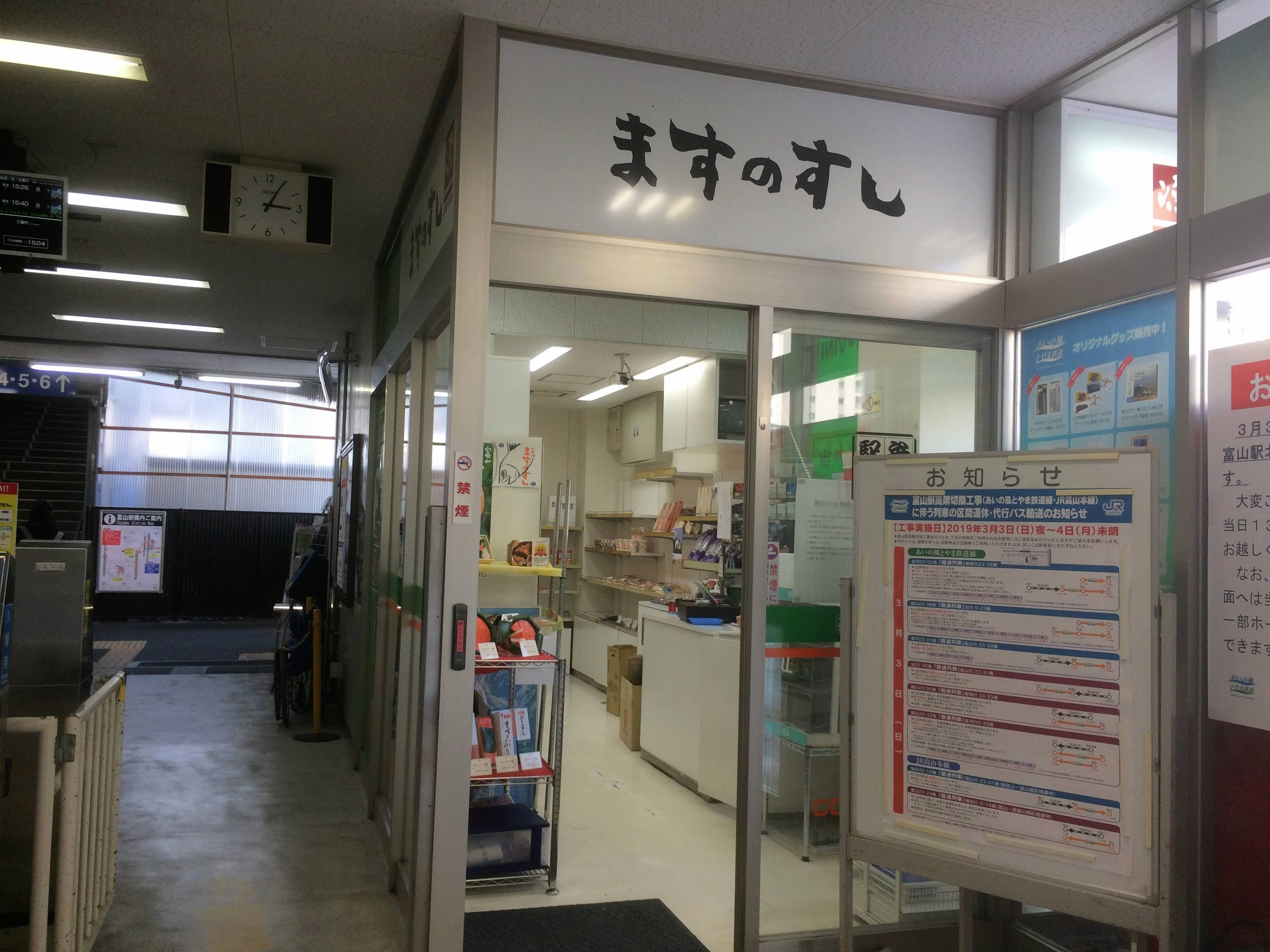
北口の売店

## 駅構造

### JR西日本北陸新幹線 富山駅
3階に島式2面4線のホームを持つ高架駅である。通過線はなく、可動式安全柵が設置されている。改札口は1階南北自由通路に面する「中央改札口」と、駅中商業施設の「とやマルシェ」内から通じる「のりかえ改札口」（2階）の2ヶ所で、2015年（平成27年）4月20日に、あいの風とやま鉄道並びにJR高山線の上り線ホーム（1-3番）の高架切替を機に、のりかえ改札口に隣接して在来線の改札口が設置された。
- 事務管コードは▲541465を使用している[108]
- 発車メロディは、水の調べとガラスをイメージしたオリジナル曲（作曲：須藤晃）を採用した[109]。
- 駅構内においてはWi-Fiが利用可能となっている[110]。
- 中央改札口横（改札外）及び上り新幹線ホームに駅弁販売店がある[111] ほか、改札内1階フロアに駅弁の自動販売機が設置されている[注 5]。

#### のりば

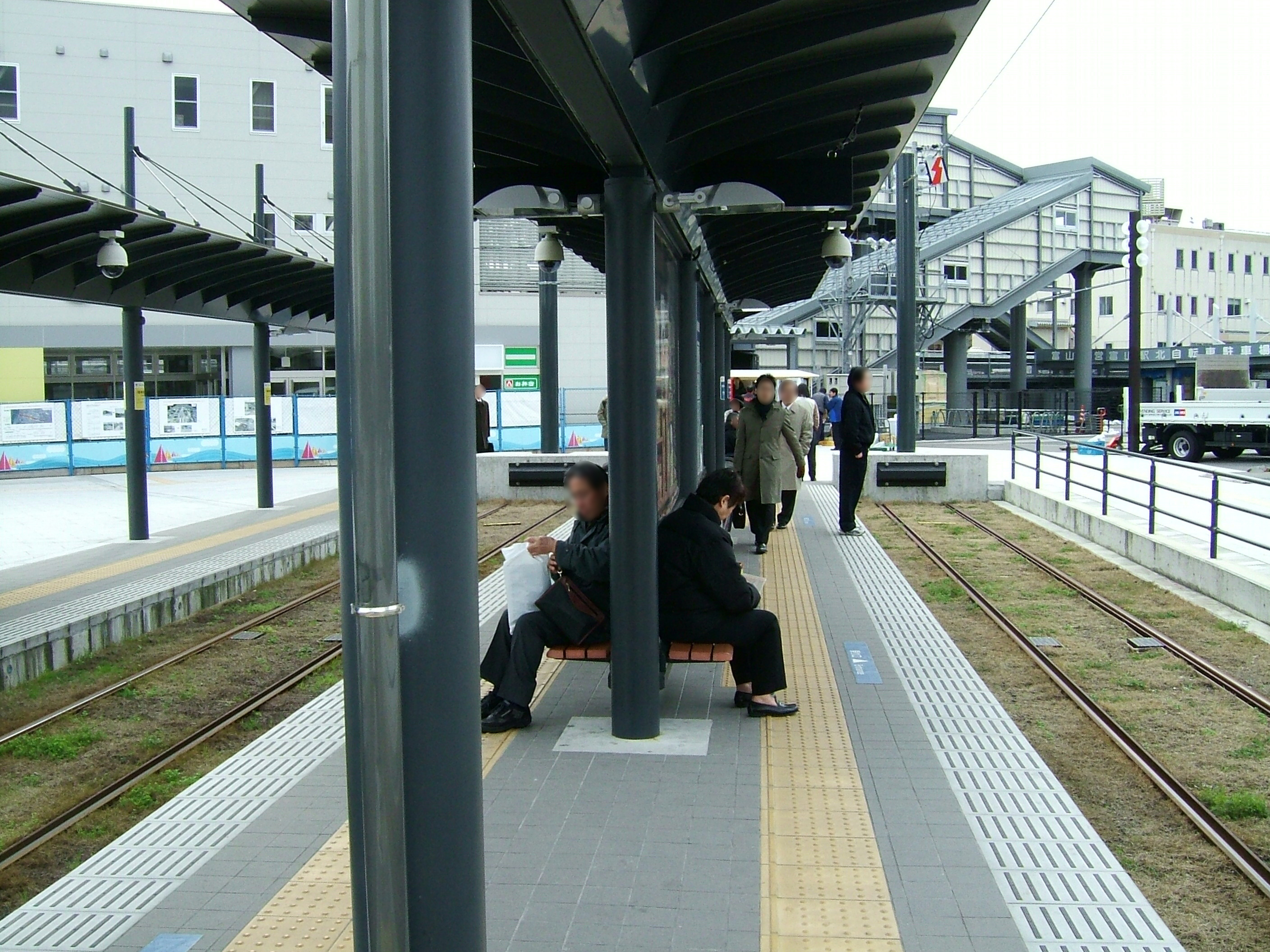
線路に芝生が生えるホーム
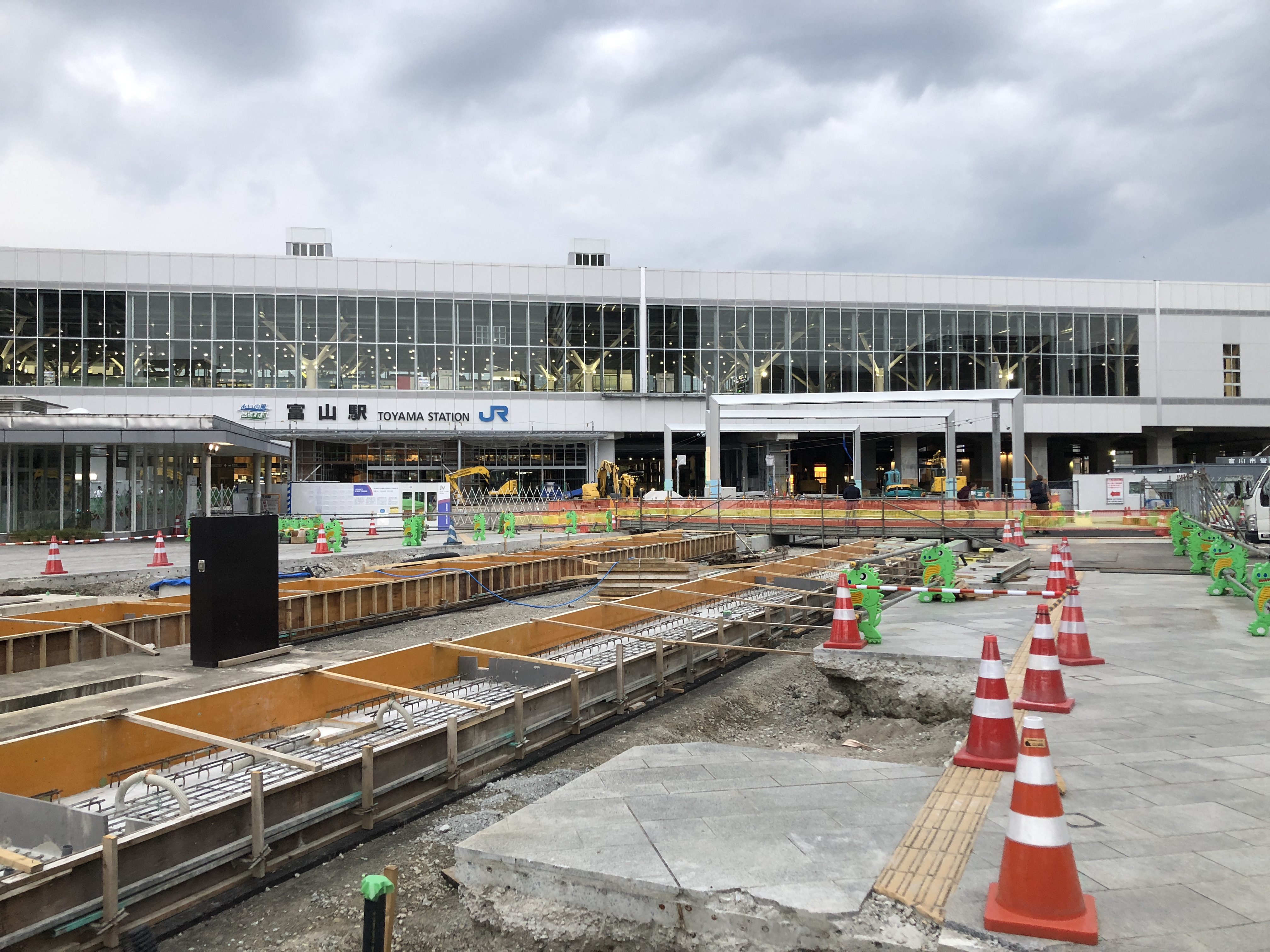
取り壊された旧富山駅北停留場
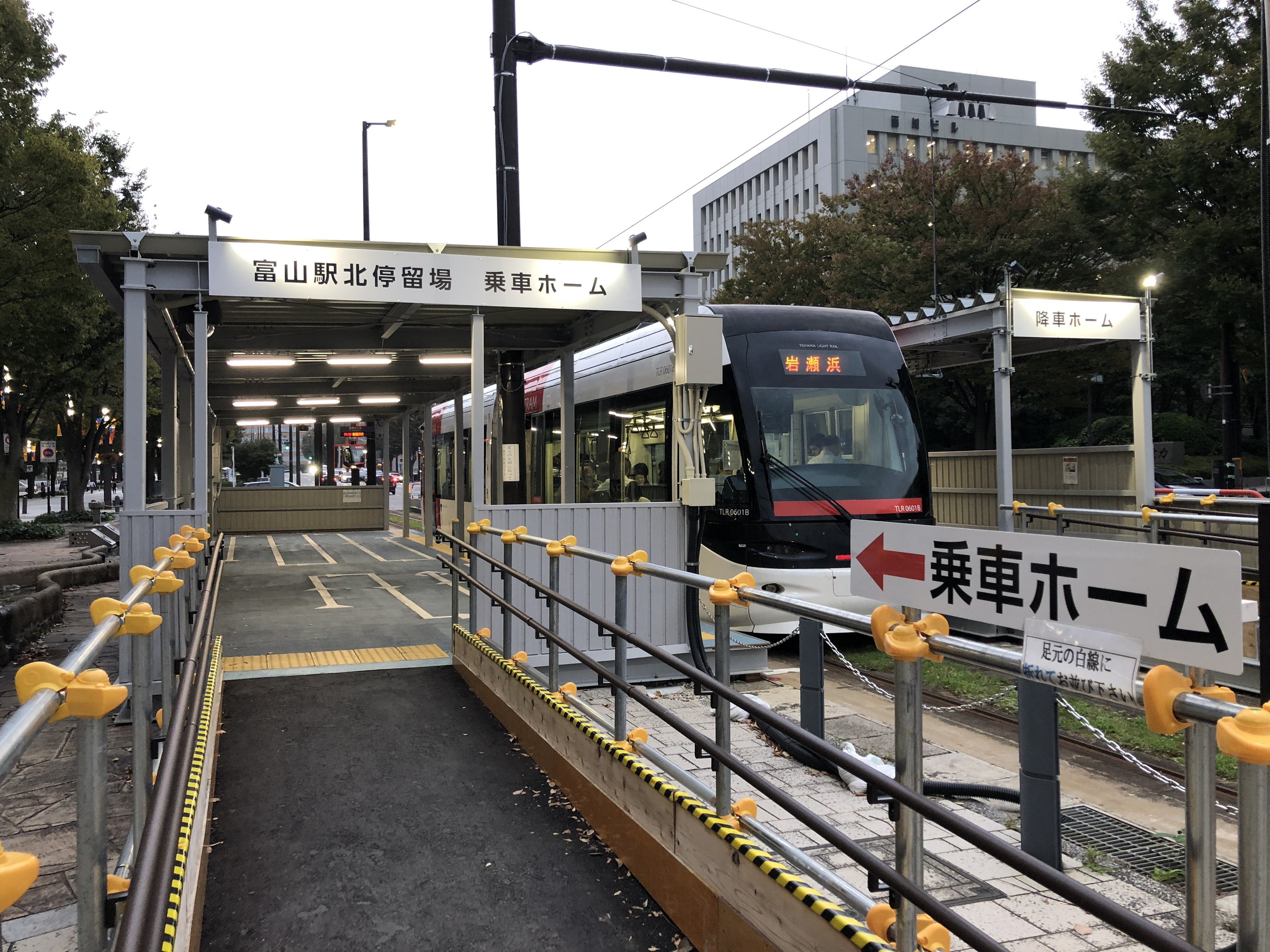
移転後の仮設停留場

| のりば | 路線       | 方向 | 行先           | 備考 |
| ------ | ---------- | ---- | -------------- | ---- |
| 11・12 | 北陸新幹線 | 上り | 長野・東京方面 |      |
| 13・14 | 北陸新幹線 | 下り | 金沢・敦賀方面 |      |

富山駅（北陸新幹線）
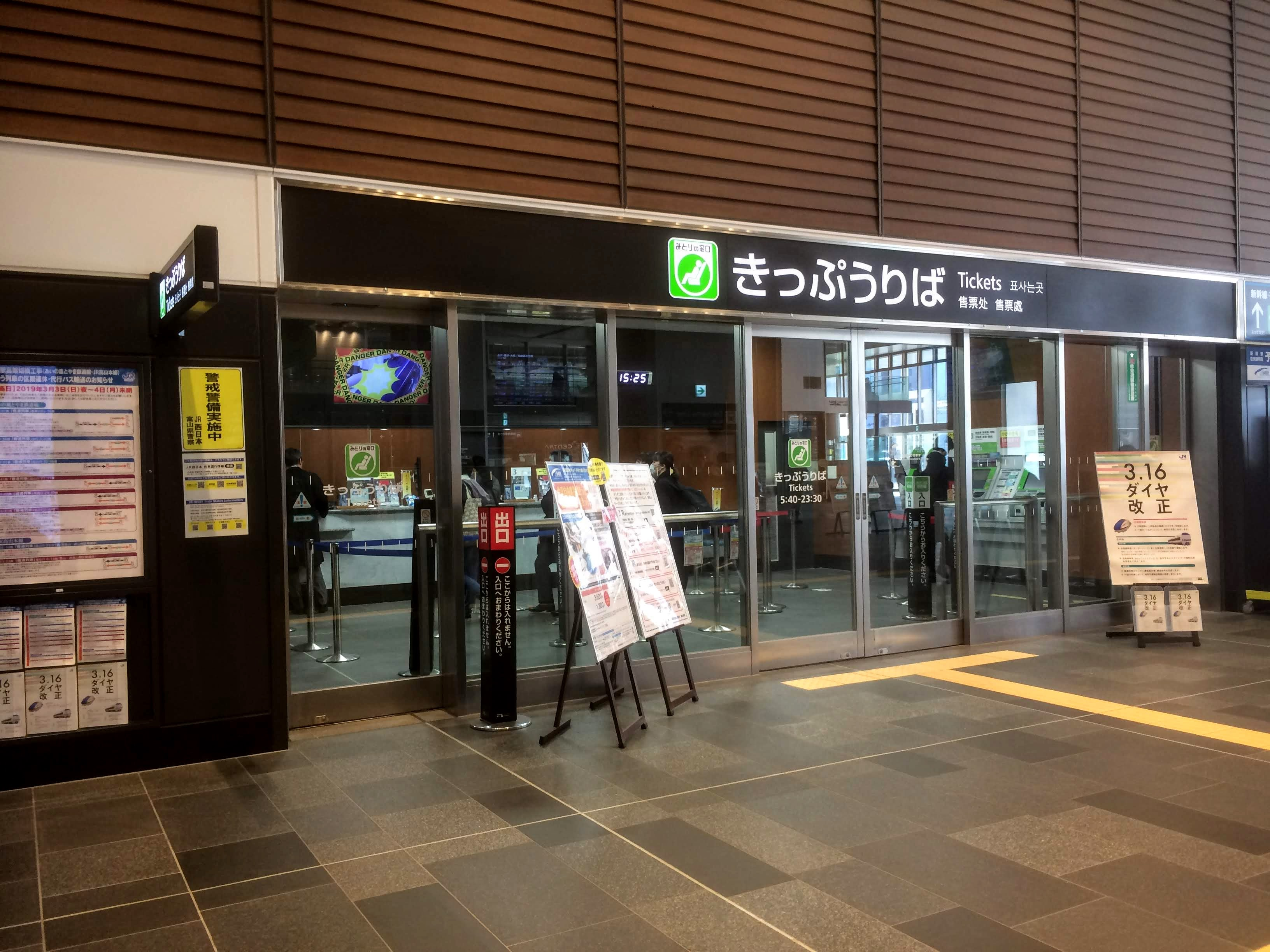
みどりの窓口
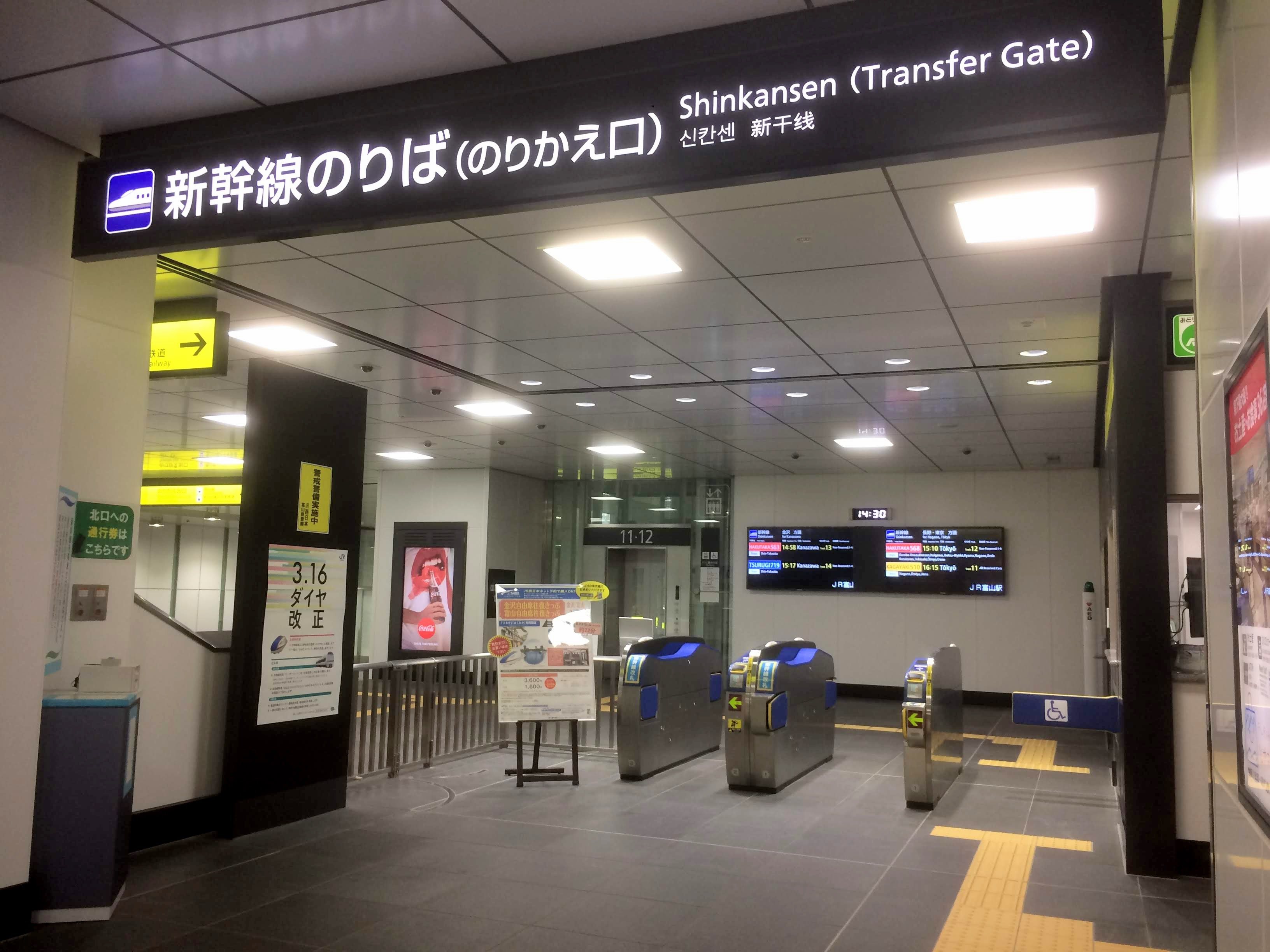
駅ビル「とやマルシェ」と共用の新幹線のりかえ改札口
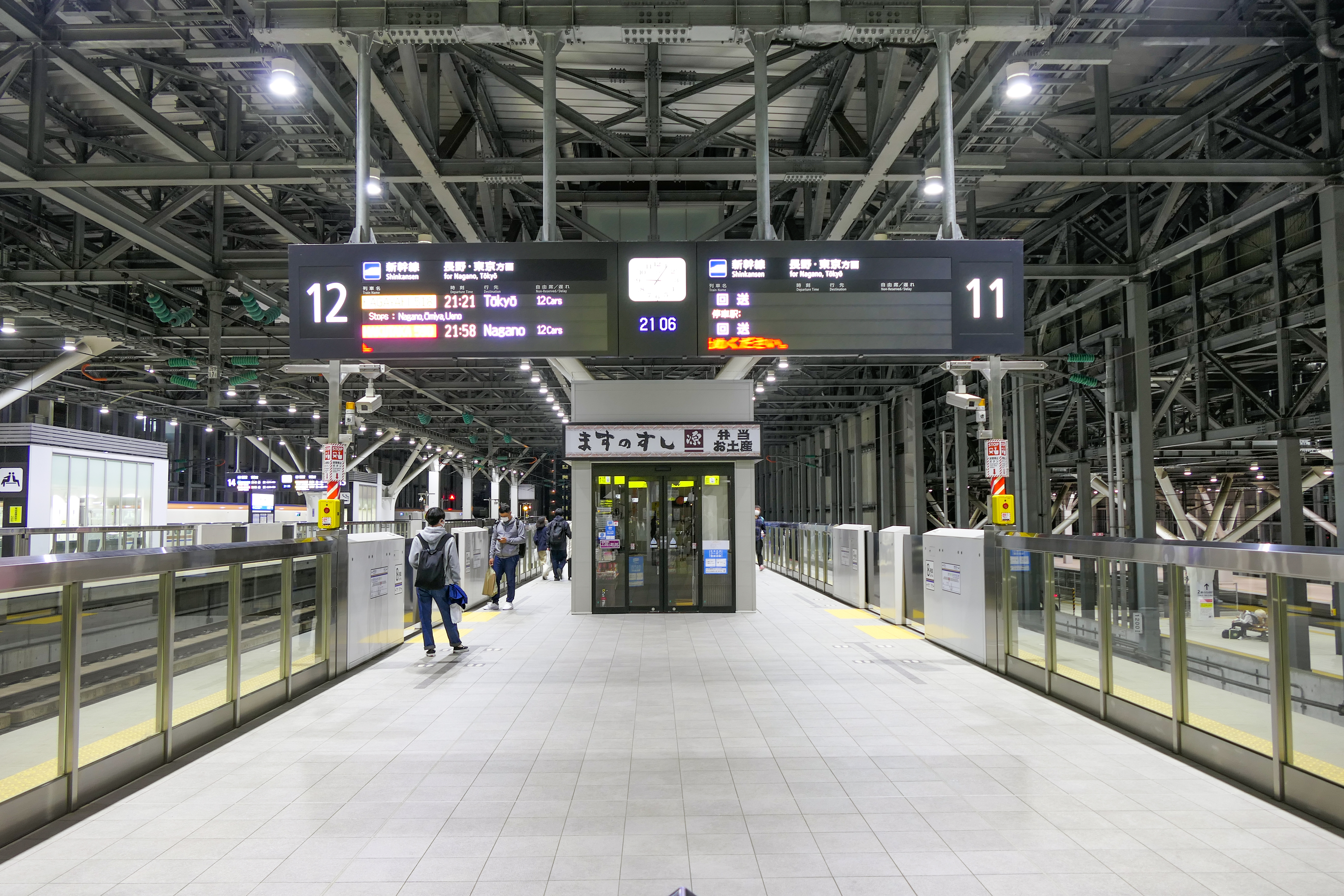
11・12番線ホーム
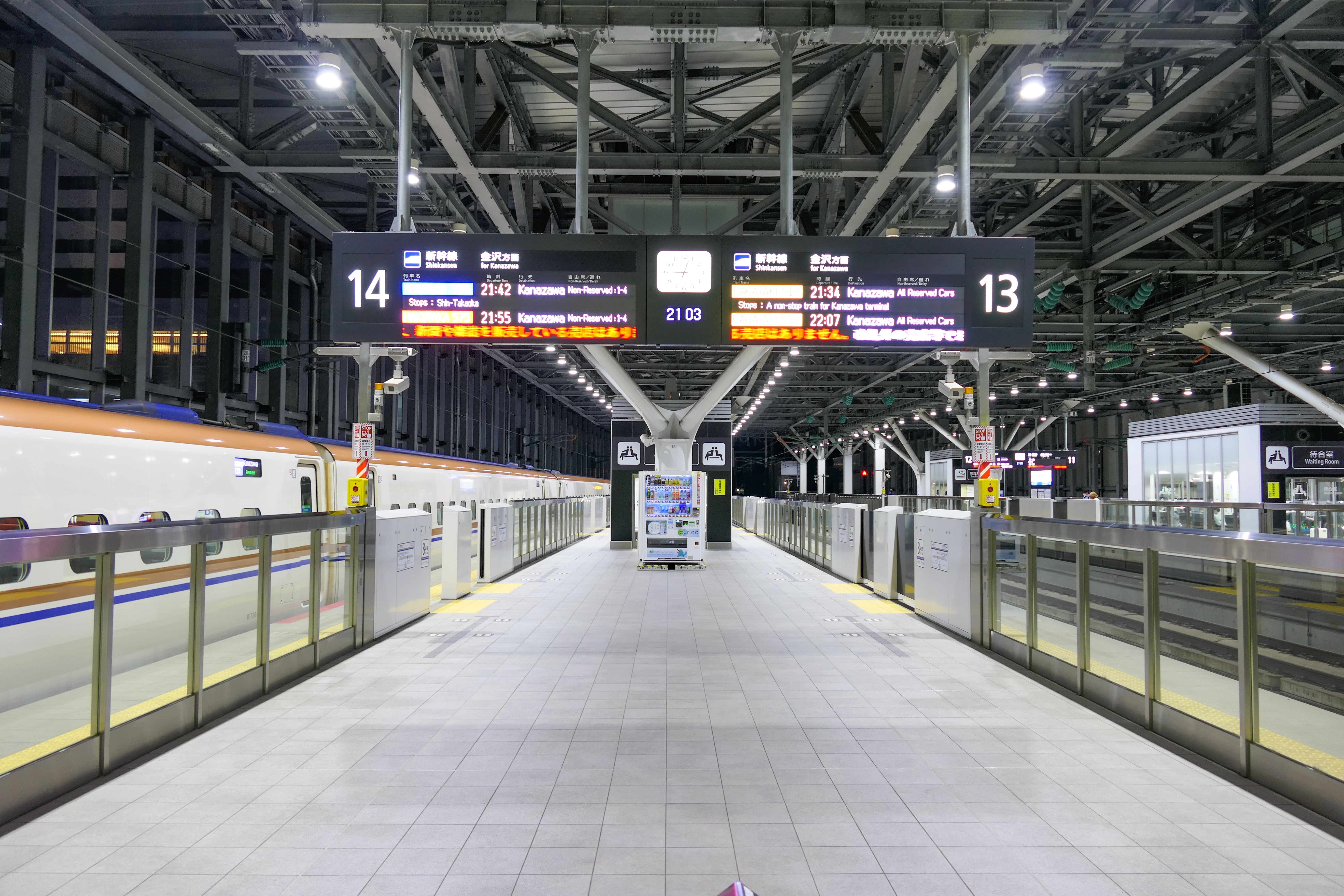
13・14番線ホーム

### あいの風とやま鉄道線・JR西日本高山本線 富山駅
あいの風とやま鉄道が管轄する在来線の富山駅は、切欠きホーム1線を加えた島式ホーム2面5線を有する高架駅である。2015年（平成27年）4月20日の一部ホームの高架化以前には、島式ホーム2面4線、片面ホーム1面1線及び切欠きホーム1線の計3面6線を有していた。また2006年（平成18年）3月1日以前には、4面9線1切欠を有し、富山港線の列車が7番・8番乗り場に発着していた。
あいの風とやま鉄道による直営駅である。高山本線に関してはあいの風とやま鉄道の窓口・券売機では猪谷までの普通乗車券しか購入できないので、その先まで乗車する場合や特急「ひだ」の特急券や定期券を購入する場合は、みどりの券売機で購入するか、新幹線の窓口で購入するか、下車駅で乗り越し精算を行う必要がある。
2015年3月14日の北陸新幹線開業による経営移管までは、西日本旅客鉄道（JR西日本）北陸本線が乗り入れており、同社の管轄であった。
2015年（平成27年）3月13日以前のJR北陸本線時代には、特急「サンダーバード」「しらさぎ」「おはようエクスプレス」「はくたか」「北越」「トワイライトエクスプレス」、2012年（平成24年）3月16日以前には特急「日本海」、急行「きたぐに」、2010年（平成22年）3月12日以前には特急「北陸」及び急行「能登」、2001年（平成13年）3月2日以前には特急「白鳥」、1997年（平成9年）9月30日以前には特急「白山」の停車駅でもあった。

#### のりば
2019年（平成31年）3月時点のホーム構成は下表の通り。在来線では金沢方面が「上り」なのに対し、北陸新幹線では東京方面が「上り」となる。
| 番線 | 路線                  | 方向 | 行先                 |
| ---- | --------------------- | ---- | -------------------- |
| 1    | ■あいの風とやま鉄道線 | 上り | 高岡・金沢方面       |
| 2    | ■JR高山本線           | -    | 高山方面             |
| 3    | ■JR高山本線           | -    | 高山方面             |
| 3    | ■あいの風とやま鉄道線 | 上り | 高岡・金沢方面       |
| 4・5 | ■あいの風とやま鉄道線 | 下り | 魚津・泊・糸魚川方面 |

2015年（平成27年）4月20日の上り線高架切り替え後は、1番線が「あいの風とやま鉄道線（上り）」、切り欠きホームである2番線が「高山本線専用」、3番線が「高山本線・あいの風とやま鉄道線（上り）共用」とされている が、実際には2019年の下り線高架切り替えまでは1番のりばにも高山本線の列車が発着していた。一方、4・5番線ホームは下り専用となった。2021年（令和3年）11月現在、高山本線は全線電化されていないため、2番のりばの線路には架線が張られていない。
また現在、駅中商業施設の「とやマルシェ」内から通じる「2階（中2階）改札口」は、これまでの新幹線改札口に加え、2015年（平成27年）4月20日より、あいの風とやま鉄道の改札口も設けられ、新幹線、在来線両鉄道を利用できるほか、両鉄道の連絡口としても機能する。

#### 到着・発車メロディ
2017年（平成29年）3月13日から、あいの風とやま鉄道の新旅客案内システム（駅自動放送）の導入にともない、独自の到着・発車メロディの使用を開始した。メロディはいずれもスイッチの制作で、編曲は福嶋尚哉が手掛けた。
- 到着メロディ
  - 『ふるさとの空 verA』（久石譲作曲） - 「富山県ふるさとの歌」として制作された曲のイントロ部。他の富山市内の駅と共通で使用されている[125]。
- 発車メロディ
  - 『四季』（ヴィヴァルディ作曲） - 立山連峰を舞台にした映画『劒岳 点の記』のバックグラウンドで使用された[125][注 9]。
    - 「春」（3 - 5月）
    - 「秋」（9 - 11月）
    - 「冬」（12 - 2月）

  - 「アルプスの牧場」（6 - 8月） - チロル民謡。かつて国鉄の気動車において車内チャイムとして使用されていた[注 10]。

なお、新旅客案内システム導入以前は、北陸本線主要駅標準の詳細自動放送の文面、到着・発車メロディであった。

富山駅（あいの風とやま鉄道・JR高山線）
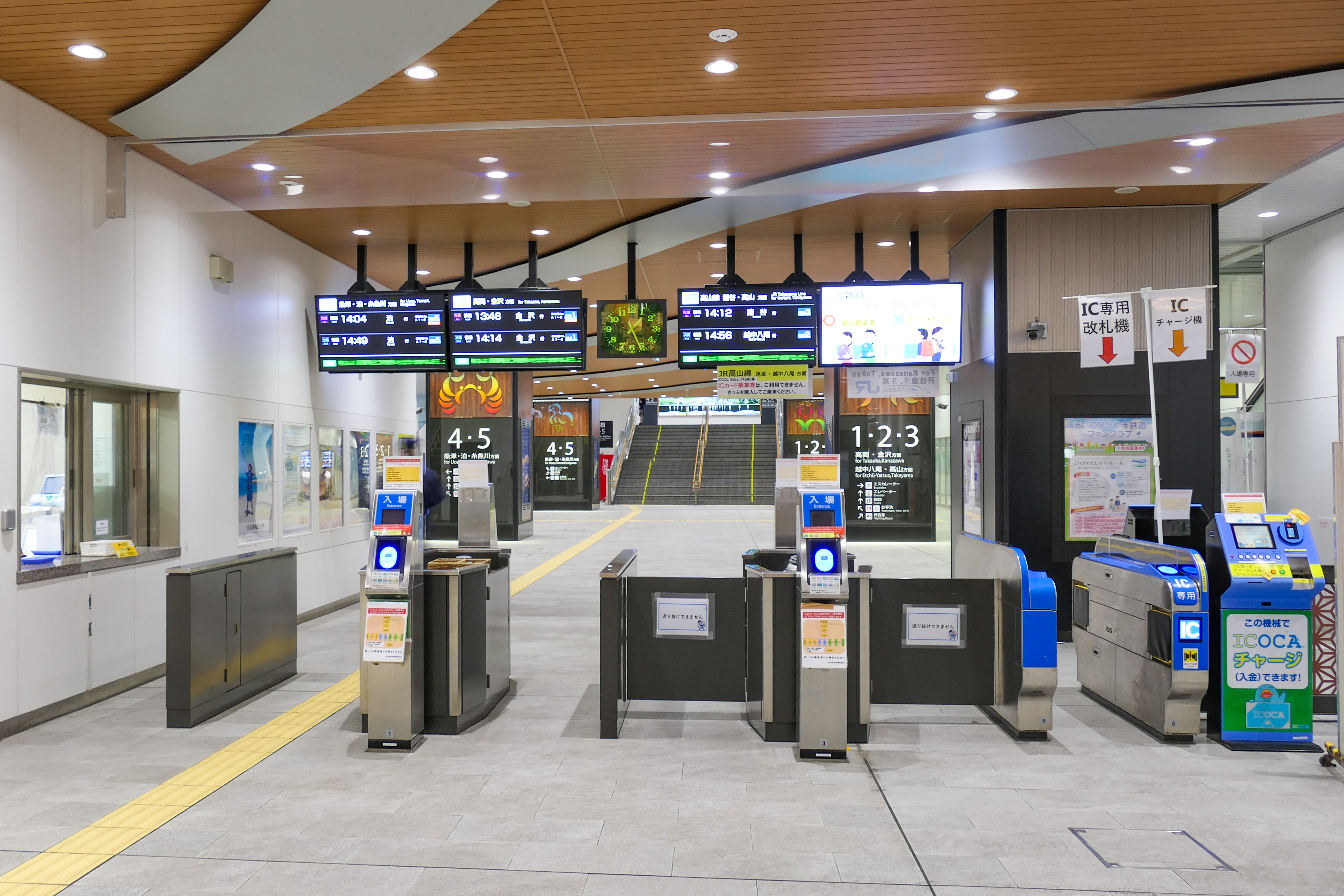
あいの風とやま鉄道線・JR高山線改札口
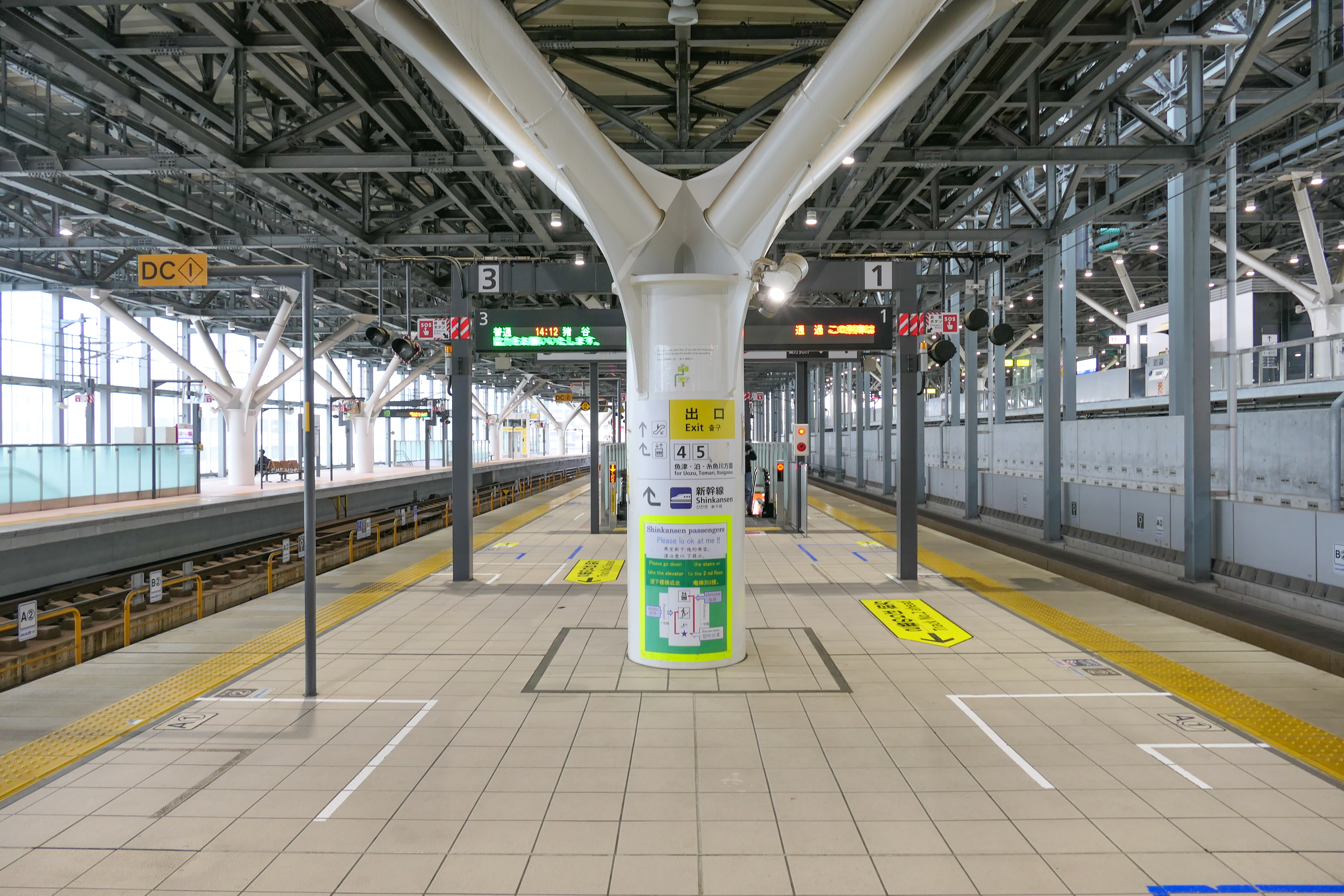
1・3番線ホーム
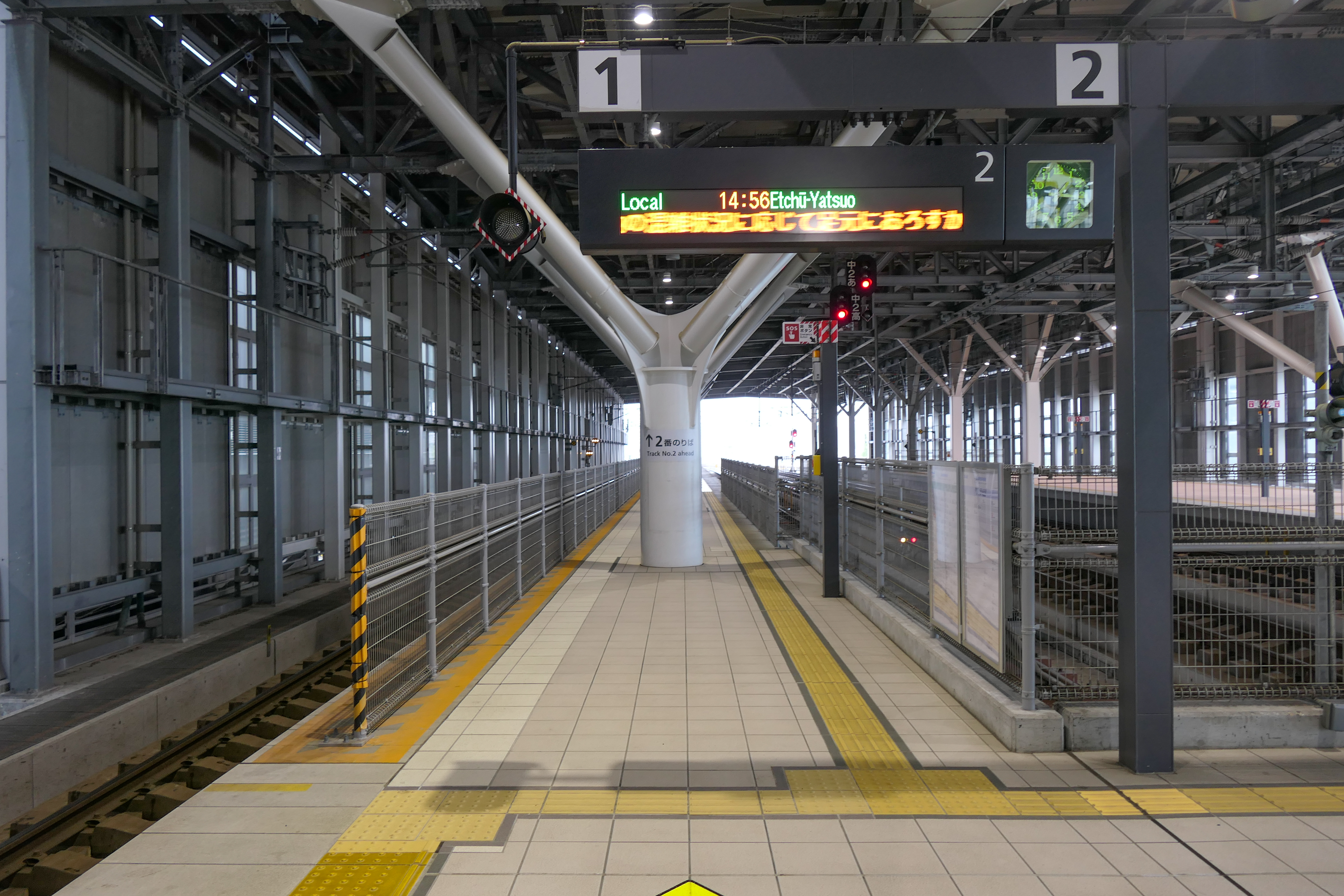
2番線ホーム
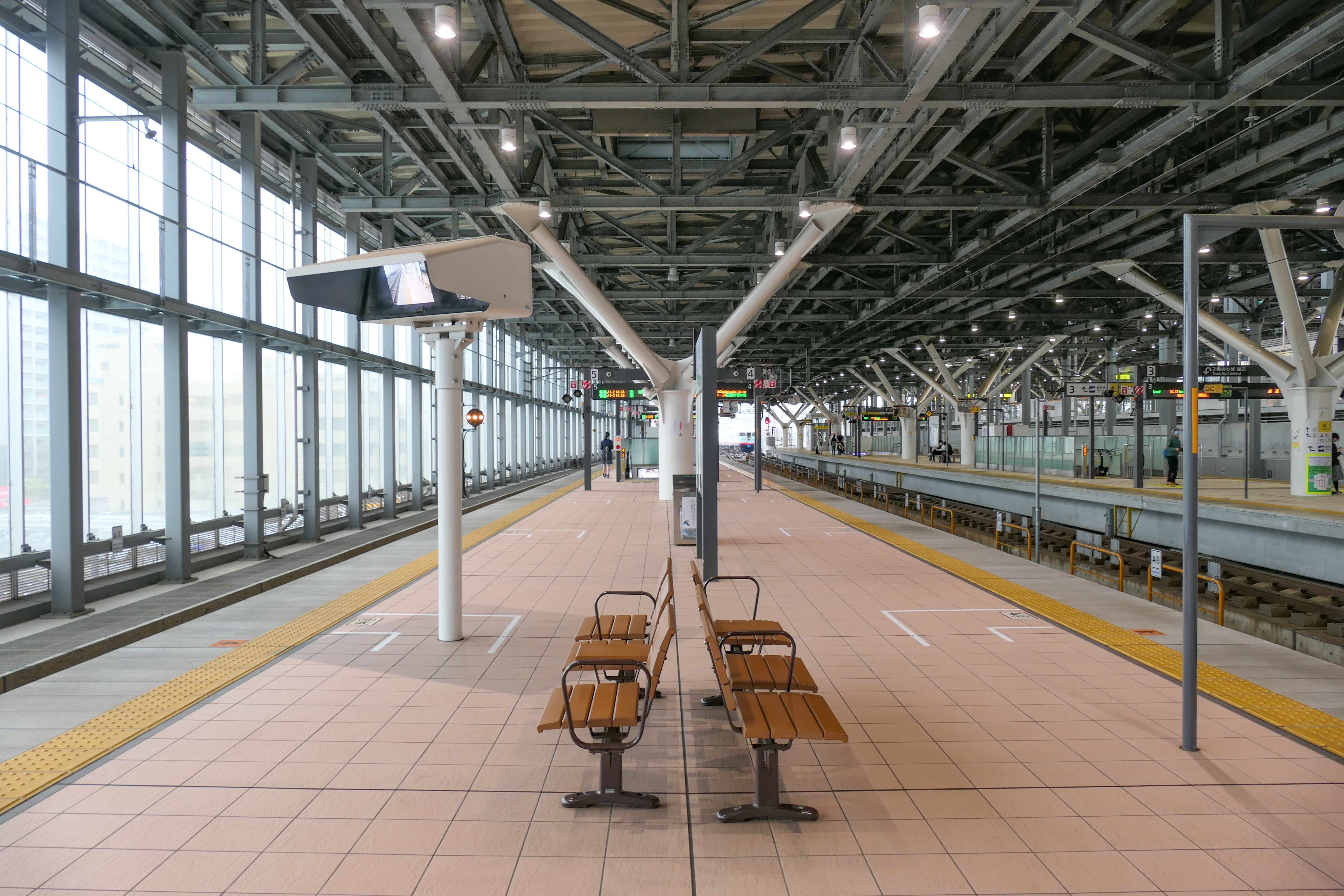
4・5番線ホーム
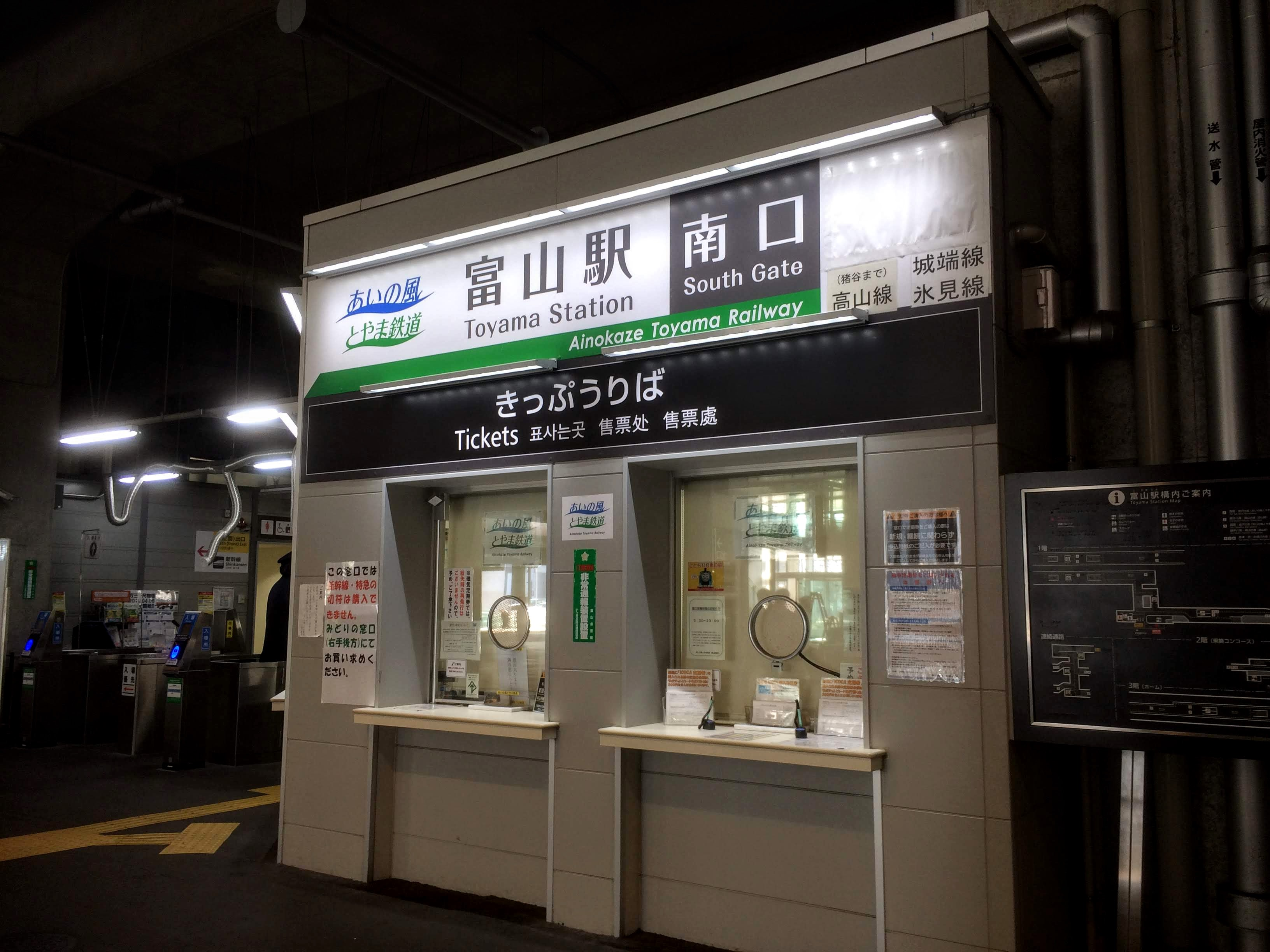
かつてのあいの風とやま鉄道線・JR高山線出改札口

### 本線 電鉄富山駅
富山地方鉄道本線の電鉄富山駅は、あいの風とやま鉄道・JRの富山駅の正面口前広場に面している。のりかえ標準時分は15分である。
駅名は富山電気鉄道時代の駅名をそのまま引き継いでいるため「電鉄」を冠する。駅番号はT01。頭端式ホーム2面2線を有する地上駅で、改札口は長らくあいの風とやま鉄道・JR側の1つだけであったが、高架化工事の進展により、2024年1月7日に移設し、あいの風とやま鉄道・JR向けの西側のほか、地鉄ビル駐車場向けの東側に設けられている。出入口も同様の箇所にある。終日駅員が配置されているが、駅員による乗車券発売時間は7時から20時までに限られる。元々は頭端式ホーム3面4線を有していたが、高架化工事の進展により2022年12月4日より現行の仮ホームとなっている。
かつては、JR富山駅1番のりばから富山地方鉄道本線へ交直デッドセクション付きの連絡線が存在し、国鉄時代の1970年代から1980年代にかけては475系電車を使った急行「立山」やキハ58系気動車を使った急行「うなづき」「むろどう」（いずれも線内は特急扱い）、名鉄車両のディーゼル特急「北アルプス」が、1990年代には「スーパー雷鳥立山」「サンダーバード宇奈月」などの列車名で、いずれも臨時列車扱いでJRからの特急の付属編成が直通した。
電鉄富山駅においてこれら乗り入れ列車に乗降する際は、同駅の改札内から富山駅1番のりばに通じる連絡通路を通り、富山駅1番のりばを利用することができた。1999年（平成11年）11月を最後に旅客列車の乗り入れ列車は終了し、その後は検測車がJRより不定期で入線する程度となり、連絡通路も閉鎖された。現在では新幹線工事の影響によって連絡線も廃止されている。

#### ICカード用自動改札機設置
2012年（平成24年）3月17日より市内電車（路面電車）・路線バスに導入されていたICカードが富山地方鉄道の鉄道線でも導入された。それに伴い、改札にICカード用自動改札機が設置された。ただし使用できるICカードは「ecomyca（えこまいか）」と「passca（パスカ）」のみである（SuicaやICOCAなど交通系ICカード全国相互利用サービス対象カードは現在のところ利用できない）。ICカードを使用し、鉄道線を利用すると、運賃が10%割引になる。

#### のりば
| のりば | 路線              | 行先       |
| ------ | ----------------- | ---------- |
| 1 - 4  | ■本線             | 宇奈月方面 |
| 1 - 4  | ■立山線           | 立山方面   |
| 1 - 4  | ■不二越線・上滝線 | 岩峅寺方面 |

- 1・3番線ホームと2・4番線ホームは同一ホームかつ同一線路を使用しており、縦列停車する形となっている。手前側が1・2番線、奥側が3・4番線となっている。

電鉄富山駅
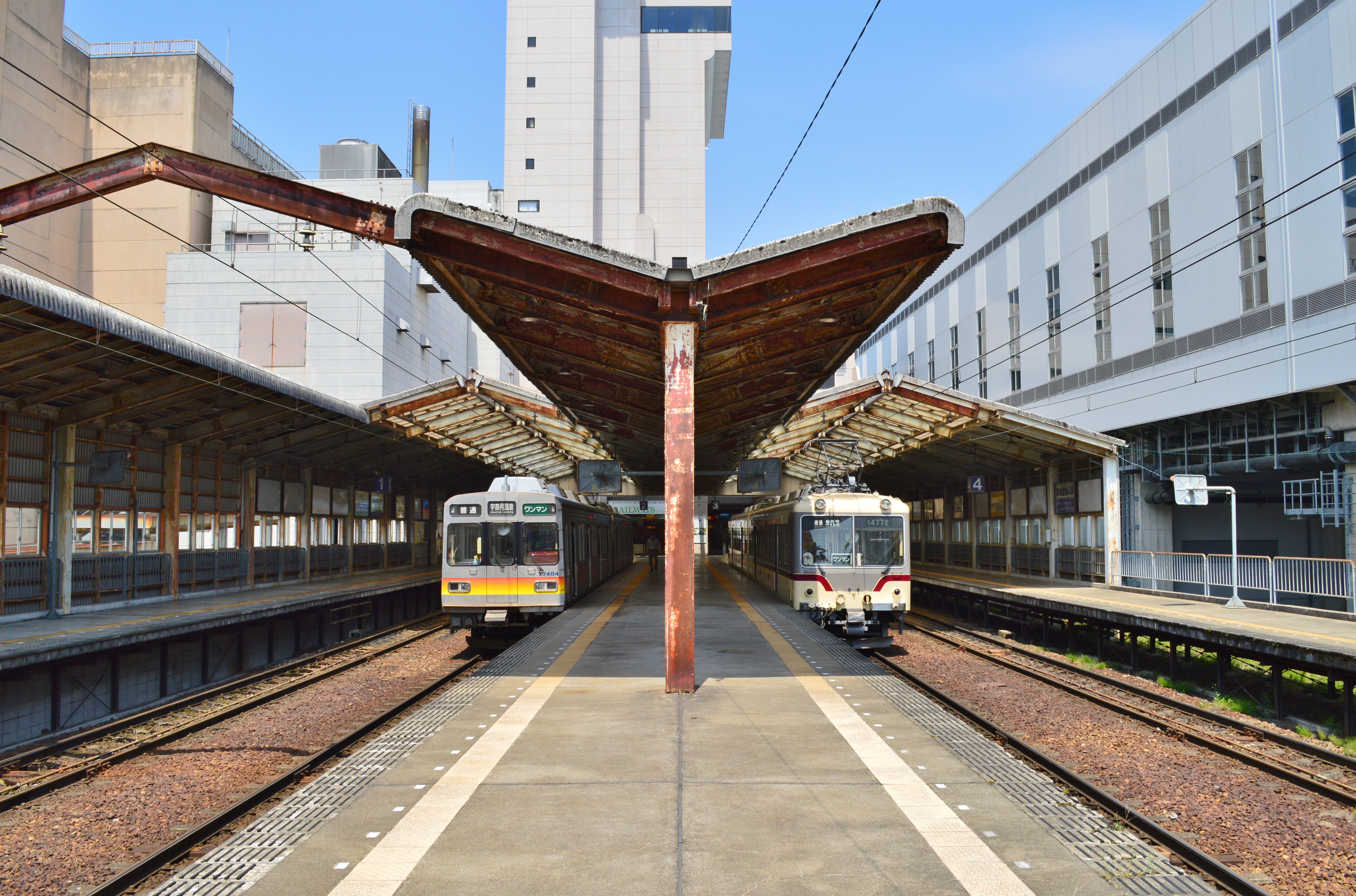
旧ホーム
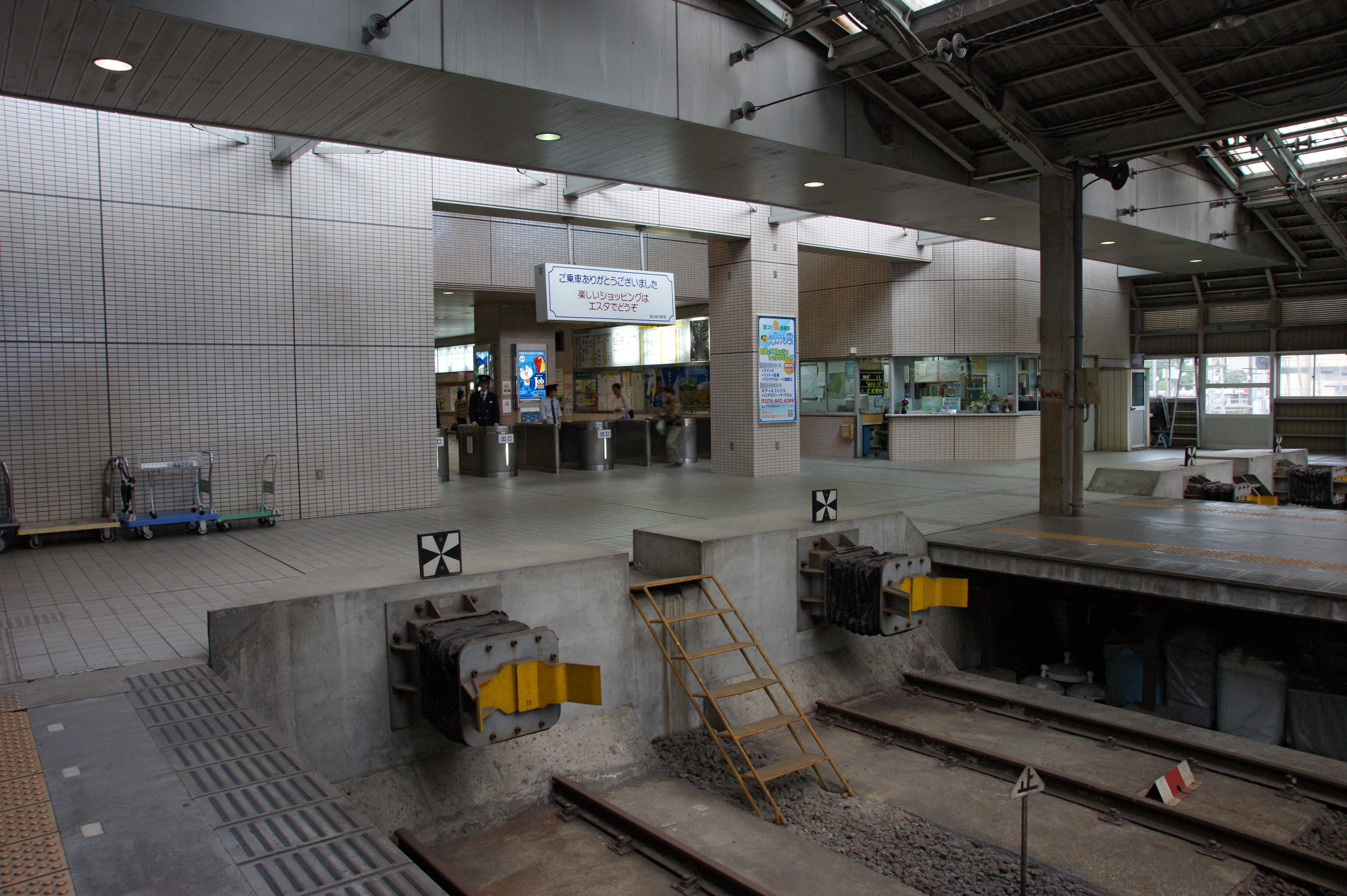
旧ホーム時代の車止め
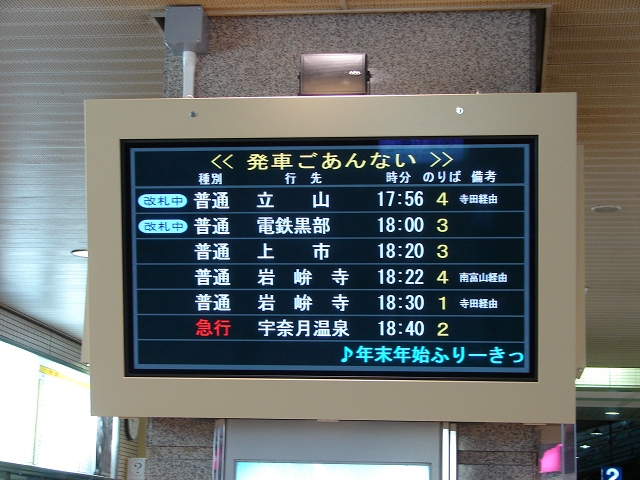
LCD式発車標

### 富山軌道線 電鉄富山駅・エスタ前停留場
相対式ホーム2面2線を有する地上駅（停留場）である。電停No.はC14。かつては富山駅前停留場と称していたが、2015年（平成27年）3月14日に改称された
当停留場を境に地鉄ビル前方面（上り）が本線、新富町方面（下り）が支線となっている。ホームは列車2輌分が停車できる長さがあり、停留場内に渡り線も設けられているので一部が接触しないように切り欠かれている。

### 富山軌道線 富山駅停留場
富山地方鉄道富山軌道線（富山駅南北接続線）の富山駅停留場は、2015年（平成27年）3月14日よりJR西日本とあいの風とやま鉄道の富山駅高架下に新規設置された停留場である。電停No.はC15。当停留場から支線接続点までの富山駅南北接続線は富山市が軌道施設を建設・保有し、富山地方鉄道が車両の保有および運行を行う上下分離方式となっている。
ホームは南側に3面（富山軌道線用）、東西自由通路を挟み北側に同じように3面（富山港線用）のホームがあり（6面2線）、8番ホームまで存在する。なお2、6、7番ホームは降車専用となる。
支線接続点がある交差点での列車通行時間を短縮するため、交差点進入方向の線路は手前で分岐している。これにより一度の信号現示で南富山駅前方面および富山大学前方面へ向かう各車両を同時発車させることが可能となっている。

#### のりば
| のりば | 路線       | 行先             |
| ------ | ---------- | ---------------- |
| 1      | 富山軌道線 | ■ 南富山駅前方面 |
| 2      | 富山軌道線 | 降車専用         |
| 3      | 富山軌道線 | ■ 環状線         |
| 4      | 富山軌道線 | ■ 富山大学前方面 |
| 5      | ■ 富山港線 | ■ 岩瀬浜方面     |
| 6・7   | ■ 富山港線 | 降車専用         |
| 8      | ■ 富山港線 | ■ 岩瀬浜方面     |

富山駅停留場
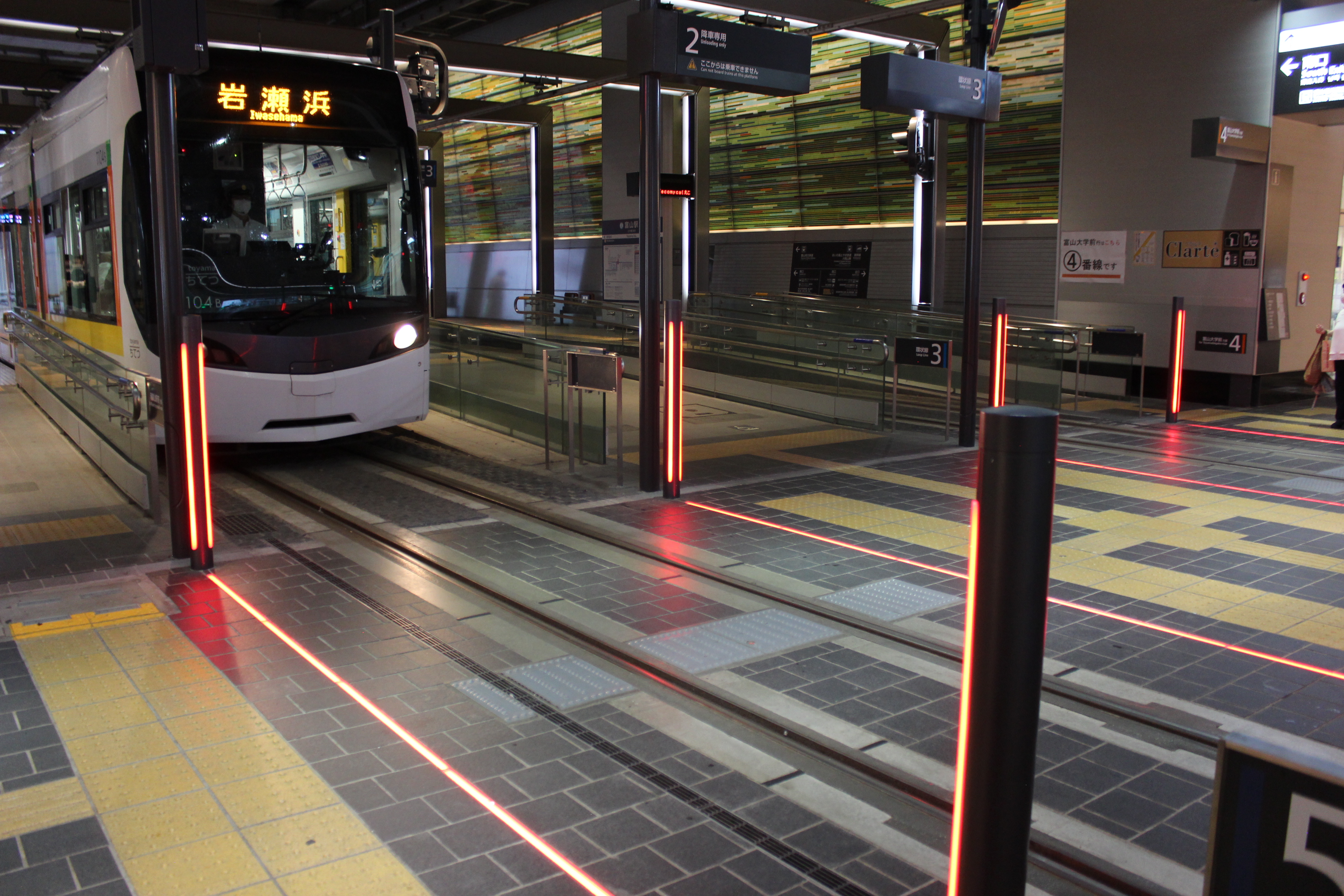
岩瀬浜方面発着の電車入線時にはLEDと音声で警告表示される
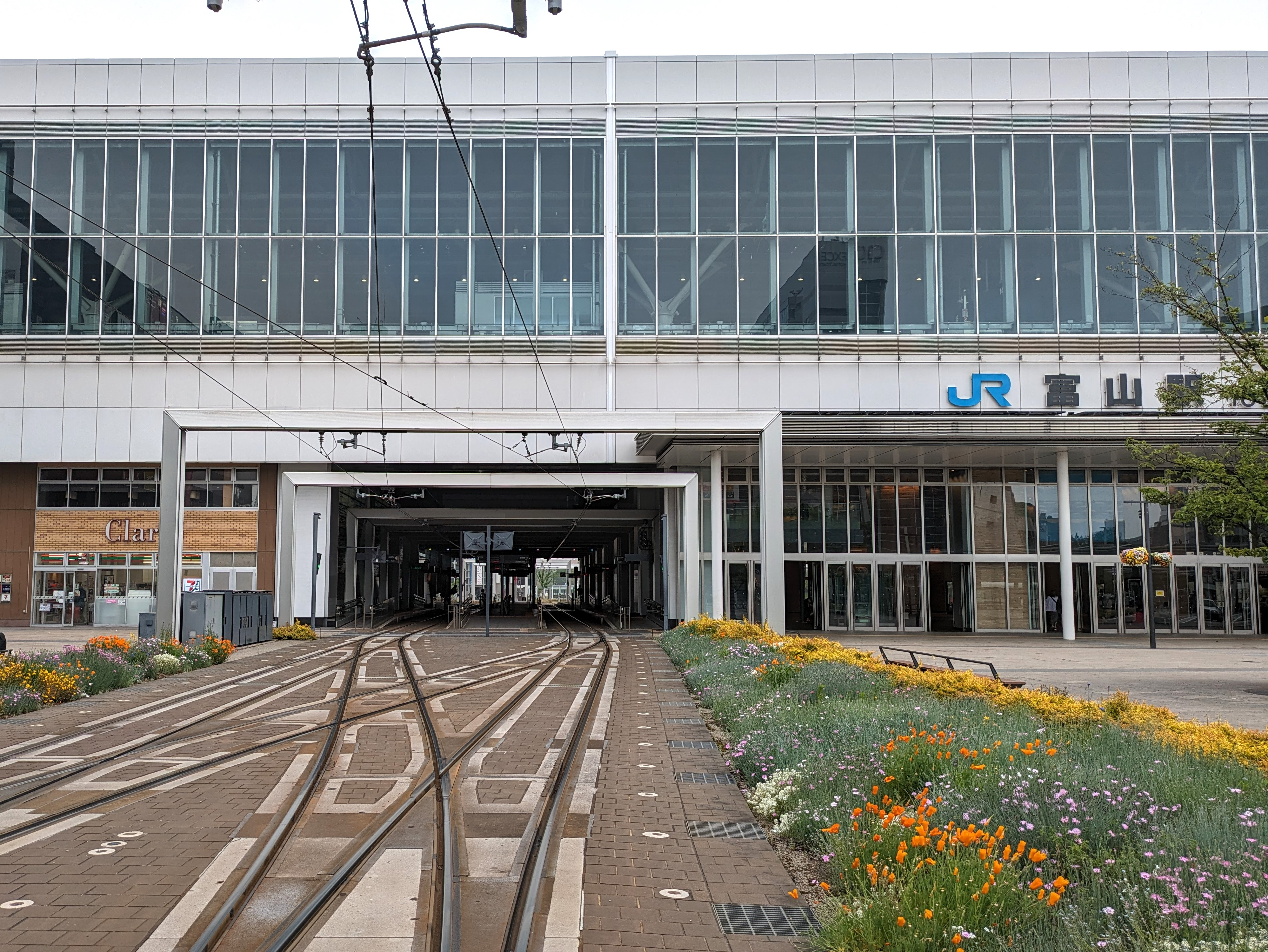
富山駅南口から見た富山駅停留場

#### 配線図
|            | 富山駅停留場電鉄富山駅・エスタ前停留場構内配線略図 |
| 凡例 出典: |                                                    |

### 富山港線 富山駅北停留場（廃止）
移転前の富山ライトレールの富山駅北停留場は、富山駅北口の正面に位置していた。頭端式ホームを有する地上駅で、東側にある単式ホームと中央にあるアイランド（島式ホーム）とで構成された2面2線であった。
2005年度に牛島町交差点までの軌道が緑化された が、当停留場構内は日当たりが悪くコケが繁茂するなどしたため、2015年に小松精練（現・小松マテーレ）が開発した新素材により再施工された。富山軌道線との接続工事により、当停留場跡地にはシーサスクロッシングが設けられたため、構内の緑化軌道は現存しない。
富山地方鉄道富山軌道線との接続工事のため、2019年（令和元年）8月3日に駅前交差点の北側の仮設停留場（ホームは2面1線）に移転した。同停留場は接続工事が完了した、2020年（令和2年）3月21日に廃止された。

#### のりば
2019年8月3日から2020年3月20日まで
| ホーム     | 路線      | 行先       |
| ---------- | --------- | ---------- |
| 乗車ホーム | ■富山港線 | 岩瀬浜方面 |
| 降車ホーム | ■富山港線 | -          |

2006年4月29日から2019年8月2日まで
| ホーム | 路線      | 行先       |
| ------ | --------- | ---------- |
| 1 - 2  | ■富山港線 | 岩瀬浜方面 |

- 線路に芝生が生えるホーム
- 取り壊された旧富山駅北停留場
- 移転後の仮設停留場

## 貨物の取り扱い

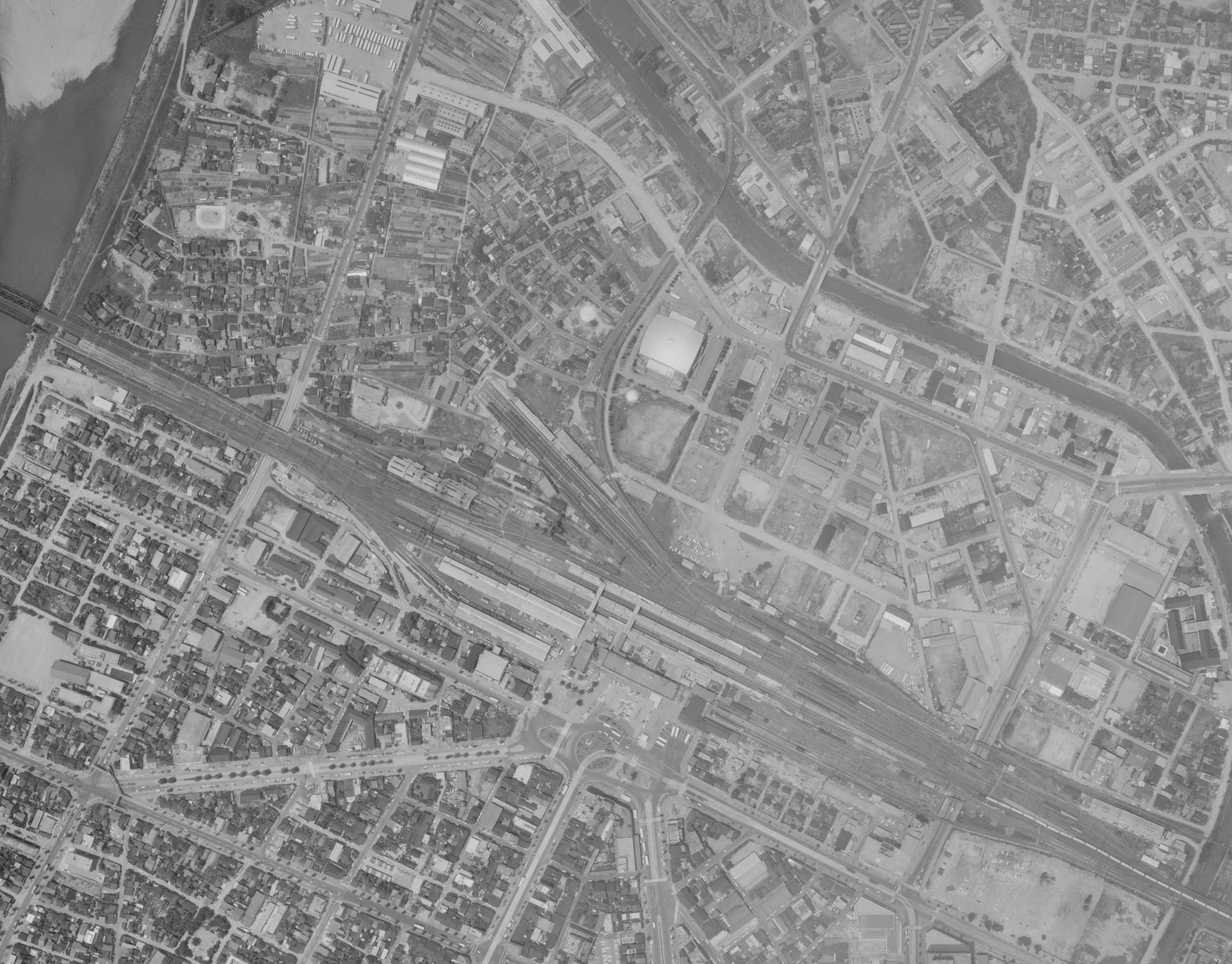
1970年（昭和45年）当時の富山駅周辺航空写真。現北口より富岩運河方面へ分岐している路線は富山港線奥田支線

かつてはJR貨物の駅として車扱貨物及びコンテナ貨物を取り扱っていたが、1990年（平成2年）3月10日より富山貨物駅にその機能を移転し、当駅における貨物の取り扱いは廃止された。
1953年（昭和28年）10月10日付『鉄道公報』第1254号通報専用線一覧別表掲載中、当駅接続の専用線は次の通りであった。
- 北陸砂利鉱業線（動力：国鉄機関車及び手押、作業粁程：0.1粁、備考：国鉄砂利線発送に限る）

1970年（昭和45年）10月1日時点における当駅接続の専用線は以下の通りであった。
- 北陸砂利鉱業線（動力：国鉄機関車及び手押、作業粁程：0.1粁、総延長粁程：0.1粁）

なお、1983年（昭和58年）4月1日時点における各駅接続の専用線を列挙した1983年（昭和58年）4月1日付『鉄道公報』第10023号別表『専用線一覧表』に当駅接続の専用線は記載されていない。

## 商業施設
マリエとやま、とやマルシェならびにマルートは当該項目を参照のこと。

### 富山駅高架下

#### クラルテ
富山駅停留場西側及び新幹線改札口横に位置する。施設名称の「クラルテ」は、フランス語において「光」や「かがやき」を意味する言葉である。主として日常の生活用品を求める客をターゲットとしている。
飲食店、ドラッグストア、コンビニエンスストアなどが入居している。

#### 年表
- 2013年（平成25年）
  - 5月9日 - JR西日本が、北陸新幹線開業後の当駅駅舎高架下に商業施設を整備する旨をアナウンスする[153]。
  - 9月4日 - 富山ターミナルビルが、出店希望者に向け説明会を行い、同施設の建設概要についてリリースする[154]。
- 2014年（平成26年）
  - 3月28日 - 北陸新幹線高架下の商業施設の名称を「きときと市場 とやマルシェ」「クラルテ」とする旨を決定する[155]。
  - 12月11日 - 北陸新幹線高架下の商業店舗の入居店舗および開業日が決定する[156]。
- 2015年（平成27年）
  - 3月14日 - 北陸新幹線長野駅 - 金沢駅間開業に合せ、「きときと市場 とやマルシェ」「クラルテ」がオープンする[157]。
- 2016年（平成28年）4月15日 - 洋菓子を取扱う「あるぺん村」の店舗が入居する[158]。
- 2020年（令和2年）
  - 3月19日 - あいの風とやま鉄道線高架下の商業施設の名称および入居店舗が決定する[159]。
  - 5月9日 - 「とやマルシェ のれん横丁」「とやマルシェ EATS de Meets」が一部開業[160]。
  - 6月1日 - 「とやマルシェ のれん横丁」「とやマルシェ EAST de Meets」がグランドオープン。当初は4月27日のグランドオープンを予定していたが、新型コロナウイルスの流行の影響で延期されていた[161]。

### 電鉄富山駅ビル エスタ

#### 沿革
- 1982年（昭和57年）11月7日 - 商業ビル建設のため、当駅東側の国鉄宿舎を撤去する[162]。
- 1985年（昭和60年）
  - 7月17日 - 富山ターミナルビル及び富山地方鉄道が、建設中の「富山ターミナルビル」及び「電鉄富山駅ビル」の計画概要を公表する[163]。
  - 11月28日 - 富山駅前立体駐車場が完成し、電鉄富山駅の乗務区施設を移転する[新聞 11]。
- 1986年（昭和61年）4月14日 - 当駅駅ビル内に入居すべきビジネスホテル経営会社として富山地鉄ホテルを設立する[164]。
- 1987年（昭和62年）12月5日 - 電鉄富山駅ビル「エスタ」がオープンする[165][166]。当時のテナント構成は、地下1階が食品スーパー『スパー』など。ロッテリアは開業当初からテナントに入っていた[167]。
- 1990年（平成2年）4月19日 - エスタのリノベーションを行う[165]。
- 2015年（平成27年）3月12日 - エスタ内のアルビスエスタ店が改装され、Wi-Fiを導入する[168]。

#### 施設概要
地上部にはロッテリア、ドトールコーヒーなどの飲食店や富山地鉄ホテルなどが、地下にはスーパーマーケット『アルビス』が入居している。エスタの名称はパブリック・コメントによるネーミングで、スペイン語で駅を意味するエスタシオン（estacion）と、英語の "Enjoy Shopping Terminal Area" のアクロニム(頭字語)を掛けている。昭和63年度富山県建築賞に入選した。マリエとやまへの連絡通路がある。
最新の入居テナントについては、脚注内のリンクを参照。

## 閉業した商業施設
かつて富山駅構内にあったとやま駅特選館は当該項目を参照のこと。

## 駅弁
名物であるますのすしの当駅における販売は、1912年（明治45年・大正元年）より開始された。主な駅弁は下記の通り。
- ますぶりすし重ね
- ますのすし（二重）
- 特選ますのすし
- ぶりのすし
- ますのすし（一重）[177]
- 有磯海
- ぶりのすし小箱
- ますとぶり小箱
- ますのすし小丸
- ますのすし小箱
- 牛すき焼き弁当
- 三色ちらし弁当
- 雷鳥のうた

## 利用状況

### 1日平均乗車・乗降人員
- JR西日本 - 2019年度の1日平均乗車人員は7,923人[注 12]である[178]。2023年度の北陸新幹線の1日当たりの利用者数は15,462人[統計 1]。
- あいの風とやま鉄道 - 2019年度の1日平均乗車人員は11,854人である。同社の駅では利用者が最も多い。
- 富山地方鉄道（電鉄富山駅） - 2019年度の1日平均乗降人員は8,221人である。同社の駅では利用者が最も多い。

「富山県統計年鑑」と「富山市統計書」によると、近年の1日平均乗降・乗車人員の推移は以下の通り。
| 年度               | 国鉄 JR西日本    | あいの風         | 富山地方鉄道 電鉄富山駅 | 富山地方鉄道 電鉄富山駅 | 出典        |
| 年度               | 1日平均 乗車人員 | 1日平均 乗車人員 | 1日平均 乗降人員        | 1日平均 乗車人員        | 出典        |
| ------------------ | ---------------- | ---------------- | ----------------------- | ----------------------- | ----------- |
| 1950年（昭和25年） | 12,703           | 未 開 業         |                         |                         | [ 統計 4 ]  |
| 1960年（昭和35年） | 22621            | 未 開 業         |                         |                         | [ 統計 5 ]  |
| 1965年（昭和40年） | 25,196           | 未 開 業         |                         |                         | [ 統計 6 ]  |
| 1970年（昭和45年） | 21,978           | 未 開 業         |                         |                         | [ 統計 7 ]  |
| 1975年（昭和50年） | 22,772           | 未 開 業         | 19,862                  |                         | [ 統計 8 ]  |
| 1980年（昭和55年） | 20,606           | 未 開 業         | 17,578                  |                         | [ 統計 9 ]  |
| 1985年（昭和60年） | 19,239           | 未 開 業         | 13,814                  |                         | [ 統計 10 ] |
| 1988年（昭和63年） | 19,304           | 未 開 業         | 11,629                  |                         | [ 統計 11 ] |
| 1989年（平成元年） | 19,188           | 未 開 業         | 11,244                  |                         | [ 統計 12 ] |
| 1990年（平成02年） | 19,861           | 未 開 業         | 11,419                  |                         | [ 統計 13 ] |
| 1991年（平成03年） | 21,834           | 未 開 業         | 11,280                  |                         | [ 統計 14 ] |
| 1992年（平成04年） | 21,906           | 未 開 業         | 10,990                  |                         | [ 統計 15 ] |
| 1993年（平成05年） | 21,703           | 未 開 業         | 10,474                  |                         | [ 統計 16 ] |
| 1994年（平成06年） | 21,754           | 未 開 業         | 9,840                   |                         | [ 統計 17 ] |
| 1995年（平成07年） | 21,278           | 未 開 業         | 9,523                   |                         | [ 統計 18 ] |
| 1996年（平成08年） | 21,492           | 未 開 業         | 9,351                   |                         | [ 統計 19 ] |
| 1997年（平成09年） | 20,614           | 未 開 業         | 8,702                   |                         |             |
| 1998年（平成10年） | 20,268           | 未 開 業         | 8,196                   |                         |             |
| 1999年（平成11年） | 19,823           | 未 開 業         | 7,659                   |                         |             |
| 2000年（平成12年） | 19,488           | 未 開 業         | 7,242                   |                         |             |
| 2001年（平成13年） | 18,688           | 未 開 業         | 6,873                   | 3,509                   |             |
| 2002年（平成14年） | 17,990           | 未 開 業         | 6,879                   | 3,518                   |             |
| 2003年（平成15年） | 17,952           | 未 開 業         | 6,452                   | 3,273                   |             |
| 2004年（平成16年） | 17,419           | 未 開 業         | 6,328                   | 3,192                   |             |
| 2005年（平成17年） | 17,106           | 未 開 業         | 6,426                   | 3,260                   |             |
| 2006年（平成18年） | 16,611           | 未 開 業         | 6,475                   | 3,304                   |             |
| 2007年（平成19年） | 16,729           | 未 開 業         | 6,500                   | 3,294                   |             |
| 2008年（平成20年） | 16,699           | 未 開 業         | 6,386                   | 3,272                   |             |
| 2009年（平成21年） | 16,207           | 未 開 業         | 6,324                   | 3,229                   |             |
| 2010年（平成22年） | 15,867           | 未 開 業         | 6,524                   | 3,312                   |             |
| 2011年（平成23年） | 15,746           | 未 開 業         | 6,610                   | 3,392                   |             |
| 2012年（平成24年） | 15,767           | 未 開 業         | 6,709                   | 3,453                   |             |
| 2013年（平成25年） | 15,967           | 未 開 業         | 6,894                   | 3,473                   |             |
| 2014年（平成26年） | 14,375           |                  | 6,912                   | 3,702                   |             |
| 2015年（平成27年） | 7,901            | 11,373           | 7,422                   | 4,078                   |             |
| 2016年（平成28年） | 7,843            | 11,388           | 7,649                   | 4,039                   |             |
| 2017年（平成29年） | 8,121            | 11,543           | 7,752                   | 4,155                   |             |
| 2018年（平成30年） | 8,343            | 11,830           | 7,699                   | 4,274                   |             |
| 2019年（令和元年） | 7,923            | 11,854           | 8,221                   | 4,582                   |             |
| 2020年（令和02年） | 4,308            | 8,784            | 6,418                   |                         |             |
| 2021年（令和03年） | 4,986            | 9,655            | 6,715                   |                         |             |
| 2022年（令和04年） | 6,687            | 10,768           | 6,720                   |                         |             |

### 対東京年間輸送人員
JR東日本によると、コロナ禍の影響が無かった2018年度（平成30年度）の東京－富山間の年間輸送人員は、新幹線が約294.3万人（シェア89%）、航空機が約34.6万人（シェア11%）、新幹線と航空機の合計は約328.9万人である。
東京 - 富山間における新幹線の輸送人員は、東京 - 新潟間の約523万人、東京 - 金沢間の約339.4万人に次いで北陸地方3位となっている。また、新幹線と航空機を合わせた輸送人員は、東京 - 新潟間の約523万人、東京 - 金沢間の約460.9万人に次いで北陸地方3位となっている。
| 東京－富山 年間輸送人員（千人） | 東京－富山 年間輸送人員（千人） | 東京－富山 年間輸送人員（千人） | 東京－富山 年間輸送人員（千人） | 東京－富山 年間輸送人員（千人） |
| 年度                            | 新幹線                          | 航空機                          | 合計                            | 出典                            |
| ------------------------------- | ------------------------------- | ------------------------------- | ------------------------------- | ------------------------------- |
| 2014年（平成26年）              | 1,380                           | 780                             | 2,160                           | [ 統計 20 ]                     |
| 2014年（平成26年）              | 64%                             | 36%                             | 100%                            | [ 統計 20 ]                     |
| 2015年（平成27年）              | 2,891                           | 458                             | 3,349                           | [ 統計 20 ]                     |
| 2015年（平成27年）              | 86%                             | 14%                             | 100%                            | [ 統計 20 ]                     |
| 2016年（平成28年）              | 2,820                           | 356                             | 3,176                           | [ 統計 20 ]                     |
| 2016年（平成28年）              | 89%                             | 11%                             | 100%                            | [ 統計 20 ]                     |
| 2017年（平成29年）              | 2,868                           | 342                             | 3,210                           | [ 統計 20 ]                     |
| 2017年（平成29年）              | 89%                             | 11%                             | 100%                            | [ 統計 20 ]                     |
| 2018年（平成30年）              | 2,943                           | 346                             | 3,289                           | [ 統計 20 ]                     |
| 2018年（平成30年）              | 89%                             | 11%                             | 100%                            | [ 統計 20 ]                     |
| 2019年（令和元年）              | 2,749                           | 335                             | 3,084                           | [ 統計 20 ]                     |
| 2019年（令和元年）              | 89%                             | 11%                             | 100%                            | [ 統計 20 ]                     |
| 2020年（令和2年）               | 893                             | 53                              | 946                             | [ 統計 20 ]                     |
| 2020年（令和2年）               | 94%                             | 6%                              | 100%                            | [ 統計 20 ]                     |
| 2021年（令和3年）               | 1,252                           | 84                              | 1,336                           | [ 統計 20 ]                     |
| 2021年（令和3年）               | 94%                             | 6%                              | 100%                            | [ 統計 20 ]                     |
| 2022年（令和4年）               | 2,180                           | 191                             | 2,371                           | [ 統計 20 ]                     |
| 2022年（令和4年）               | 92%                             | 8%                              | 100%                            | [ 統計 20 ]                     |
| 2023年（令和5年）               | 2,750                           | 245                             | 2,995                           | [ 統計 20 ]                     |
| 2023年（令和5年）               | 92%                             | 8%                              | 100%                            | [ 統計 20 ]                     |

JR東日本によると2024年3月現在、新幹線の所要時間は最速2時間05分、運賃（通常期）は12,960円、1日25往復運行、航空機の所要時間は約2時間20分、1日3往復運行されている。
| 2018年度（平成30年度） 北陸地方の対東京年間輸送人員（千人） | 2018年度（平成30年度） 北陸地方の対東京年間輸送人員（千人） | 2018年度（平成30年度） 北陸地方の対東京年間輸送人員（千人） | 2018年度（平成30年度） 北陸地方の対東京年間輸送人員（千人） | 2018年度（平成30年度） 北陸地方の対東京年間輸送人員（千人） |
| 区間                                                        | 新幹線                                                      | 航空機                                                      | 合計                                                        | 出典                                                        |
| ----------------------------------------------------------- | ----------------------------------------------------------- | ----------------------------------------------------------- | ----------------------------------------------------------- | ----------------------------------------------------------- |
| 東京 - 富山                                                 | 2,943                                                       | 346                                                         | 3,289                                                       | [ 統計 20 ]                                                 |
| 東京 - 富山                                                 | 89%                                                         | 11%                                                         | 100%                                                        | [ 統計 20 ]                                                 |
| 東京 - 新潟                                                 | 5,230                                                       | -                                                           | 5,230                                                       | [ 統計 20 ]                                                 |
| 東京 - 新潟                                                 | 100%                                                        | 0%                                                          | 100%                                                        | [ 統計 20 ]                                                 |
| 東京 - 金沢                                                 | 3,394                                                       | 1,215                                                       | 4,609                                                       | [ 統計 20 ]                                                 |
| 東京 - 金沢                                                 | 74%                                                         | 26%                                                         | 100%                                                        | [ 統計 20 ]                                                 |

## 駅周辺

### 南口

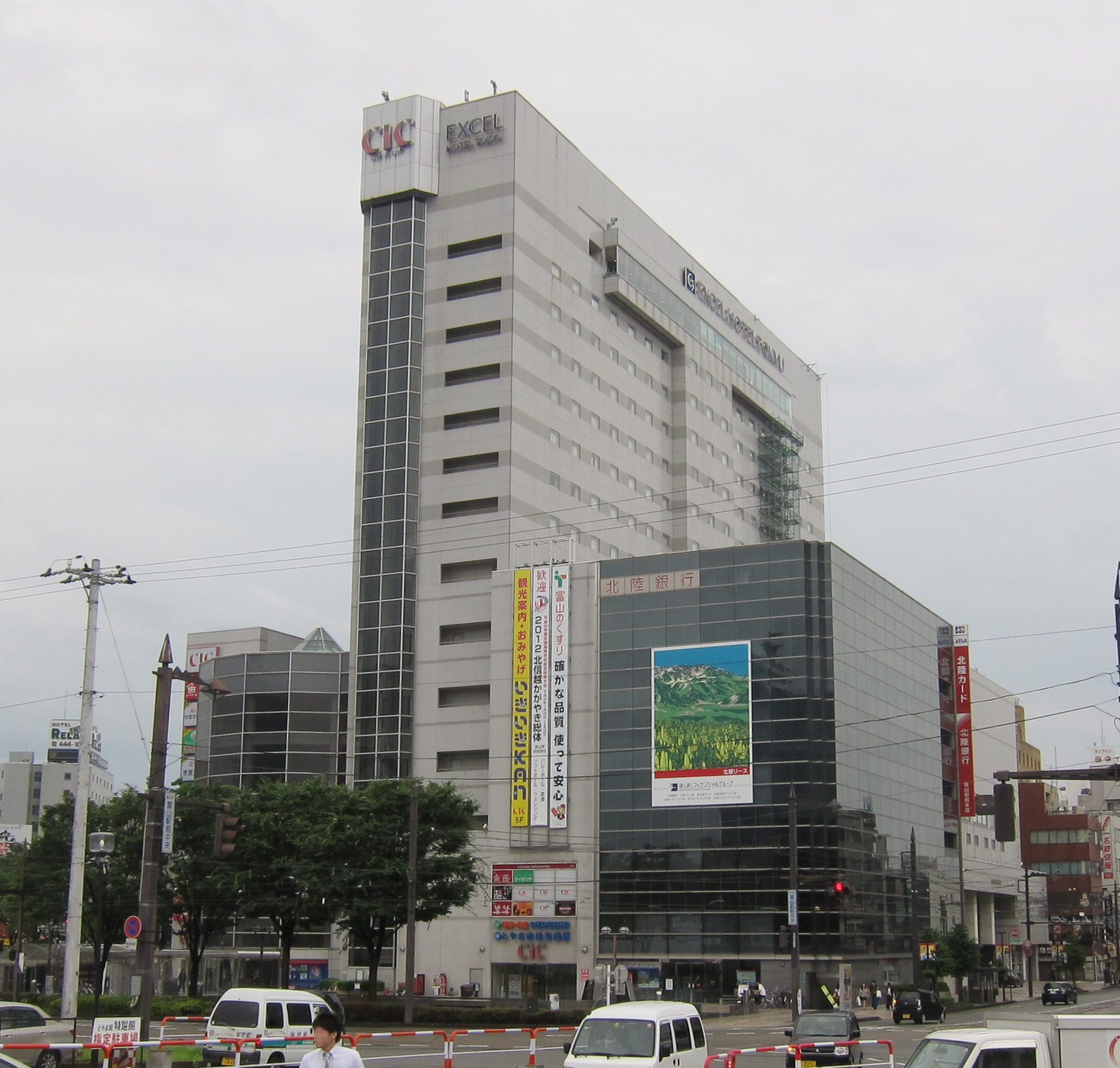
CiC

第二次世界大戦後、南口は富山市の表玄関として発展してきた。駅前は放射状に5本の道路が敷かれ、マルートやマリエとやまなど商業施設のほか、飲食店およびビジネスホテル等の宿泊施設が集積する。
富山県庁や富山市役所などの行政機関のほか、観光地の富山城、歓楽街の桜木町や繁華街の総曲輪（そうがわ）といった中心市街地も駅南方に位置し、路面電車を介してアクセス可能である。
- マルート
- ホテルヴィスキオ富山 by GRANVIA
- マリエとやま
- パティオさくら
  - 富山大原簿記公務員医療専門学校
  - 東横INN富山駅新幹線口2
- ダイワロイネットホテル富山駅前
- アパヴィラホテル富山駅前
- ホテルリラックスイン富山
- CiC（シック）
  - 富山エクセルホテル東急
  - 北陸銀行富山駅前支店
- ホテルアルファーワン富山駅前
- ホテルJALシティ富山
- コンフォートホテル富山駅前
- ダブルツリーbyヒルトン富山 - 運営：ヒルトン、所有・経営：池田グループ

### 北口

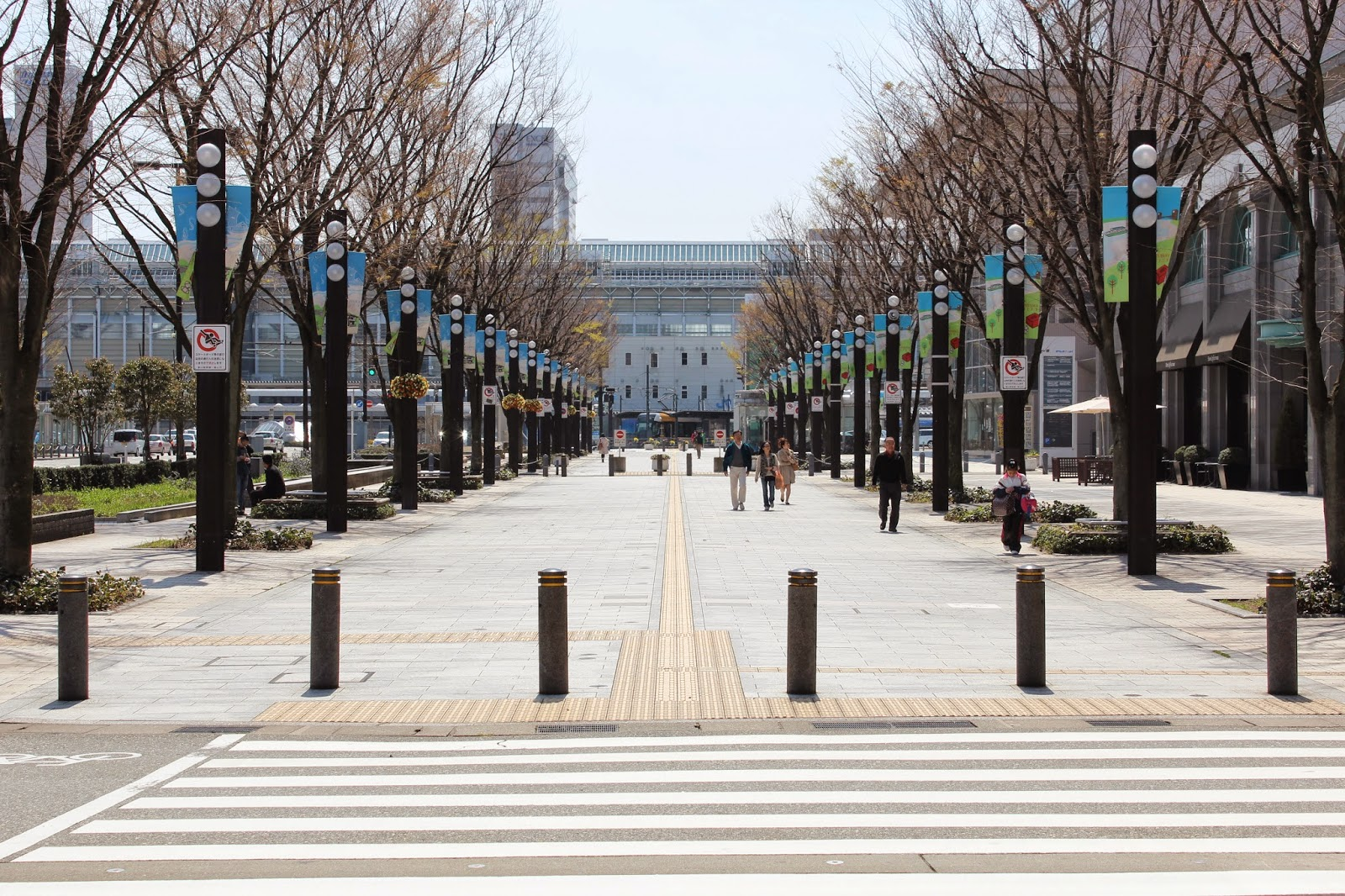
富山市ブールバール広場

富山駅北口の設置については、かねて富山市から国鉄当局に陳情していたが、建設費負担の問題で順調に進まなかった。その後、富山市と金沢鉄道管理局との間に工事費折半の話し合いが出来、1958年の富山国体に合わせて急速に工事が進められた。
長い間「駅裏」と呼ばれていた 北口は、近年の再開発によって富山市の新たな玄関として整備された。
駅から北方向、富山市総合体育館にかけての道路は「富山市ブールバール広場」として整備され、イベントスペースとして活用されている。周辺には富山市芸術文化ホールなどの文化・芸術施設があるほか、企業の本社などが集積するオフィス街となっている。
- 富山合同庁舎
  - 法務省富山地方法務局
  - 農林水産省北陸農政局富山県拠点
- 国土交通省北陸地方整備局伏木富山港湾事務所
- JR西日本北陸広域鉄道部
- ニッポンレンタカー富山駅北口営業所
- 北陸電力本店
- 北日本放送本社
- アーバンプレイス
- 富山市芸術文化ホール（オーバード・ホール）
- オークスカナルパークホテル富山
- タワー111（インテック本社ビル）
- 龍谷富山高等学校

### 西口
西口は富山駅西口交通広場として整備されており、一般車降車場・駐輪場がある。
- 牛島公園 - 富山城址公園より2021年10月に移設した、1914年製造の9600形蒸気機関車(9628)が設置されている。引退までおもに北陸本線や高山本線で活躍し、約2,400万Km走行した[181]。
- 富山駅北郵便局
- あいの風とやま鉄道本社
- 県営富山武道館

また、駅周辺には富山市の自転車共同利用システム・アヴィレのステーションが複数設置されている。

## バス路線

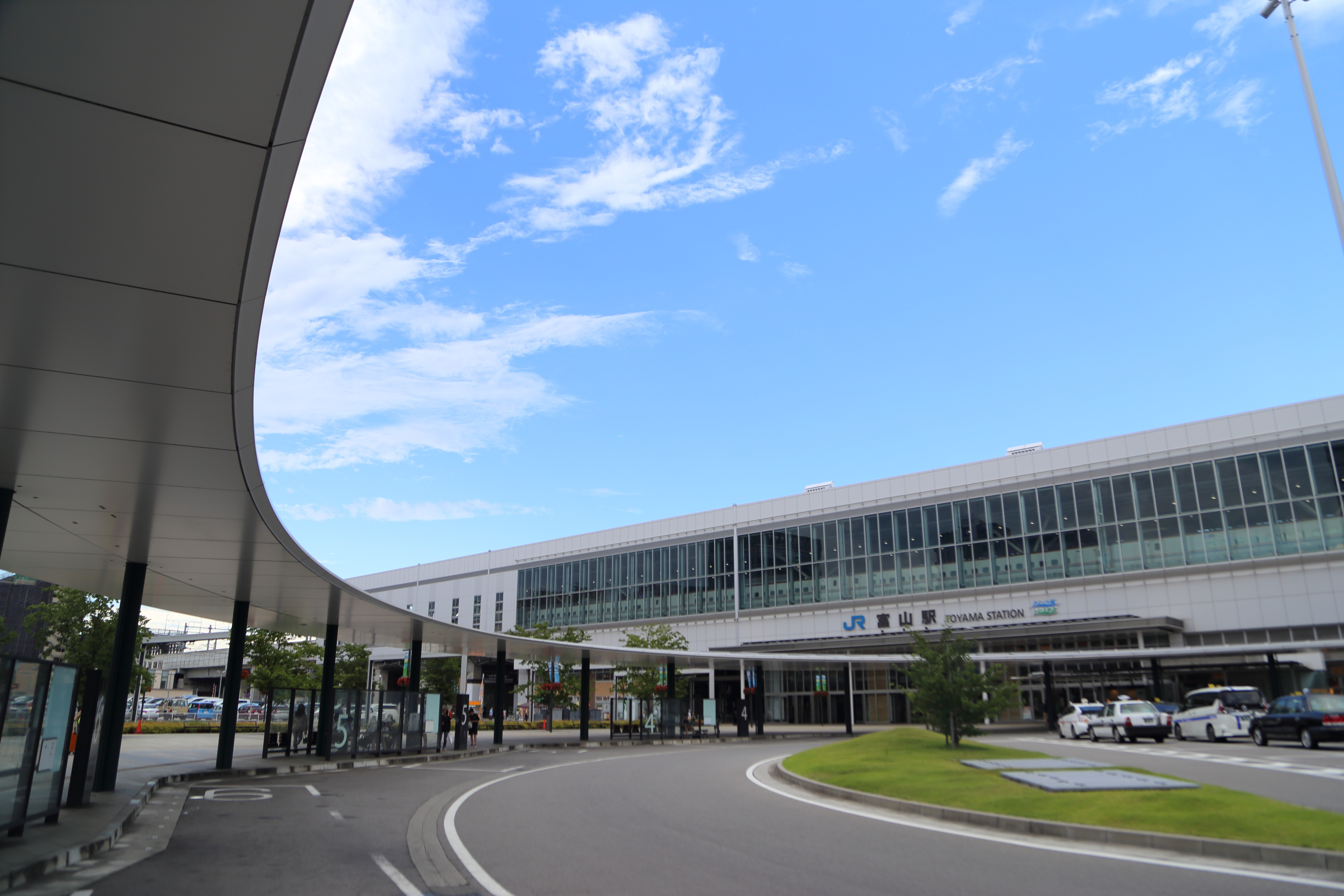
富山駅前バスターミナル（南口）

富山地方鉄道（地鉄バス）が周辺各地への路線バスを運行させている。北陸新幹線の開業に伴う新駅舎の使用開始に伴い、2015年（平成27年）3月14日より富山駅南口のバスのりばが再度移転となり、スペース等の問題で分散していた富山地方鉄道のバスのりばが集約された。ただし、一部路線は北口を経由する。

### 南口

#### 南口1番のりば
高速バス（長距離便）
- 富山 - 池袋・新宿線（富山地方鉄道、西武バス）[185]
- 富山 - 京都・大阪線（富山地方鉄道、阪急観光バス）[186]
- 富山 - 名古屋線（富山地方鉄道、名鉄バス）[187]
- 富山 - 新潟線（富山地方鉄道、新潟交通）[188]
- 富山 - 高山線（富山地方鉄道、濃飛バス）[189]
- 金沢・富山 - 仙台線「百万石ドリーム政宗号」（西日本ジェイアールバス、ジェイアールバス東北）[190]
- 百万石ドリーム大阪号（西日本ジェイアールバス）[191]
- 北陸ドリーム名古屋号（西日本ジェイアールバス、ジェイアール東海バス）[190]
- 百万石ドリーム広島号 岡山・広島方面（西日本ジェイアールバス・JRバス中国）（運休中）

#### 南口2番のりば
高速バス（中距離便）、特急バス、定期観光バス
- 富山 - 城端線（富山地方鉄道）[192]
- 富山ぶりかにバス（新湊・氷見方面）[193]
- 市内周遊ぐるっとBUS 北西回り・南回りルート（運休中）（富山地方鉄道）
  - 富山市市街地の美術館・博物館・観光施設を巡る周遊バス[194]。
- 富山 - 有峰線（夏山バス）※夏季のみの運行[195]

#### 南口3番のりば
- 10 小杉線・高岡線
- 11 小杉経由新湊線
- 14 布目経由四方線・国立高専射水線・新港東口線
- 16 富山大学前経由北代循環線
- 16 富大附属病院朝日循環線
- 16 富山短期大学線

#### 南口4番のりば
- 71 滑川線
- 72 水橋東部団地線
- 73 荏原循環線
- 76 東高校線
- 77 針原線
- 78 運転教育センター経由済生会病院線

#### 南口5番のりば
- 31 猪谷線・笹津線
- 32 笹津春日温泉線
- 38 坂本二区線
- 39 新保企業団地線
- 41 辰尾団地線
- 43 富山国際大学線
- 44 福沢線
- 45 月岡西緑町線
- 46 47 国立高専線

#### 南口6番のりば
- 富山空港線
- 36 富山空港経由総合運動公園・防災センター線・富山空港・成子経由八尾線
- 21 山田線
- 23 熊野経由八尾線
- 24 堤防経由八尾線
- 26 ファボーレ経由速星線
- 27 速星線
- 28 国立富山病院線
- 29 ファボーレ経由萩の島循環線
- 50 大泉経由五百石線
- 51 高原不二越経由東長江線
- 52 不二栄町線

#### 南口7番のりば
- 90 八幡経由四方線
- 92 新桜谷町線
- 94 石坂北代循環線

#### 南口8番のりば
8番乗り場はバスターミナル外にある。ここはもともと2番のりばだったが、バスターミナル完成に合わせて改番された。
- 60 石金経由五百石線
- 62 中央病院行き（石坂〜中央病院線・新桜谷町線〜中央病院線）
- 64 流杉病院線
- 65 66 大場・西の番線
- 67 藤の木循環線
- 90 富山まちなか病院行き（八幡経由四方線）
- 94 音羽町経由中央病院行き（北代循環線）

### 北口
一部の路線バスのほか、ツアーバスから転換された高速バスが発着する。

#### 北口1番のりば
- 88 興人団地線
- 14 29 64 81 84 91 赤十字病院行き
- きまっし号　東京駅（八重洲通り）・浅草駅・東北急行バス東京営業所行き（東北急行バス・北日本観光自動車）[197]
- JAMJAMライナー　バスターミナル東京八重洲・バスタ新宿・東京ディズニーランド行き（ジャムジャムエクスプレス）[198]
- オリオンバス　バスターミナル東京八重洲・東京ディズニーシー行き（オー・ティー・ビー）[199]

#### 北口2番のりば
- 81 済生会病院・リハビリセンター線
- 84 犬島米田線
- 国立高専射水線
- さくら高速バス　バスタ新宿／八重洲口鍛冶橋駐車場・横浜シティ・エア・ターミナル行き、バスタ新宿・羽田エアポートガーデンバスターミナル・東京ディズニーランド行き（桜交通）[200]
- KBライナー　バスタ新宿行き（千葉みらい観光バス）[200]
- 中日本ツアーバス　バスタ新宿・東京ディズニーランド行（中日本ツアーバス）[200]
- VIPライナー　バスタ新宿・東京（日本橋駅）・大宮駅行き（平成エンタープライズ）[201]

#### 北口3番のりば
- 46 47 国立高専線
- 64 流杉病院線
- 29 ファボーレ経由萩の島循環線
- WILLER EXPRESS　池袋サンシャイン・バスタ新宿・東京ディズニーランド行き（ニュープリンス高速バス）[202]
- グリーンライナー　東京駅鍛冶橋駐車場・東京ディズニーシー行き（丸一観光）[202]

### かつて存在した路線
- 金沢・富山 - 山形・仙台線（富山地方鉄道、北陸鉄道）[203][204]
- 富山 - 金沢線（富山地方鉄道、北鉄金沢バス）[205][206]

## 隣の駅
西日本旅客鉄道（JR西日本）

 北陸新幹線
黒部宇奈月温泉駅 - 富山駅 - 新高岡駅
■高山本線
西富山駅 - 富山駅
あいの風とやま鉄道
■あいの風とやま鉄道線
呉羽駅 - 富山駅 - （貨）富山貨物駅 - 新富山口駅
富山地方鉄道
■本線
■特急
電鉄富山駅 (T01) - 寺田駅 (T08)
■急行（上り到着列車のみ）・■普通
電鉄富山駅 (T01) - 稲荷町駅 (T02)
■不二越・上滝線
■普通
電鉄富山駅 (T01) - 稲荷町駅 (T02)
富山軌道線（富山駅南北接続線・支線・本線）
富山駅停留場 (C15) - （支線接続点） - 電鉄富山駅・エスタ前停留場 (C14) - 地鉄ビル前停留場 (C13)
富山軌道線（富山駅南北接続線・支線）
富山駅停留場 (C15) - （支線接続点） - 新富町停留場 (C16)
■富山港線
富山駅停留場 (C15) - オークスカナルパークホテル富山前停留場 (C26)（岩瀬浜方面のみ停車） - インテック本社前停留場 (C27)

### かつて存在した路線
西日本旅客鉄道（JR西日本）
富山港線
富山駅 - 富山口駅
日本国有鉄道（国鉄）
富山港線（貨物支線）
富山駅 - 奥田駅